# Panke

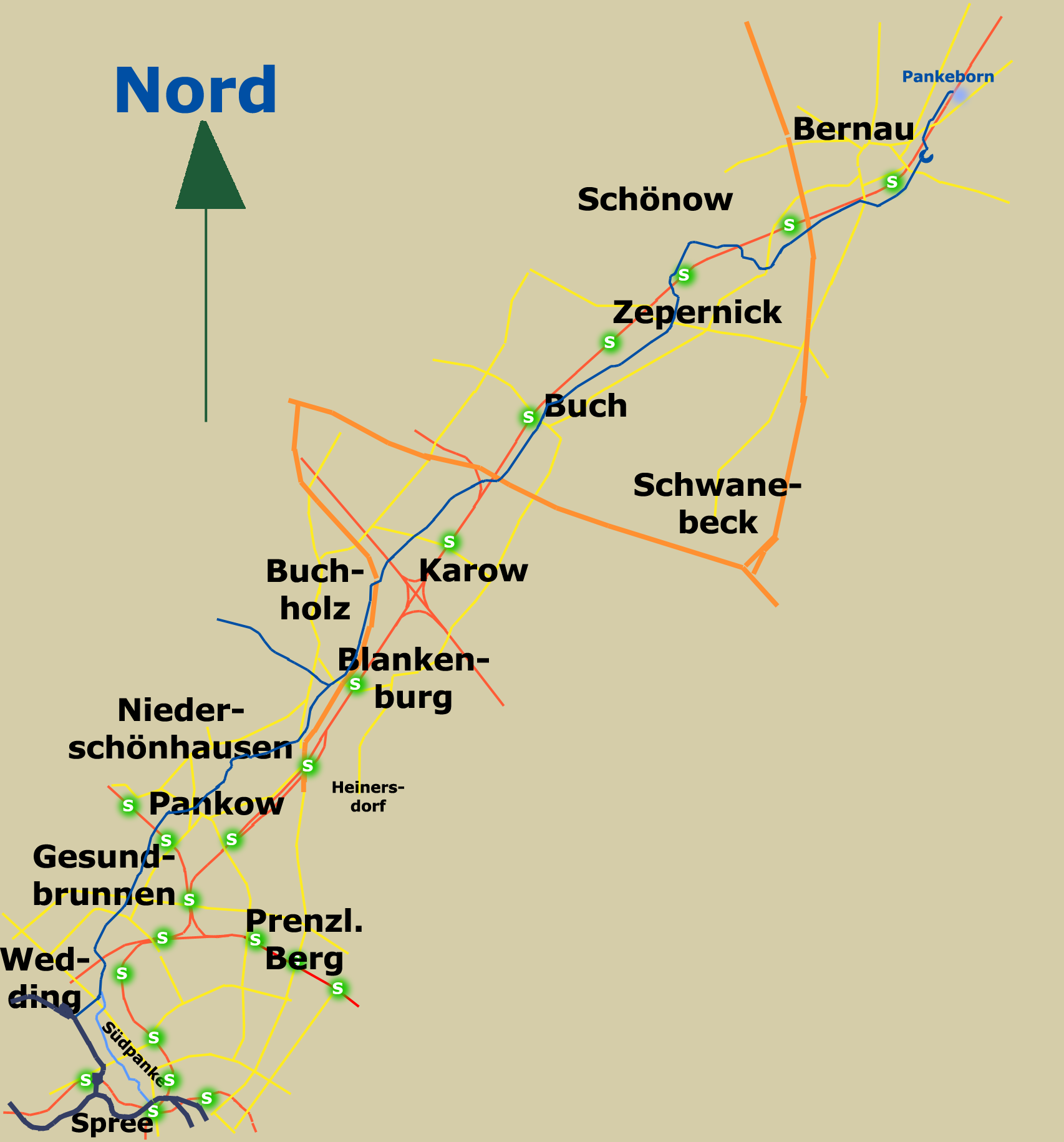
Lauf der Panke von Bernau nach Berlin-Mitte
(blau: Panke, hellblau: alter Mündungsarm, rot: Bahnlinien,
grün: S-Bahnhöfe, gelb: Fernstraßen, orange: Autobahn)

Die Panke ist ein kleines bis mittelgroßes, auf dem Barnim in Bernau entspringendes Fließgewässer, das in Berlin in die Spree mündet. Sie hat eine Länge von 29 Kilometern, von denen sich 20,2 Kilometer auf Berliner Stadtgebiet befinden. Damit ist die Panke nach der Spree und der Havel der drittlängste Fluss auf dem Berliner Stadtgebiet. Oberhalb von Berlin-Blankenburg ist sie ein Sandgeprägter Tieflandbach und unterhalb davon ein kleines Niederungsfließgewässer. Das Einzugsgebiet beträgt 198,3 km², etwa ein Viertel davon (46,8 km²) in Berlin. Nach ihr sind die anrainende Gemeinde Panketal und in Berlin der Ortsteil Pankow benannt.
Die Laufrichtung von Nordost nach Südwest folgt weitgehend einer glazialen Rinne. Während der Zeit der Rieselfeldwirtschaft von 1870 bis 1980 wurde sie als Abfluss der gerieselten Wässer genutzt. Aus der Panke, deren Name als strudelnder Fluss deutbar ist, wurde seit dem Ende des 19. Jahrhunderts durch zunehmende Besiedlungsdichte in und um Berlin und den daraus folgenden Zulauf ungereinigter Abwässer aus Industrie und Gewerbe die „Stinkepanke“. Die Rückbesinnung auf Natur und Lebensqualität für die Anwohner in der zweiten Hälfte des 20. Jahrhunderts änderte die Einstellung zum Fluss. Das Ufer entlang des Pankewanderweges wurde parkartig umgestaltet. Der Oberlauf führt Quellwasser, während der Unterlauf seit 2015 zum Großteil gereinigtes Abwasser ableitet. Die Wiederherstellung von Mäandrierungen an einigen Stellen im Oberlauf der Panke ist geplant.
Beim Bau der Berliner Mauer wurde der Weiterlauf des etwa 2,5 Kilometer langen alten Mündungsarms durch Ost-Berlin bis zur Mündung in die Spree versperrt. Das Wasser der Panke floss seitdem vollständig durch den etwa 250 Meter hinter der Mauer im West-Berliner Ortsteil Gesundbrunnen von der Panke abzweigenden Schönhauser Graben und beim Nordhafen in den Berlin-Spandauer Schifffahrtskanal. Die Neu- und Wiedergestaltung des alten Mündungsarms als Teil der Berliner Bemühungen um Natur in der Stadt wurde seit etwa 2010 geplant und im Mai 2021 fertiggestellt.

## Etymologie
Der Flussname ist slawischen Ursprungs. Er geht möglicherweise auf das polabische Wort pak zurück, was in etwa ‚Büschel‘ oder ‚Knospe‘ bedeutet. Nach Reinhard E. Fischer ist das „Namensmotiv […] das Anschwellen des Flusses, wie eine Knospe“. Die Polaben waren ein hier ansässiges slawisches Volk.  Eine andere Deutung des Flussnamens pankowe verweist auf die Panke als ‚strudelnder‘ Fluss. Dies geht auf den slawischen Wortstamm ponikwa zurück. Ein gurgelnder und strudelnder Bach ist in ebenen und gering geneigten Gegenden wie insbesondere im Quellgebiet der Panke bei größerem Hochwasser im Frühjahr und im Herbst durchaus beobachtbar. Eine dritte Deutung der Wortherkunft bezieht sich auf pania, die Bezeichnung für ‚Flachmoor‘. Die Bodensituation um Bernau und im weiteren Verlauf des Flusses mit seinem geringen Gefälle stützt diese Deutung. Eine vierte Deutung kommt von Leopold von Zedlitz-Neukirch, hier Pompks, Pompke oder auf slawisch Pomko = ‚Haselnuss‘.

## Quellgebiet

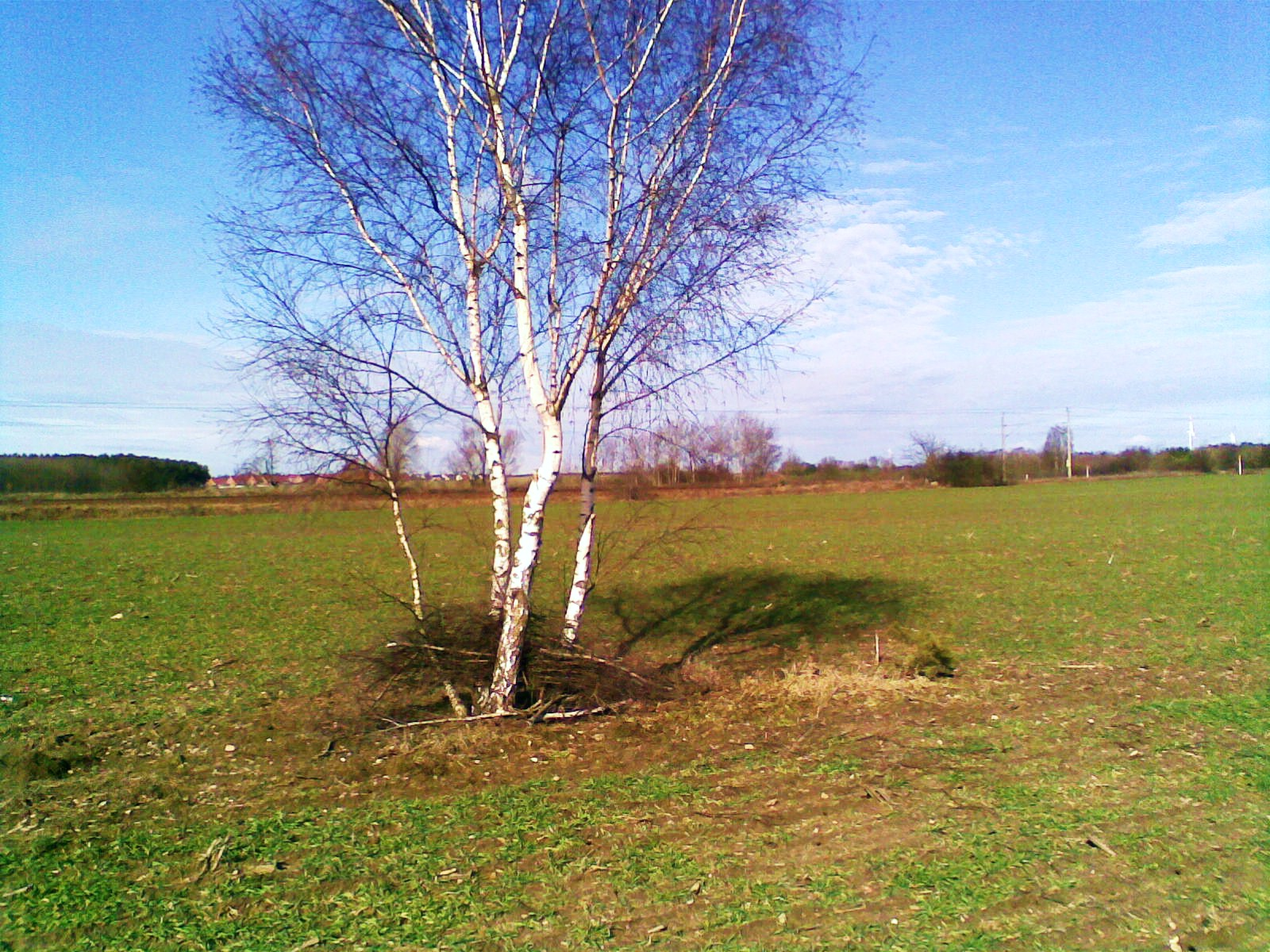
Geländevertiefung im Quellgebiet, die als durch landwirtschaftliche Nutzung beseitigter Wasserlauf gedeutet werden kann

Das Pankewasser sammelt sich in mehreren Schichtquellen, die typisch für den märkischen Sand sind, im Naturpark Barnim auf einer Hochfläche nördlich der geschlossenen Bebauung von Bernau. Die Quellhöhe liegt etwa 69 m ü. NHN. Der Wasseranfall ist nicht regelmäßig, das heißt, dass die Panke als episodisches Gewässer entspringt. Sie entspringt auch nicht immer an derselben Stelle.

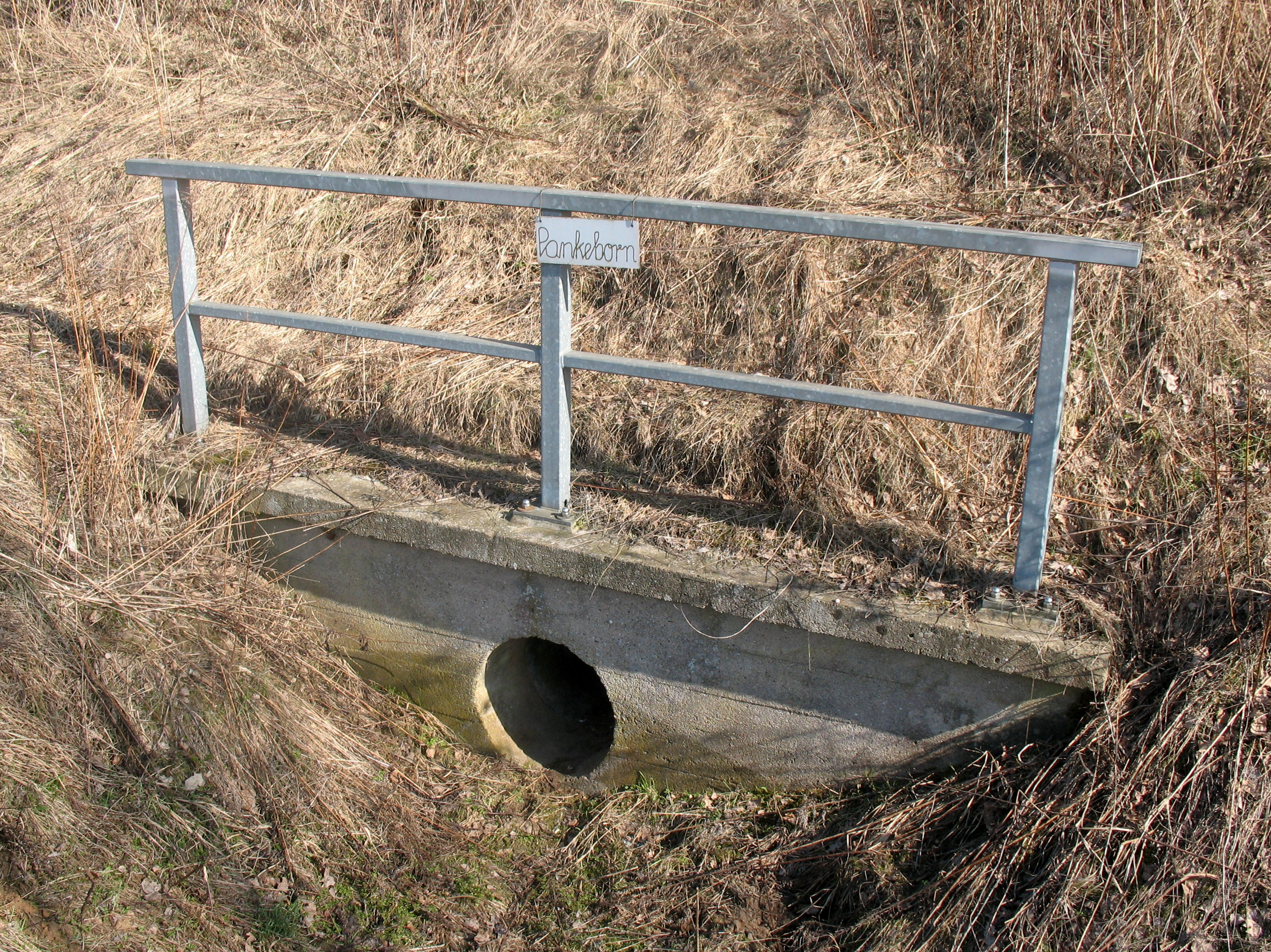
Rohraustritt unter einem Bahndamm etwa zwei Kilometer nordöstlich der Stadtmitte, der ausgetrocknete Pankeborn, 2008

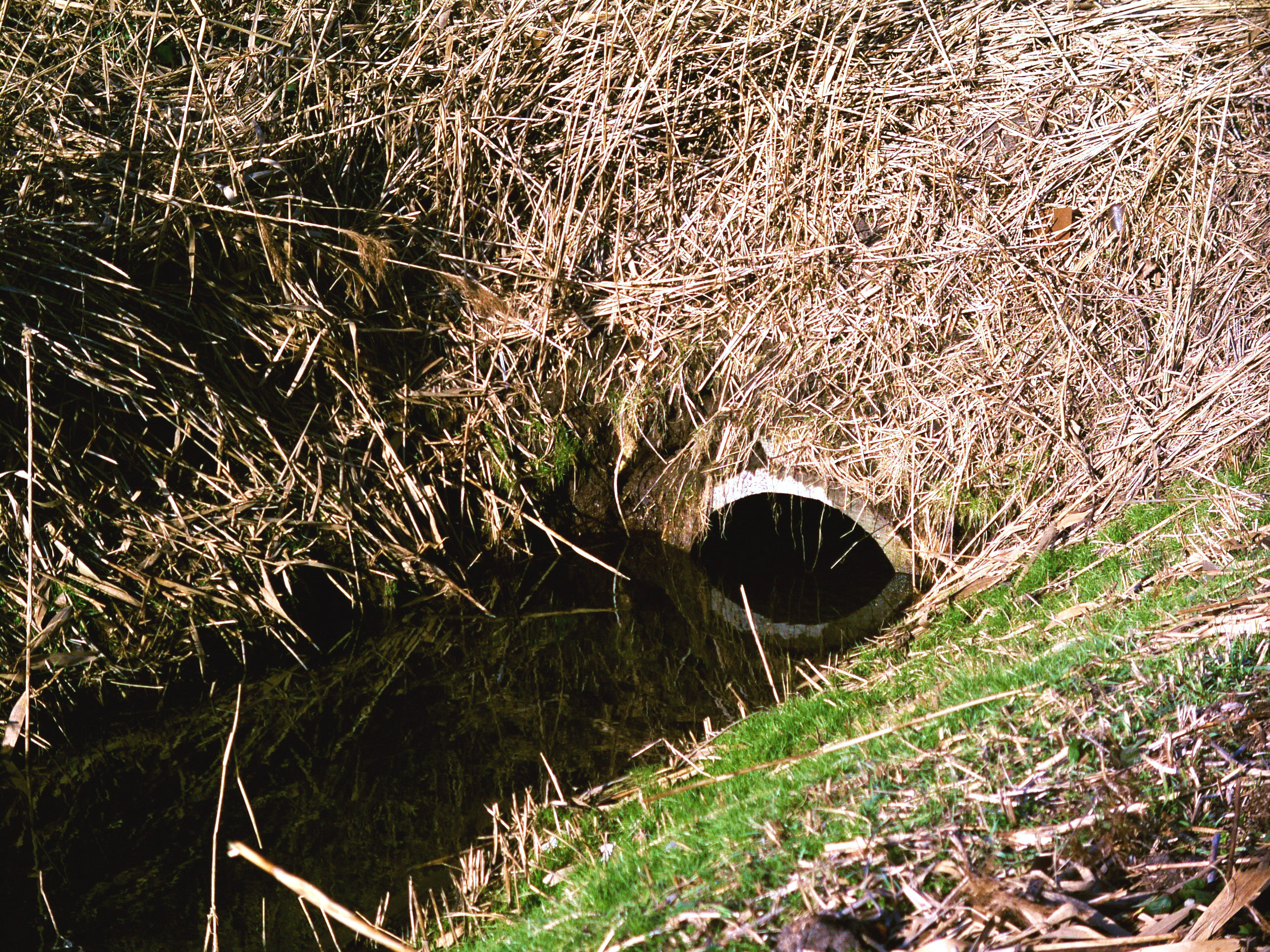
Auslauf der Panke aus dem Teufelspfuhl, 2011

Bis in das frühe 21. Jahrhundert wurde ein Rohrauslass unter einem Bernauer Bahndamm als Panke-Quelle (Panke-Born) bezeichnet, der aber nicht regelmäßig ergiebig war. Diese Stelle befindet sich etwa zwei Kilometer nordöstlich der Stadtmitte von Bernau (▼).

„Gehen Sie nur durchs Königstor hinaus, geradezu zur Waschspüle. Und danach gehen Sie in die Wiesen, die dahinter liegen. Wenn es unter den Füßen nass wird, haben Sie es gefunden. […] Es wollte nicht nass werden unterwärts. Ich machte unverrichteter Sache kehrt und fuhr entmutigt nach Haus. Der nächste Tag sah mich wieder in Bernau. Ich folgte einem ausgetrockneten Graben, der wohl ein Bachbett sein konnte. So gelangte ich schließlich an den Bahndamm der Stettiner Bahn, wo der ausgetrocknete Graben sein Ende fand. Hier musste die Panke entspringen. Ein Knabe fragte, was ich hier zu suchen hätte. Die Pankequelle, antwortete ich gehorsam. Da käme ich ja gerade her, meinte er und wies auf den ausgetrockneten Graben, dem ich abwärts bis hierher gefolgt war. ‚Die ist aber nicht mehr da. Vor etwa 20 Jahren wurde sie zugeschüttet. Aber es gibt noch einen zweiten Quellfluss.‘“

Relativ regelmäßig Wasser enthielt der dort beginnende und entlang des Eisenbahndammes führende Graben aber erst nach knapp einem Kilometer (näher bei der Stadt und kurz bevor der Graben durch den Teufelspfuhl genannten Teich führte). Aus diesem Teich floss auch bei Trockenheit Wasser, weshalb sich in ihm auch eine Quelle befinden muss.

„Die Panke macht es einem zunächst nicht einfach. Wer ihre Quelle in Bernau sucht, riskiert, in diesem brandenburgischen Städtchen schnell enttäuscht zu werden. Nur eine Feuchtwiese im Ortsteil Pankeborn und ein Weiher namens Teufelspfuhl sind als Quellgebiet ausgewiesen.“

2020 ist der Pankeborn und der Graben entlang der Bahn nicht mehr vorhanden. Wasser fließt letztlich nur noch aus dem Teufelspfuhl heraus. Die Panke fällt auch dort mitunter trocken, wie im Sommer 2022, als das Bett bis zum Eintritt in die Gemeinde Panketal trocken lag.

## Verlauf

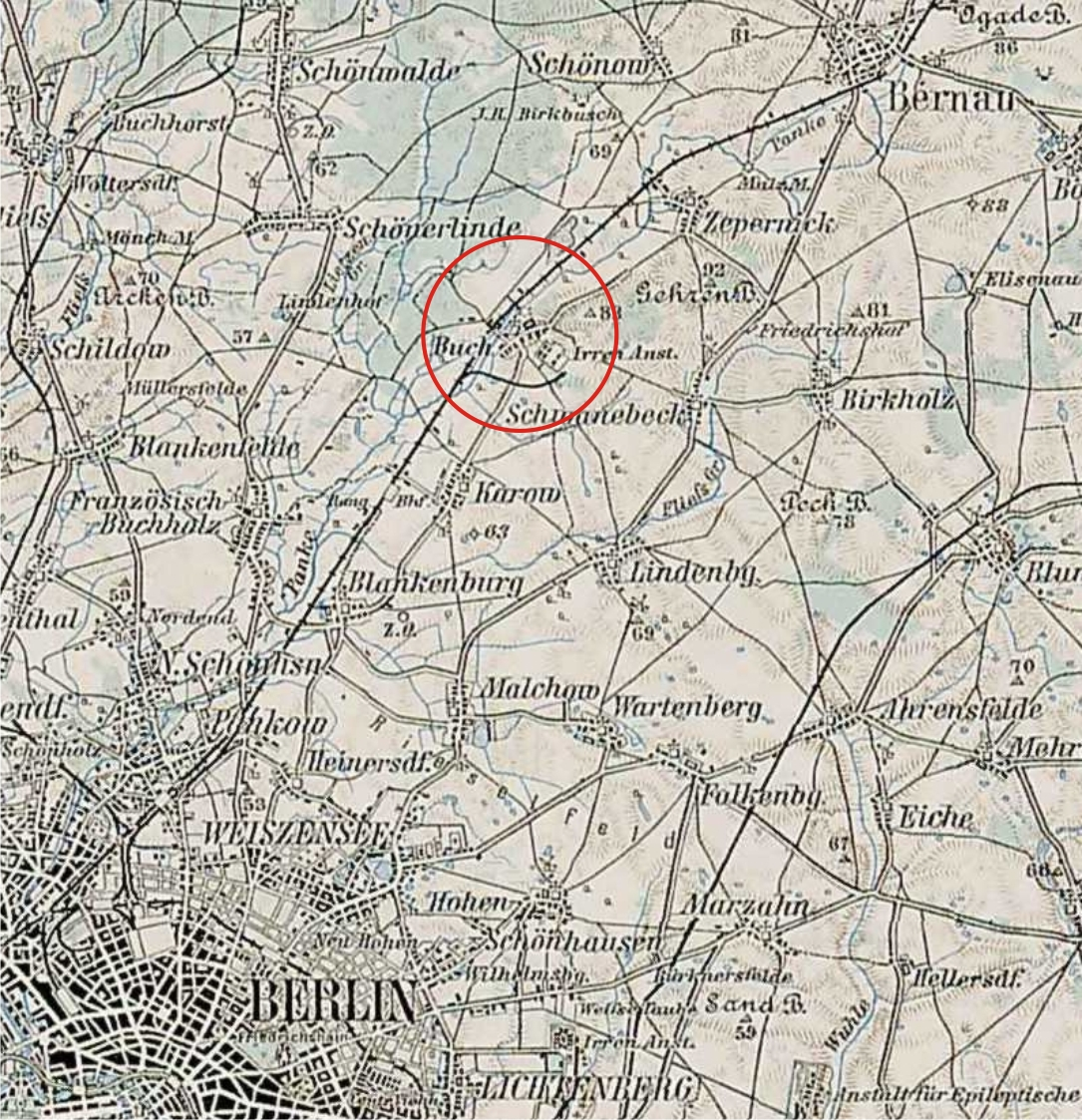
Lauf der Panke um 1900

Die Panke fließt in einer natürlichen eiszeitlichen Rinne von den Barnimhöhen hinab ins Warschau-Berliner Urstromtal, in dem sie in die Spree mündet. Die Fließrichtung ist von Nordost nach Südwest. In dieser Pankerinne führten – sicher an den hochwasserfreien Rändern – alte Verkehrswege wie die Bernauer Heerstraße aus Berlin heraus. Neuere Verkehrswege, die sich dort befinden, sind die Stettiner Bahn und die Bundesautobahn 11 (von Berlin nach Stettin).
Die Panke fließt heute in besiedeltem Gebiet. Der freie Lauf entlang ihrem alten Bett ist deutlich gestört und im Vergleich zu dem vom Kartografen Schmettau in den 1770er Jahren aufgenommenen mäandrierenden Lauf über weite Strecken deutlich geradliniger. Das Gewässer verläuft neun Kilometer durch die Stadt Bernau (hier Ortsteil Eichwerder), dann bei zunehmender Siedlungsdichte durch die Gemeinde Panketal (hier durch den Ortsteil Zepernick) und 20 km durch die Berliner Bezirke Pankow und Mitte (hier durch den Ortsteil Gesundbrunnen). Insbesondere im ausgehenden 19. Jahrhundert wurden in und um Berlin die Pankeufer und das Wasser stark beeinträchtigt und geschädigt. Seit Ende des 20. Jahrhunderts wird eine Renaturierung im Rahmen vertretbarer wirtschaftlicher Aufwendungen versucht. Ziel der Fluss- und Ufergestaltung ist die Schaffung von naturähnlichen Erholungsgebieten.

### Stadt Bernau
Für Bernau wird die Panke schon im 14. Jahrhundert erwähnt. Sie war damals ein auffälliger Fluss, mit ihren reißenden Frühjahrshochwassern. Die Panke floss durch Bernau vom östlichen sumpfigen Randbereich kommend entlang der Kahngasse (heutige Louis-Braille-Straße) (▼), wo sich auch eine Furt befand.

„Die Panke nimmt ihren Anfang auf der Feldmark der Stadt Bernau in den sogenannten rothen Feldern. Ehedem floß sie durch die Stadt; weil aber ihr Wasser sehr verunreinigt wurde, so hat man sie außerhalb der Ringmauer zwischen den Gärten und dem Kirchgraben mittagwärts geleitet. Der 3 1⁄2 Meilen lange Lauf der Panke, des letzten Nebenflusses der Spree, liegt ganz entschieden in der Normalrichtung der Barnimschen Wasserläufe“

Auf die sich in der Nähe befindende Panke-Quelle verweist der Name Pankeborn bzw. Am Pankeborn für ein Siedlungsgebiet im Nordosten der Stadt Bernau, einer Straße und eines Gewerbegebietes.
Der bis in die jüngere Vergangenheit nachweisbare Verlauf der Panke von der Quelle bis zum Teufelspfuhl, wobei die Pankstraße und die Eisenbahn () unterquert werden mussten, ist heute meistens ausgetrocknet und somit nur noch schwer erkennbar. Er wird wohl deshalb heute auf verschiedenen Karten auch nicht einheitlich dargestellt.

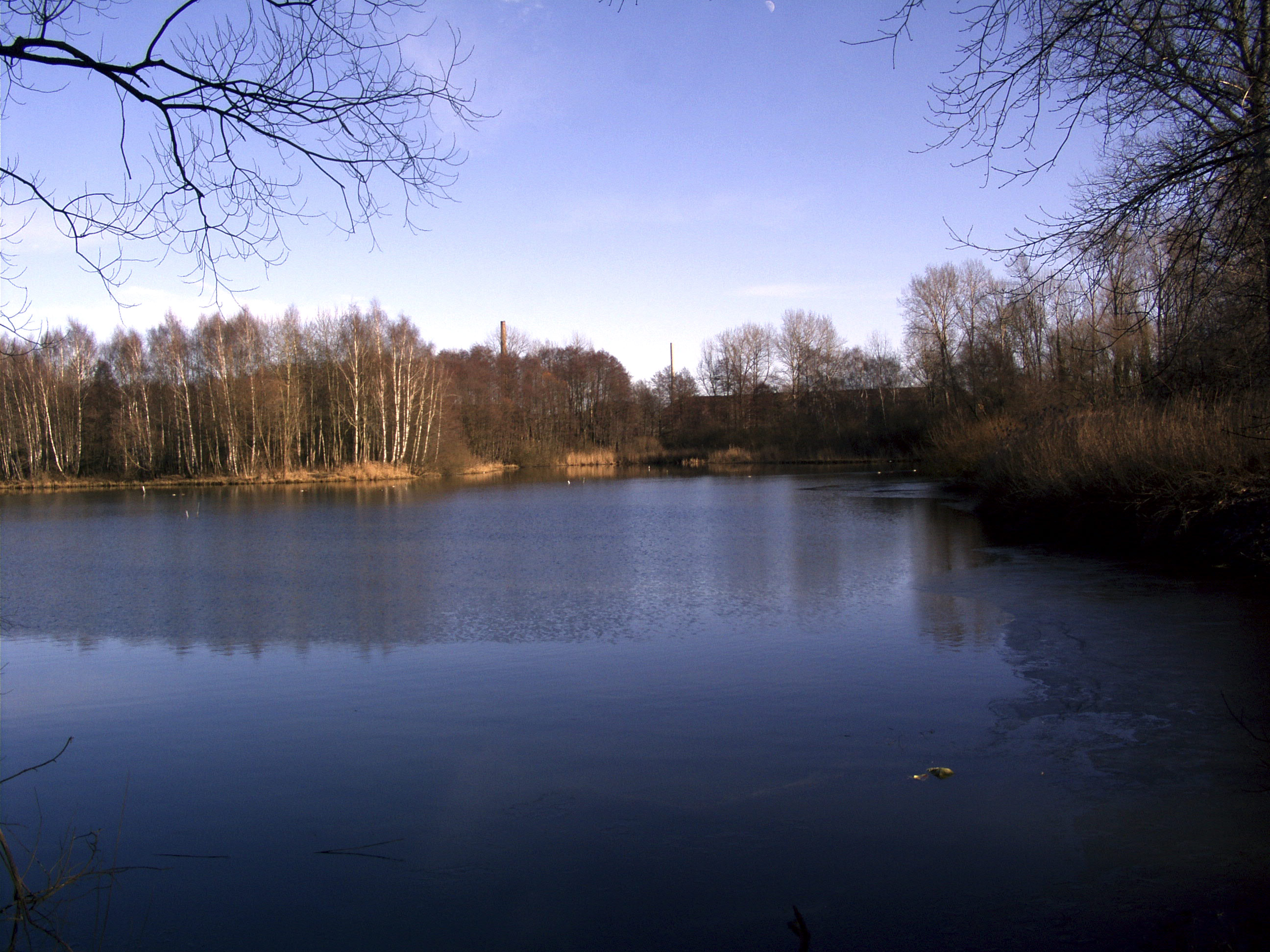
Teufelspfuhl, Blick vom Pankeeinlauf zum Pankeauslauf

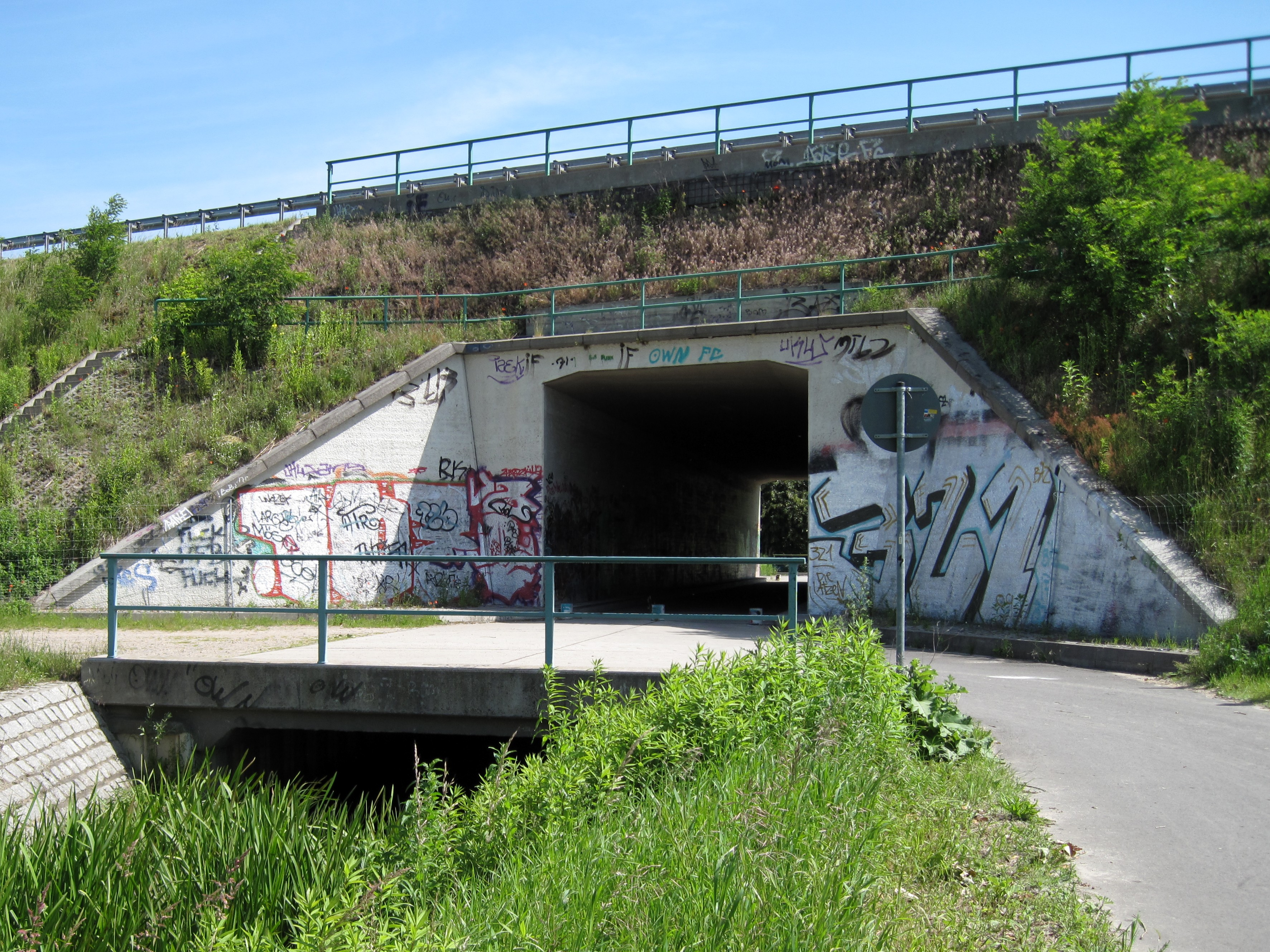
Unterquerung der Bundesautobahn 11, Blick durch den Tunnel flussaufwärts

Die meisten Karten zeigen zwar einen Durchtritt durch das Bahngelände und den weiteren Verlauf durch das im Nordosten angrenzende vormals militärisch genutzte Gelände, zeugen aber auch davon, dass in dieses bei der Sanierung ab 2015 eingegriffen wurde. Dieses Gelände befindet sich nördlich des dann folgenden Teufelspfuhls, der ursprünglich eine Kiesgrube war. Militärisch genutzt wurde es seit den 1950er Jahren von der „Westgruppe“ der sowjetischen Armee. Aktuell (Stand: 2024) ist es ein sumpfiges Stück Wald, in dem kein Fließgewässer erkennbar ist. Es bildet zusammen mit dem Teufelspfuhl und dem davon südlichen, über eine Länge von etwa 500 Metern renaturierten Flusslauf, die Sekundäraue den Bernauer Pankepark. Die Aue ist das Feuchtgebiet, das die Panke in ihrem Lauf unterhalb des Teufelspfuhls durchfließt. Es ist gegen Hochwasser gesichert. Wenn ein Hochwasser kommt, steigt der Pegel und die Panke kann die Aue überfluten, ohne dabei größeren Schaden anzurichten.
Südlich der Bernauer Altstadt befinden sich neben den Rohrwiesen weite Freiflächen, die der Panke durch natürliche Quellen und Feldentwässerung weiteres Wasser zuführen. Von links mündet ein aus Richtung Bernau-Lindow kommender kleiner Nebenbach. Südlich von Lindow entspringt die Dranse, ein weiterer linker, etwas längerer (etwa 3,5 Kilometer langer) Nebenbach, der bei Zepernick (Panketal) in die Panke mündet.
Noch vor der Unterquerung der Bundesautobahn 11, noch auf einer Höhe von etwa 64 m ü. NHN fließt Wasser aus weiteren Gräben zu. Ab hier und im gesamten weiteren Verlauf bis nach den Karower Teichen (siehe auch unten) wird die Panke aus vielen Nebenbächen und Gräben (vor allem aus den Bucher Forst) mit Wasser versorgt. Das Versiegen des Pankeborns wirkt sich somit nur auf den nordöstlichen Teil von Bernau wassermindernd aus.
Ab Bernau-Eichwerder bildet die Panke über einen etwa 1,6 Kilometer langen Abschnitt die Grenze zu Zepernick. Sie kreuzt dabei die Stettiner Eisenbahn zu deren Nordwestseite und kehrt nach etwa zwei Kilometern in der Nöhe des S-Bahnhofs Zepernick auf die Südostseite zurück.

### Gemeinde Panketal
In der Gemeinde Panketal fließt die Panke ausschließlich in deren Ortsteil Zepernick.
Im Dreieck, das die Panke mit der Stettiner Bahn auf deren Nordwestseite bildet, befindet sich der größte Teil des Naturschutzgebietes Faule Wiesen, das die Panke in seinem nördlichen Teil von Ost nach West durchquert. An der Stelle, wo sich die Panke nach Süden wendet, fließt der Schönower Dorfgraben zu, und die Panke nimmt den Charakter eines sandgeprägten Bachs an.
Zwischen der Schönerlinder Straße und der Straße der Jugend befinden sich große Wiesenflächen, in deren Bereich der Dransebach (siehe oben) von links in die Panke mündet. Nach etwa 1,3 Kilometern und Durchqueren der Zepernicker Siedlung Röntgental erreicht die Panke das Stadtgebiet von Berlin.

### Bezirk Pankow von Berlin

#### Buch

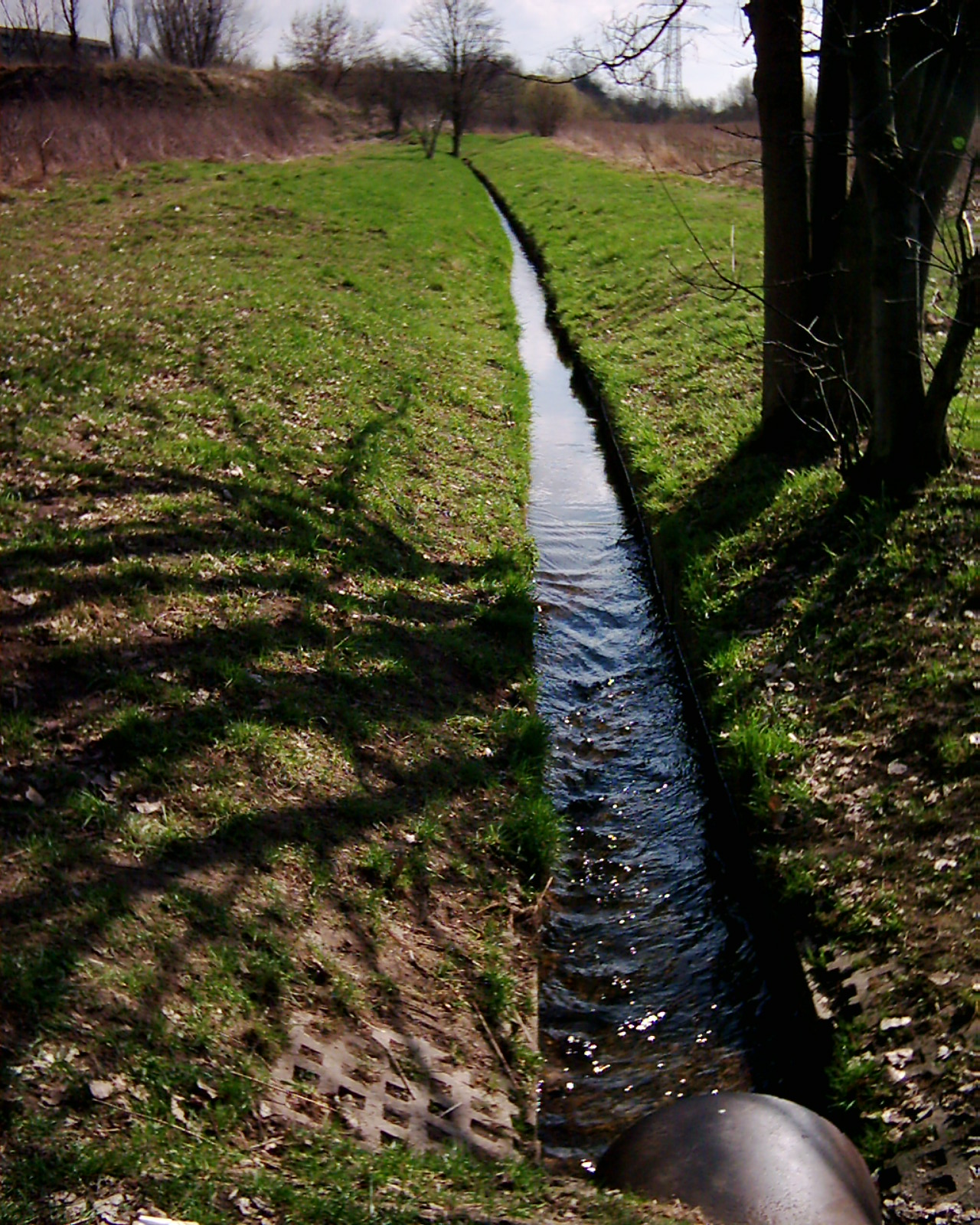
Kappgraben, hier nördlich der Bundesautobahn 10 und südlich des Wohngebietes Buch

Im Norden von Buch fließt die Panke durch siedlungsfreies Gebiet (Wiesen und Felder) und parallel zur Stettiner Bahn. Dabei durchquert sie das Feuchtgebiet der Pölnitzwiesen, für das in der Planung[veraltet] „Panke 2015“ ein Auengebiet vorgesehen ist. Die Panke soll hier mäandern und sich bei Hochwasser ausdehnen können.

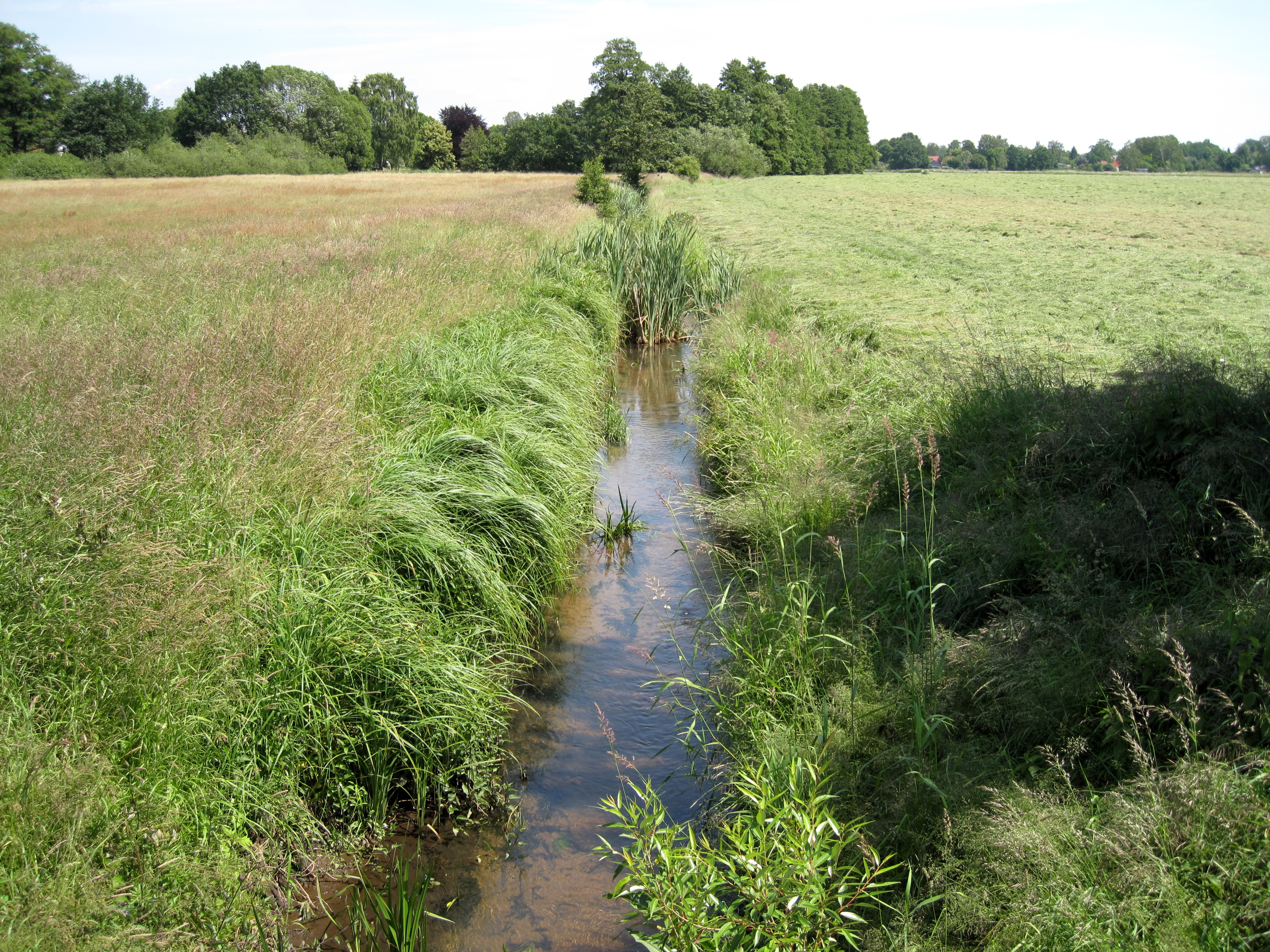
Panke in den Pölnitzwiesen

Nach Unterquerung des Pölnitzweges fließt die Panke durch den Bucher Schlosspark. Nach dem Schlosspark quert die Panke die Wiltbergstraße, die mit der 90. über die Panke erbauten Brücke Buch mit seinen Krankenhäusern und Pflegeheimen rechts der Panke verbindet.
Von hier bis zur Bundesautobahn 114 ist die Panke stark ausgebaut und vertieft, um als Hauptableiter für vorgeklärtes Abwasser zu fungieren (in den 1980er Jahren war die Rieselfeldbewirtschaftung zu Gunsten von Klärwerken aufgegeben worden).
Direkt vor der Autobahn mündet der Kappgraben von links in die Panke. Er führt ihr Wasser aus einem etwa 2,5 Kilometer entfernten Quellgebiet beim Autobahnparkplatz Kappgraben zu.
Nach Unterqueren der Autobahn, erneut der Stettiner Bahn und deren Heidekrautbahn-Abzweig bildet die Panke über etwa 1,5 Kilometer die Ortsteilgrenze zwischen Buch und Karow.

#### Karow
Das rechts an die Panke angrenzende Naturschutzgebiet Karower Teiche liegt in Französisch-Buchholz, also nicht in Karow.

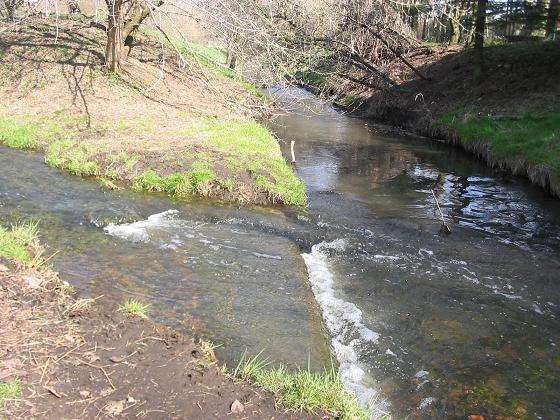
Mündung des Lietzengrabens,
von rechts

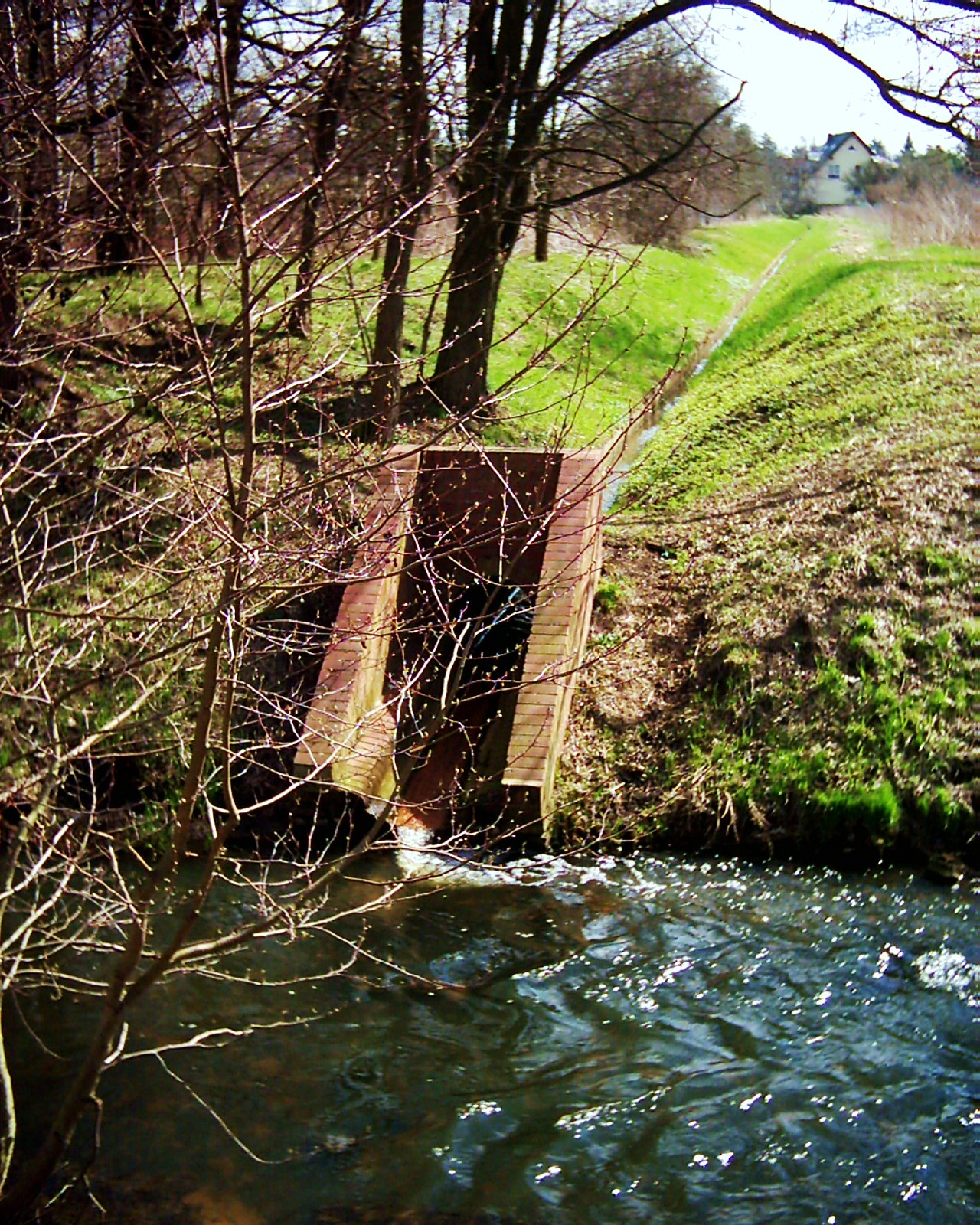
Mündung des Rübländer Grabens etwas unterhalb des Lietzengrabens, von links

Oberhalb der Teiche schließt der von rechts kommende Lietzengraben, der die im Bucher Forstliegende Bogenseekette (einschließlich die Bucher Karpfenteiche) entwässert, an. Dieser war einst ein natürlicher Bach, wurde aber für den Abfluss aus den ehemaligen, östlich der Bundesstraße 109 befindlichen Rieselfeldern begradigt. Seit dem Ende der Rieselfeldwirtschaft in dieser Gegend sank der Wasserspiegel, und das Gelände wurde aufgeforstet. Durch die relativ abgeschiedene Lage entwickelten sich Flora und Fauna rund um die Karower Teiche, und es entstand ein Lebensraum für Vögel. Am linken Ufer der Panke gibt es mehrere Kleingartenanlagen (beispielsweise Kastanienhain und Pankeniederung, dazwischen die Pankgrafenstraße).
Die gleiche Rolle wie dem Lietzengraben kommt dem etwas weiter von links in die Panke einmündenden Rübländer Graben zu.
Unterhalb der Karower Teiche verläuft die Panke schnurgerade durch Wiesen und Felder bis zum Berliner Außenring der Eisenbahn, der die Grenze zwischen Karow und Blankenburg bildet. Kurz zuvor mündet in die Panke von rechts der Buchholzer Graben, der den Abfluss aus den beim Bau des Außenrings in den 1950er Jahren zerschnittenen Gräben in den Rieselfeldern sammelt. Seit der Einstellung der Verrieselung ist die Wassermenge stark zurückgegangen, vom Nährstoffreichtum der Rieselfeldwässer zeugt ein üppiges Pflanzenwachstum an denn Ufern des Buchholzer Grabens.

#### Blankenburg und Französisch-Buchholz

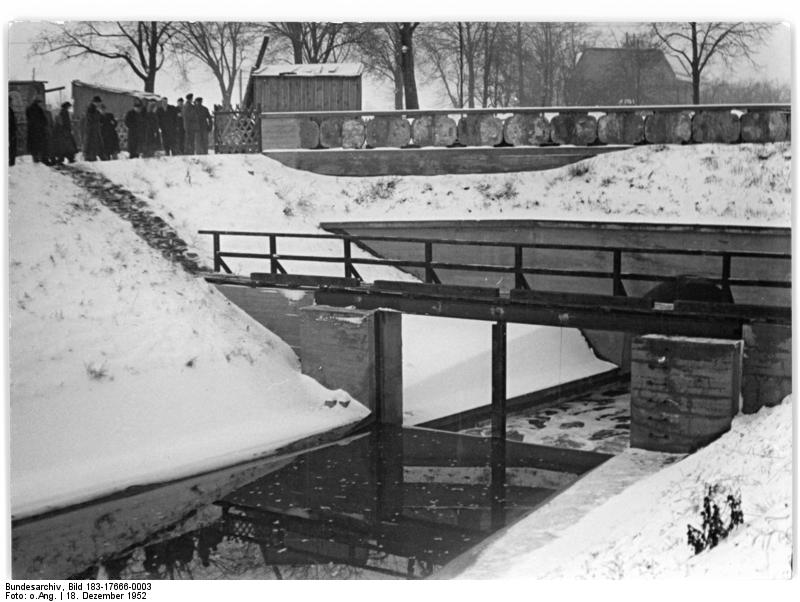
Einweihung des Nordgrabens, 1952

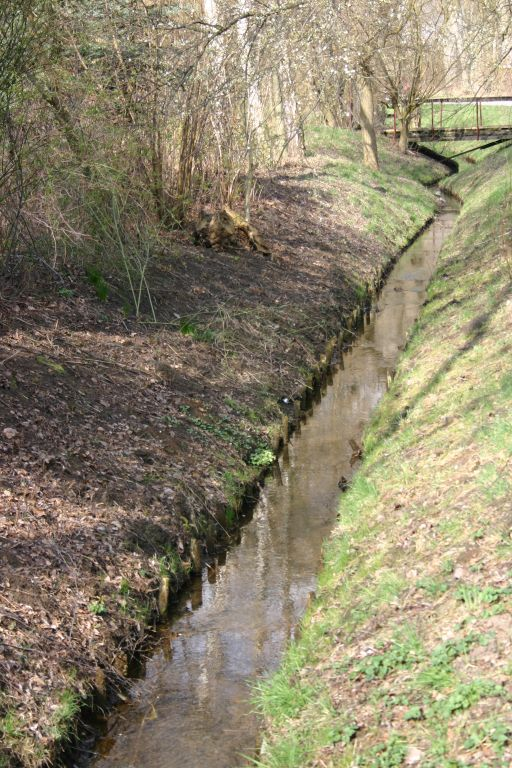
Schmöckpfuhlgraben

Nachdem die Panke Karow verlassen hat, bildet sie kurz die Grenze zwischen Blankenburg und Französisch-Buchholz. Schon nach etwa 500 Metern wechselt sie zur Nordwestseite der Bundesautobahn 114 und fließt direkt neben dieser weiter. Sie befindet sich aber jetzt in Französisch-Buchholz, denn die Autobahn ist die Grenze zu Blankenburg. Sie ist von Blankenburg aus nicht mehr zu sehen. Im Südwestzipfel von Französisch-Buchholz entfernt sich die Panke etwas von der Autobahn. In diesem Bereich zweigt aus einem von der Panke durchflossenen Becken rechts der zum Tegeler See führende Nordgraben ab. Dieser wurde als Entwässerungsgraben für die Rieselfelder und zum Ableiten von Panke-Hochwasser 1935 angelegt. Seit dem Ende der Berieselung wird dem Nordgraben weiterhin regelmäßig etwas Pankewasser zugeleitet.
Danach befinden sich zwischen der Autobahn und der Panke die Blankenburger Karpfenteiche, die von der Panke tangiert werden. Am nördlichen Ufer dieser Teiche bringt von links der Malchower Fließgraben aus einem ganzen Grabensystem Wasser vom Malchower See bis zur Panke. Zu diesem Grabensystem östlich der Panke gehört der Schmöckpfuhlgraben, der Wasser vom Gelände des Güterbahnhofes Heinersdorf und den Kleingartenanlagen nordöstlich von Heinersdorf bringt.

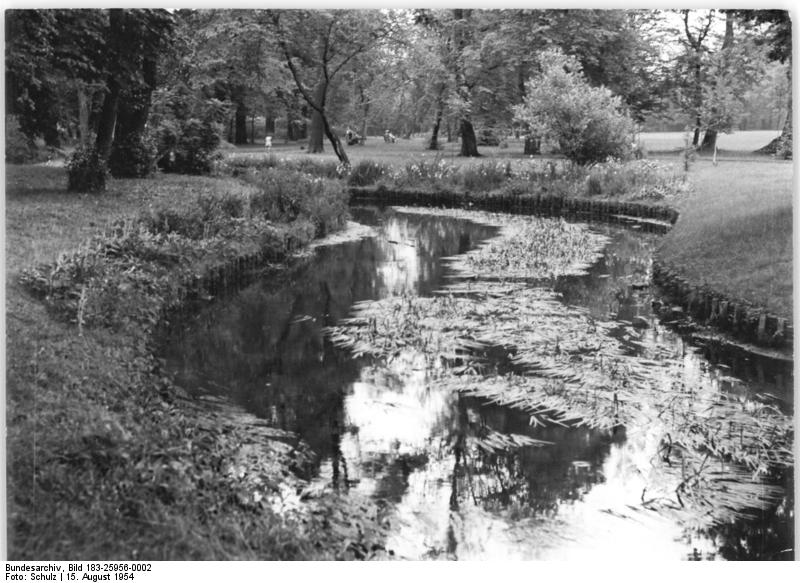
Panke im
Schlosspark Niederschönhausen, 1954

Vor der Autobahn-Anschlussstelle Pasewalker Straße wendet sich die Panke nach Westsüdwest und verlässt Blankenburg und Französisch-Buchholz.

#### Niederschönhausen und Pankow
Die Panke ist die Grenze zwischen diesen beiden Ortsteilen mit Ausnahme des Parks am Schloss Schönhausen, der zu Niederschönhausen gehört.
In durchflossenen Gartenkolonien und im Schlosspark ist das Bett der Panke offener und naturnaher.
1806 wurde der Lauf der Panke mit einem Durchstich vom Schlosspark zum jetzigen Bürgerpark Pankow abgekürzt. Diesen geraden Verlauf hat die tiefer im Gelände gelegene Panke, südlich hinter den Villen des vormaligen Städtchens (heute der Majakowskiring) immer noch.
Nach Verlassen des Schönhauser Schlossparks durchfließt die Panke das ursprüngliche, alte Pankow, das auf dem höhergelegenen Pankower Piesel als ein Wendendorf entstand.
Kurz nach dem Schlosspark mündet von rechts der Kreuzgraben, der nördlich von Niederschönhausen beginnt und dessen alten Ortskern westlich umfließt, in die Panke.
Etwa 200 Meter vor dem Unterqueren der Grabbeallee (Niederschönhausen) mündet der Zingergraben rechts in die Panke. Dieser frühere natürliche Bach brachte später Wasser aus dem Rieselfeld Blankenfelde zur Panke, das nach dem Bau des Nordgrabens von diesem aufgenommen wurde. Der restliche Graben bis zur Panke hat nur noch geringe Bedeutung, indem er Regenwasser aus Kleingartenanlagen und der Schönholzer Heide aufnimmt.

Panke im Bürgerpark in Pankow
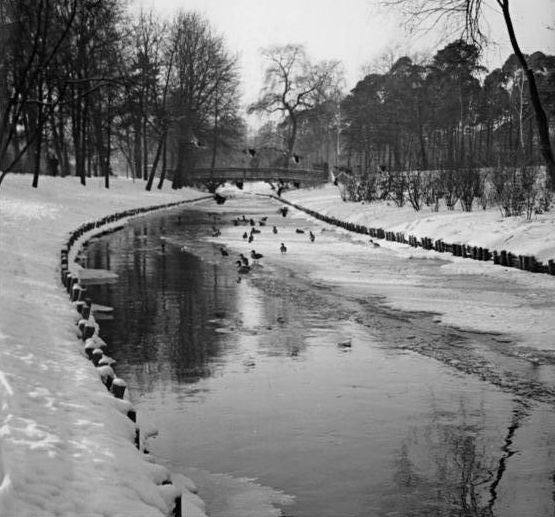
Bürgerpark im Winter 1963
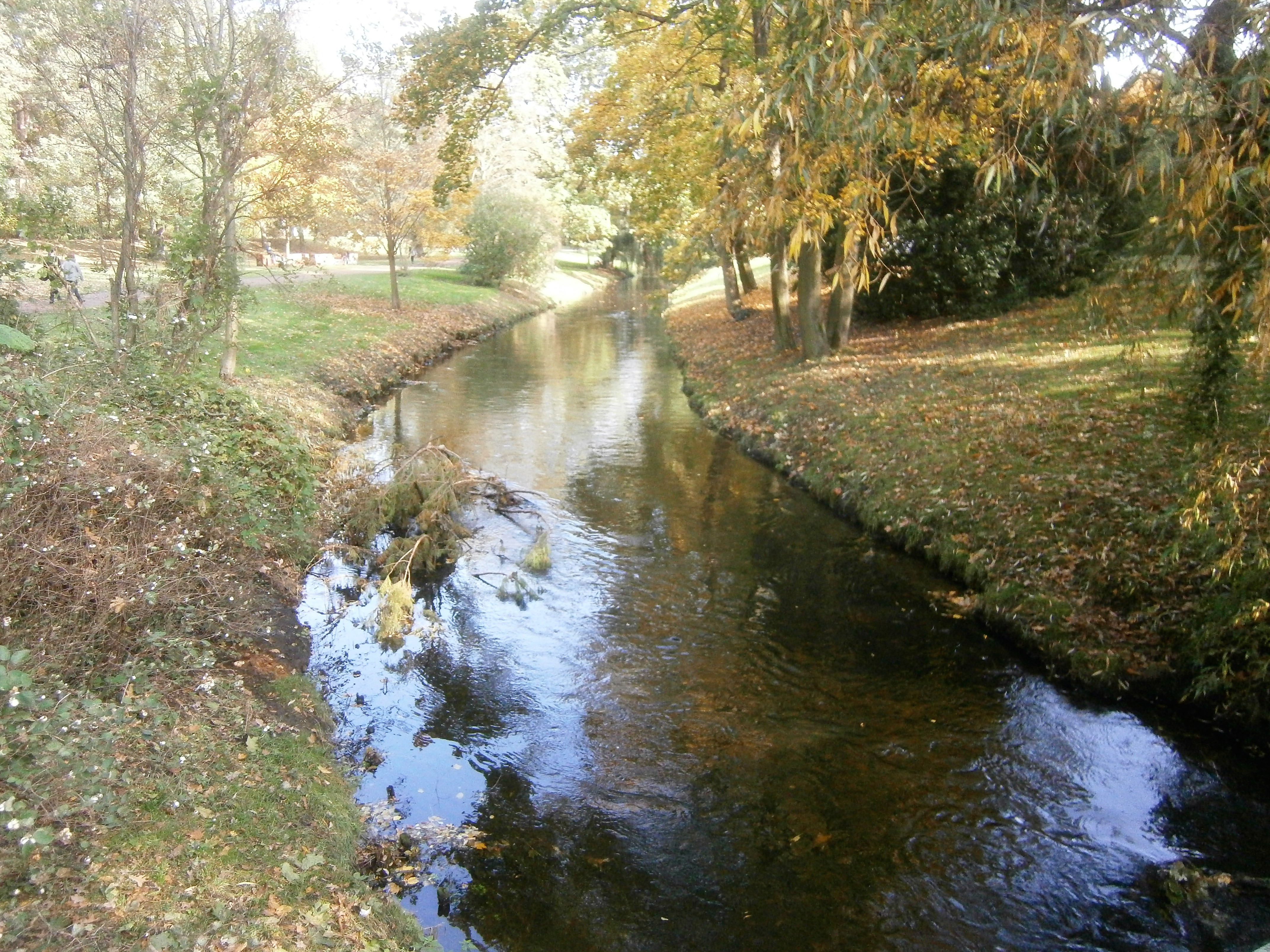
Panke vom Parksteg aufwärts
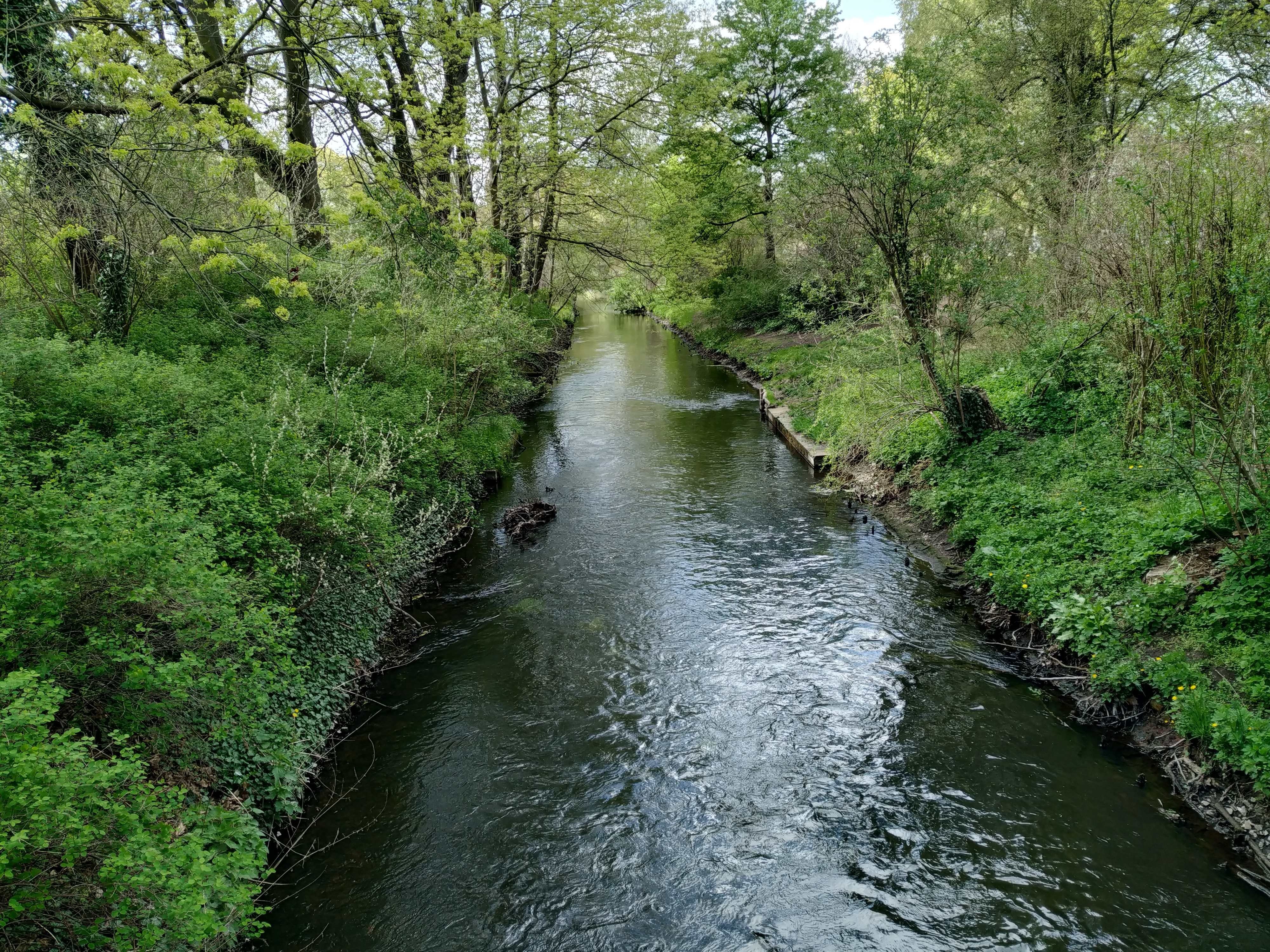
Panke vom Parksteg abwärts
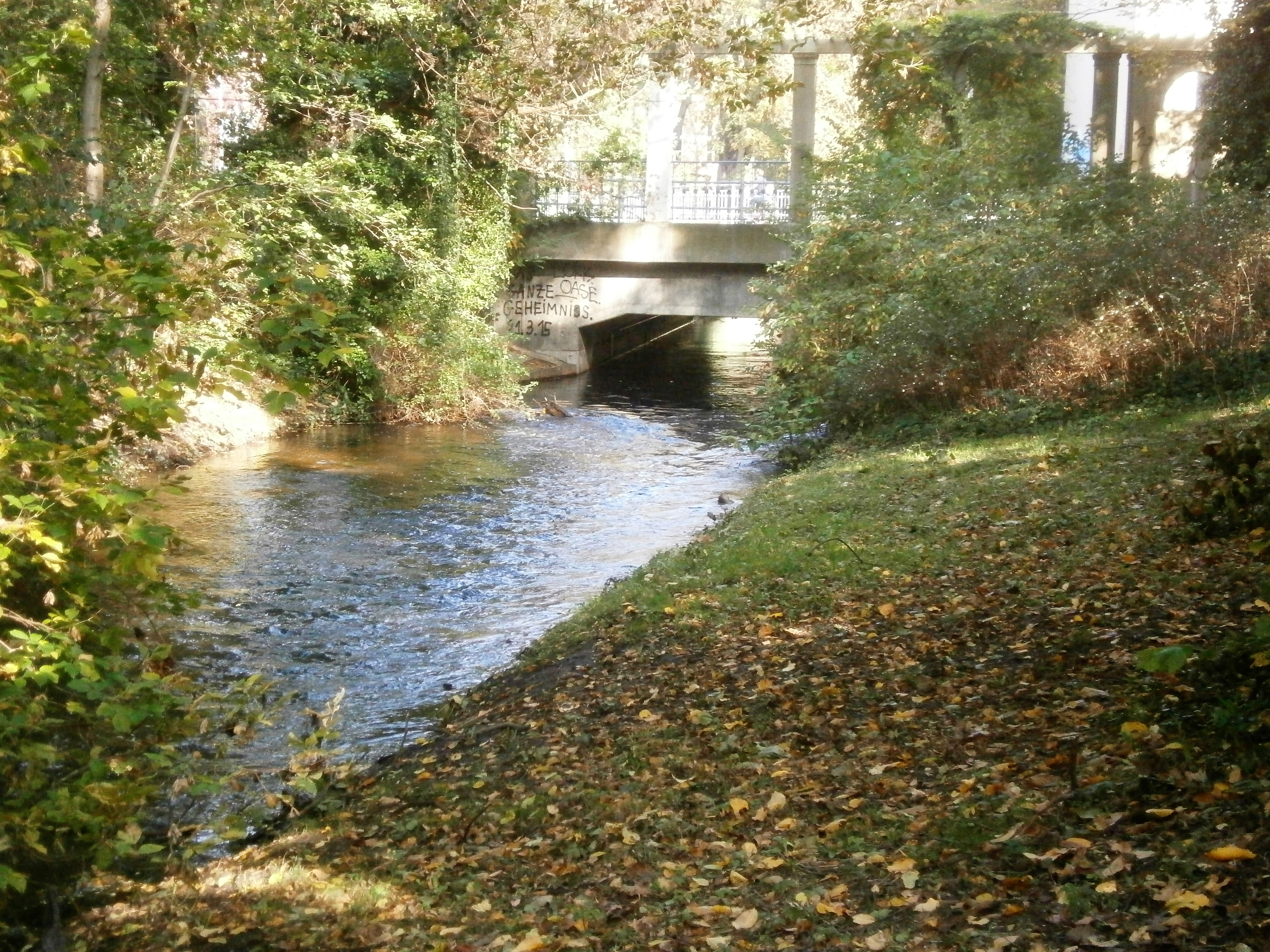
Panke verlässt den Park
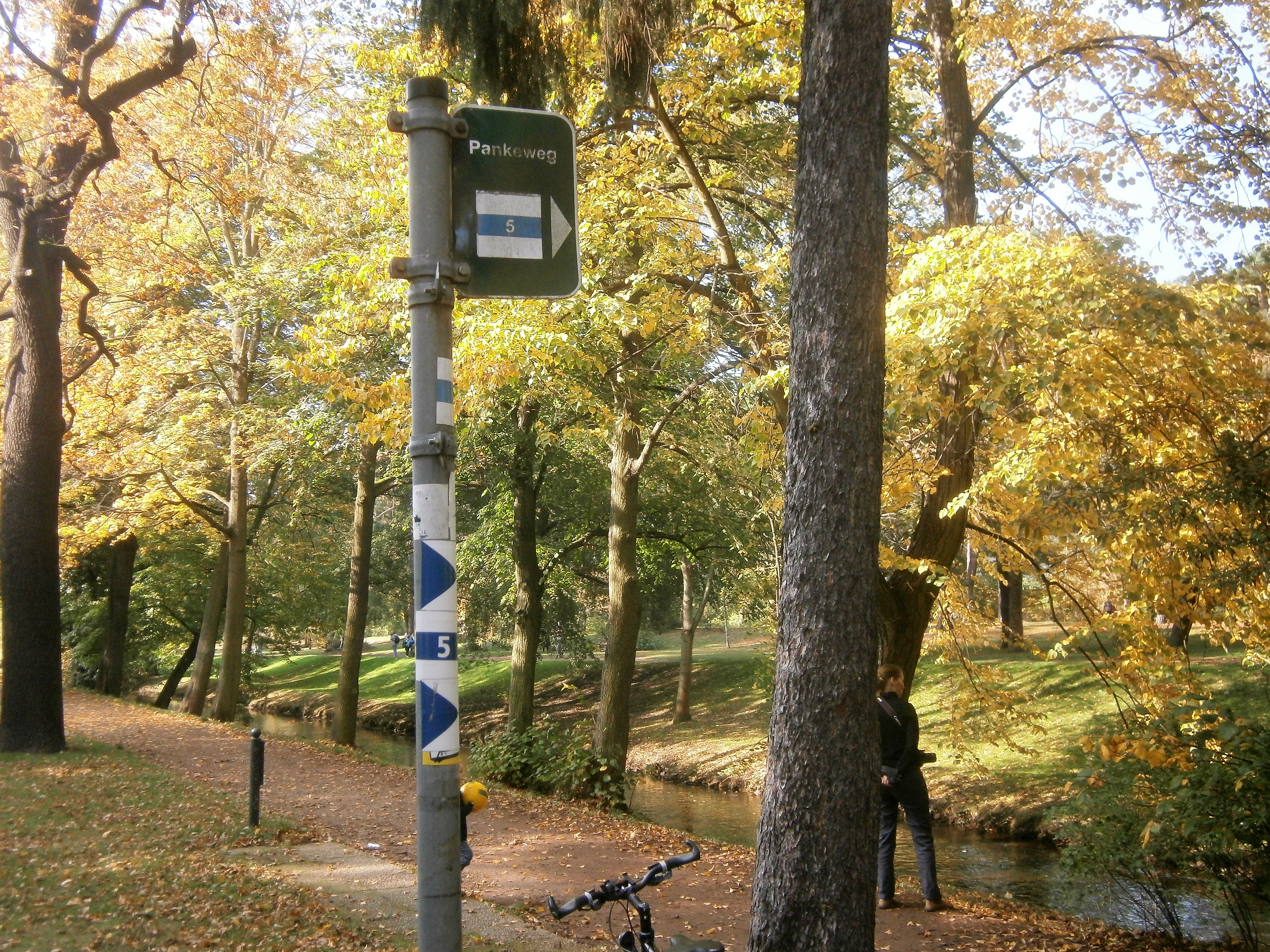
Wegweiser für Pankewanderweg

Unterhalb der Grabbeallee (Bundesstraße 96a) fließt die Panke faschiniert und begradigt durch den Bürgerpark Pankow. Diese Kanalisierung mit wechselweise gemauerten Uferstrecken ist auch in Gesundbrunnen zu finden. Im heutigen Bürgerpark entstand im 18. Jahrhundert eine Wassermühle, die im 19. Jahrhundert eine Papiermühle antrieb, aber bei einem Hochwasser zerstört wurde. 1857 erwarb der Verleger der Berliner Börsen-Zeitung, Hermann Killisch-Horn, das Areal und baute an der Stelle der Mühle sein „Herrenhaus an der Panke“.
Im Bürgerpark ändert die Panke ihre Fließrichtung von Südwest auf Süd und unterquert die Gleise der Berliner Nordbahn, die die Grenze zu Gesundbrunnen bilden und ein Teil der Berliner Mauer waren. Direkt davor befindet sich links ein Hochwasserbecken.

### Bezirk Mitte von Berlin
Hier fanden seit 1900 die meisten Änderungen und Eingriffe in den Lauf der Panke statt. 1956 ist ihr alter Mündungsarm (Südpanke) zwischen Schulzendorfer und Liesenstraße in ein Rohr verlegt worden. Beim Mauerbau 1961 erfolgte hier die bedeutsamste Änderung, als am Ende dieses Rohres der Düker unter der Chausseestraße verschlossen und somit der alte Mündungsarm wasserlos gemacht wurde.
Auf HistoMapBerlin können die Änderungen seit dem Straube-Plan 1910 (IV M, IV G, IV B, IV A) zwischen Schulzendorfer Straße und Spreemündung verfolgt werden. Eine aktuelle Situation des offenen und verrohrten Laufs des alten Mündungsarms zwischen Schulzendorfer Straße und Spree am Schiffbauerdamm lässt sich anhand der Landeskartierung nachvollziehen.

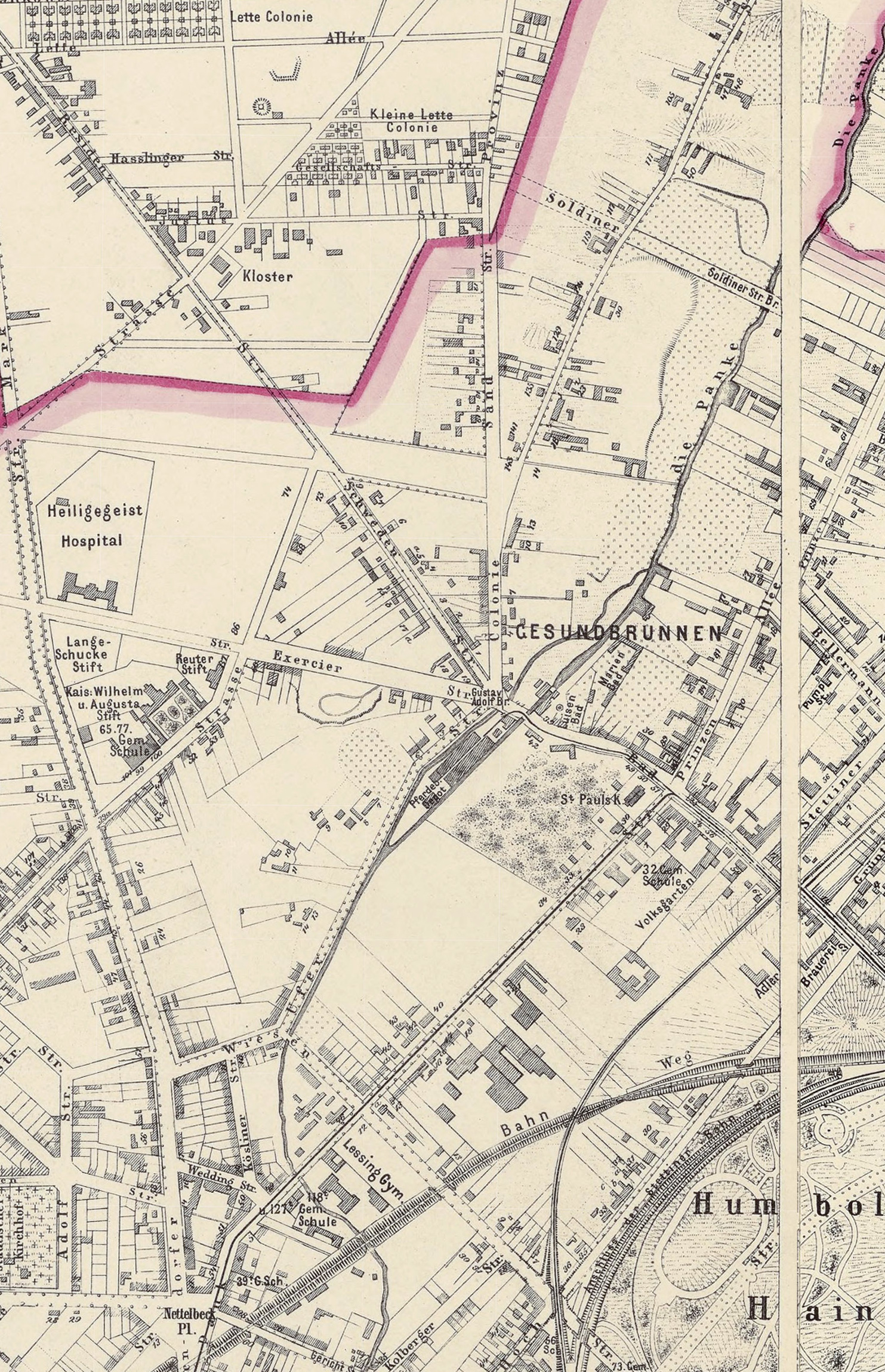
Zwischen Soldiner Straße und Nettelbeckplatz (in der Mitte die Pankeinsel), 1889

#### Gesundbrunnen

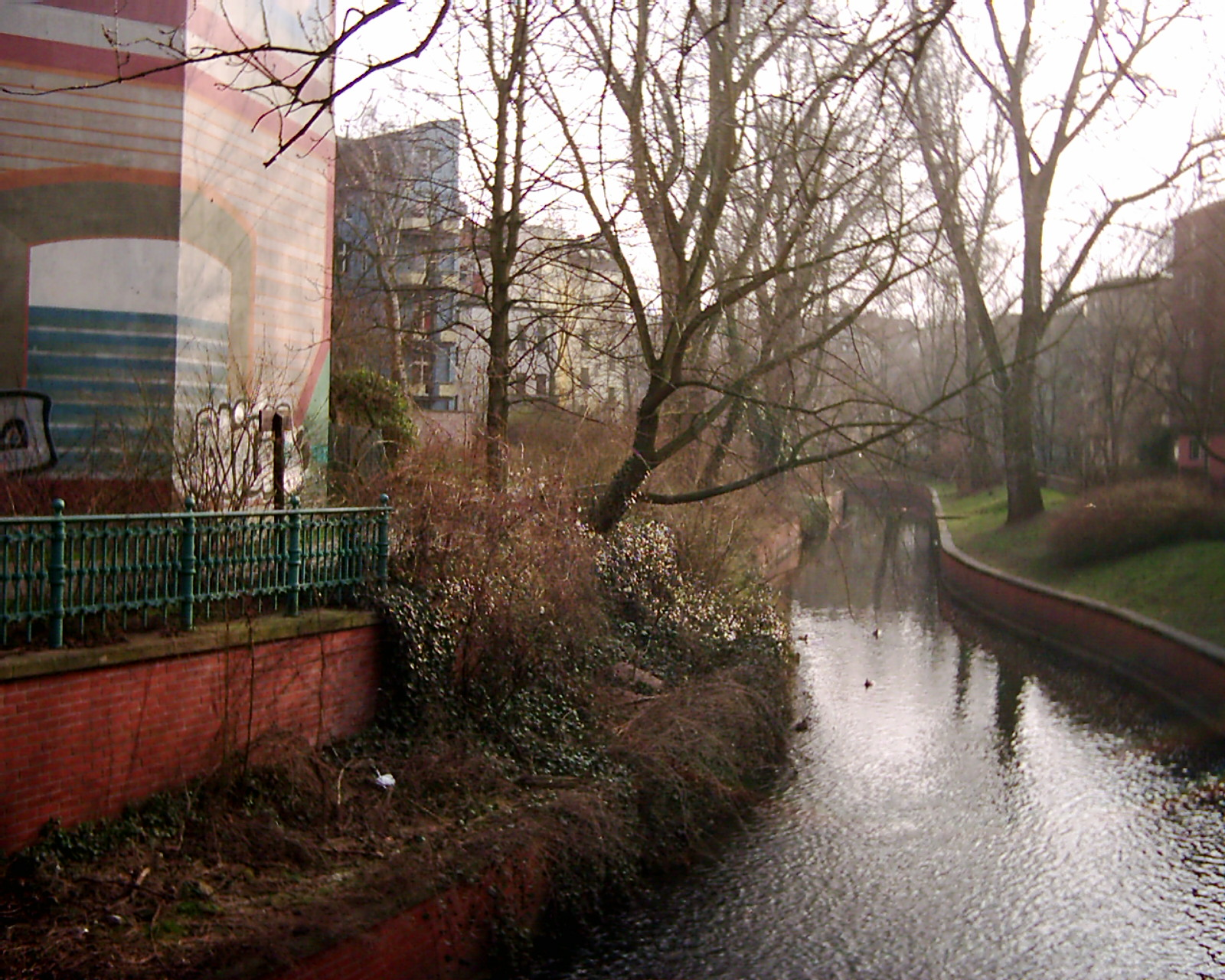
Kanalisierter Lauf der Panke in Gesundbrunnen, Wiesenstraße

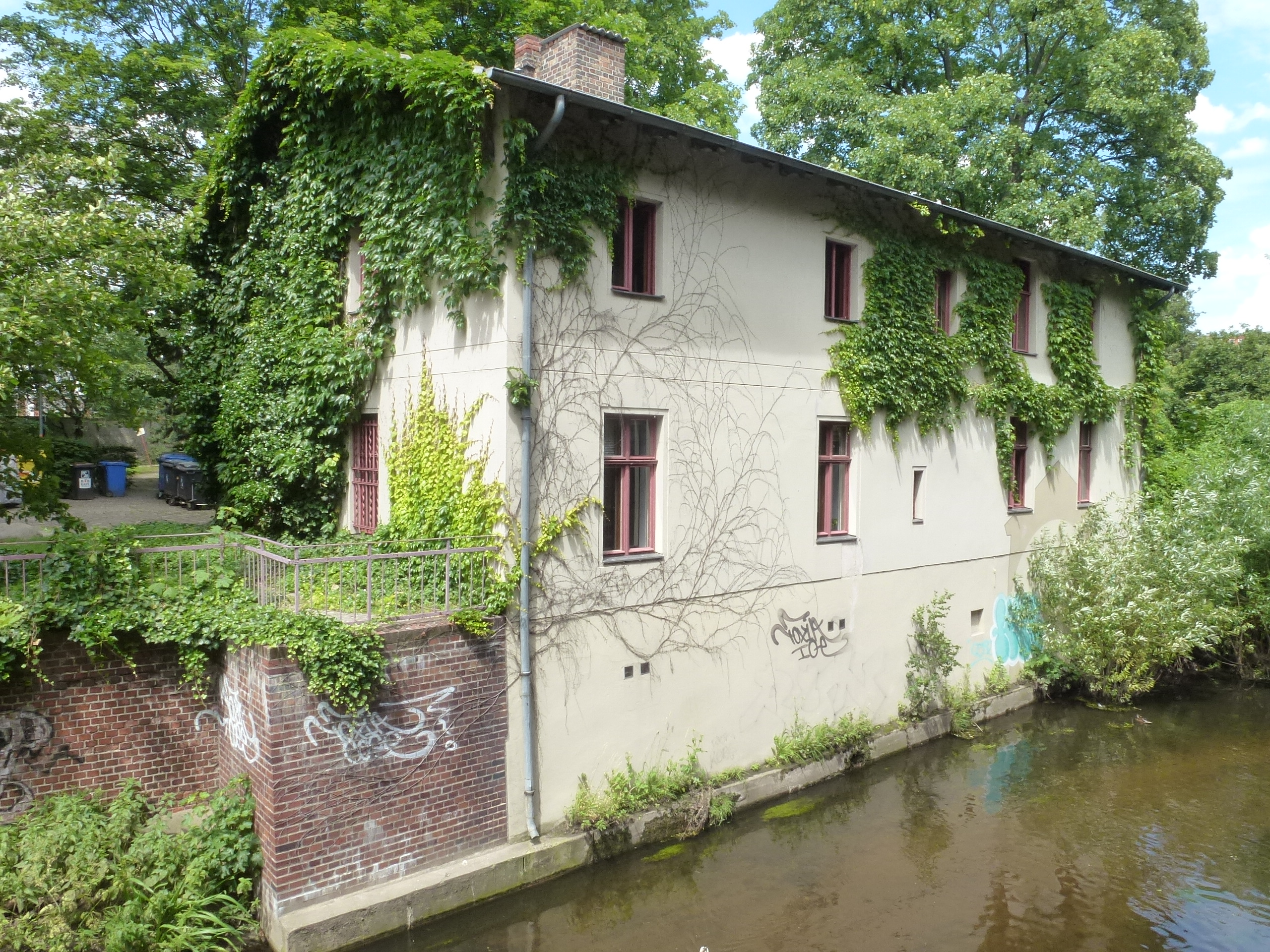
Pankemühle an der Badstraßenbrücke

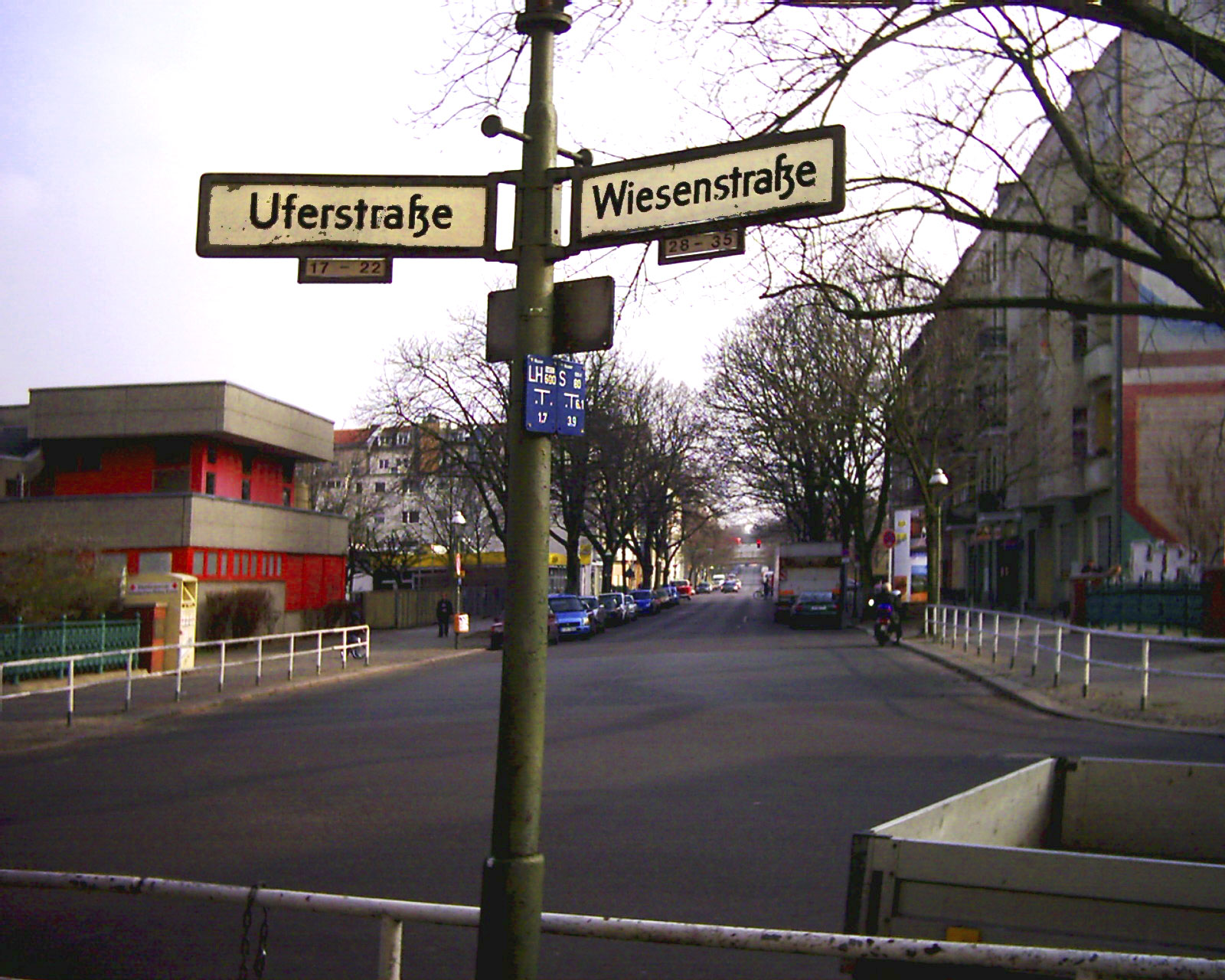
Straßennamen zeugen von vormaliger Natur an der Panke

Nach ihrem Eintritt nach Gesundbrunnen fließt die Panke fast genau nach Süden. Der Pankelauf wurde um 1900 begradigt und ist seitdem eher ein Kanal denn ein Fluss.
Nach etwa 400 Metern ist links der Panke ein Regenrückhaltebecken, das Panke-Becken oder Franzosenbecken (nach der Französischen Hugenottenkirche an dessen Ostrand benannt). Hier mündete einst der Eschengraben. Gegenüber des Beckens befindet sich seit den 1910er Jahren eine Kleingartenkolonie.
Das Pankeufer wurde in Gesundbrunnen in den 1950er und 1980er Jahren an vielen Stellen zum sogenannten Pankegrünzug umgestaltet, wobei die städtische Bebauung in mehreren Bereichen zurückgedrängt wurde. Es ist durchgehend als Wanderweg erschlossen, und bekam später den Namen Walter-Nicklitz-Promenade zu Ehren des Baustadtrates Walter Nicklitz, der sich für diese parkähnliche Ufergestaltung verdient gemacht hat. Beispielsweise wurde die Stockholmer Straße, die ab einer Fußgängerbrücke über die Panke kurz unterhalb des Panke-Beckens beginnt, auf etwa zwei Drittel ihrer Länge verkürzt: aus ihrem mittlerer Teil entstand ein Ufer-Fußweg.
Oberhalb und unterhalb der Osloer Straße und entlang der Travemünder Straße wurden begrünte Flächen und parkartige Strukturen in einer Breite von einigen zehn Metern am Ufer der Panke erstellt. Hier entstand auch ein Bolzplatzkäfig („Boatengkäfig“, weil hier der spätere Fußballprofi Kevin-Prince Boateng das Kicken erlernte). Teilweise wurden die Ufer umgestaltet und erhielten Bäume und Wiesen, insgesamt verblieb ein Wasserlauf zwischen Stahlspundwänden, Beton und Klinkermauern. Der Pankegrünzug markiert die Ufer des Flusses als Naturraum.
Oberhalb der schon 1702 erwähnten Badstraßenbrücke lag an der Panke eine Walkmühle für die Ledergewinnung. Einst gab es beidseits der Badstraße je einen Graben. Nach Einstellung des Mühlbetriebes wurde der westliche, der alte Pankelauf zugeschüttet. Der vorherige Mühlengraben wurde zum Pankebett und die Pankeinsel beseitigt. Nördlich der Badstraße ist noch die ungleichmäßige Landverteilung und ein Einschnitt zu erkennen. Statt der Mühle wurde 1844 ein neues Haus erbaut. Etwas oberhalb befinden sich Werkshallen mit einem Sheddach, in die im Rahmen des Kulturwerk des bbk berlin GmbH eine Bildhauerwerkstatt eingezogen ist. Einige dort entstandene Skulpturen stehen am Pankeufer.
Gegenüber liegt das ehemalige Heilbad, der „Gesund-Brunnen“, der dem Ortsteil den Namen gab. Der Legende nach fand Friedrich I. ein Glas Wasser sehr erfrischend, das ihm die hiesige Müllerin gab. Das Wasser wurde geprüft, es stellte sich als eisenhaltig heraus und zum Heilwasser erklärt. Ab 1757 entstanden die ersten Kuranlagen und erhielten mit königlicher Erlaubnis den Namen Friedrichsbad. Nach einem ersten Verfall wurde es 1809 mit dem Namen der preußischen Königin als Luisenbad neu eingerichtet. Die noch aus jener Zeit erhaltenen Gebäude stehen links der Panke unterhalb der alten Pankeinsel. Darin befindet sich die 1995 eröffnete Bibliothek am Luisenbad.
Anlässlich der 750-Jahr-Feier Berlins im Jahr 1987 wurde die Schaffung einer Auenlandschaft entlang der Panke geplant und es sollte wieder eine Mühle errichtet werden. Der Plan wurde nicht ausgeführt.
Unterhalb der Badstraße befindet sich die Panke im tiefen Kanal zwischen den ehemaligen BVG-Zentralwerkstätten und der zu einem Uferweg umgestalteten Gropiusstraße. An der Orthstraße sind die steilen Uferschrägen noch vorhanden. Ufer- und Wiesenstraße weisen mit ihren Namen auf den Zustand vor 200 Jahren hin.
In der Gründerzeit entstanden die enggebauten Mietskasernen des „Roten Wedding“ mit Hinterhöfen, Hinterhäusern und Seitenflügeln. Seit Sanierungen in den 1960er Jahren gibt es an den Ufern der Panke zum Teil wieder eine offene Bebauung, aber das 1987 hier geplante Projekt wurde auch hier nicht realisiert, so stehen noch Ruinen und alte Gebäude jener Zeit am Pankeufer.

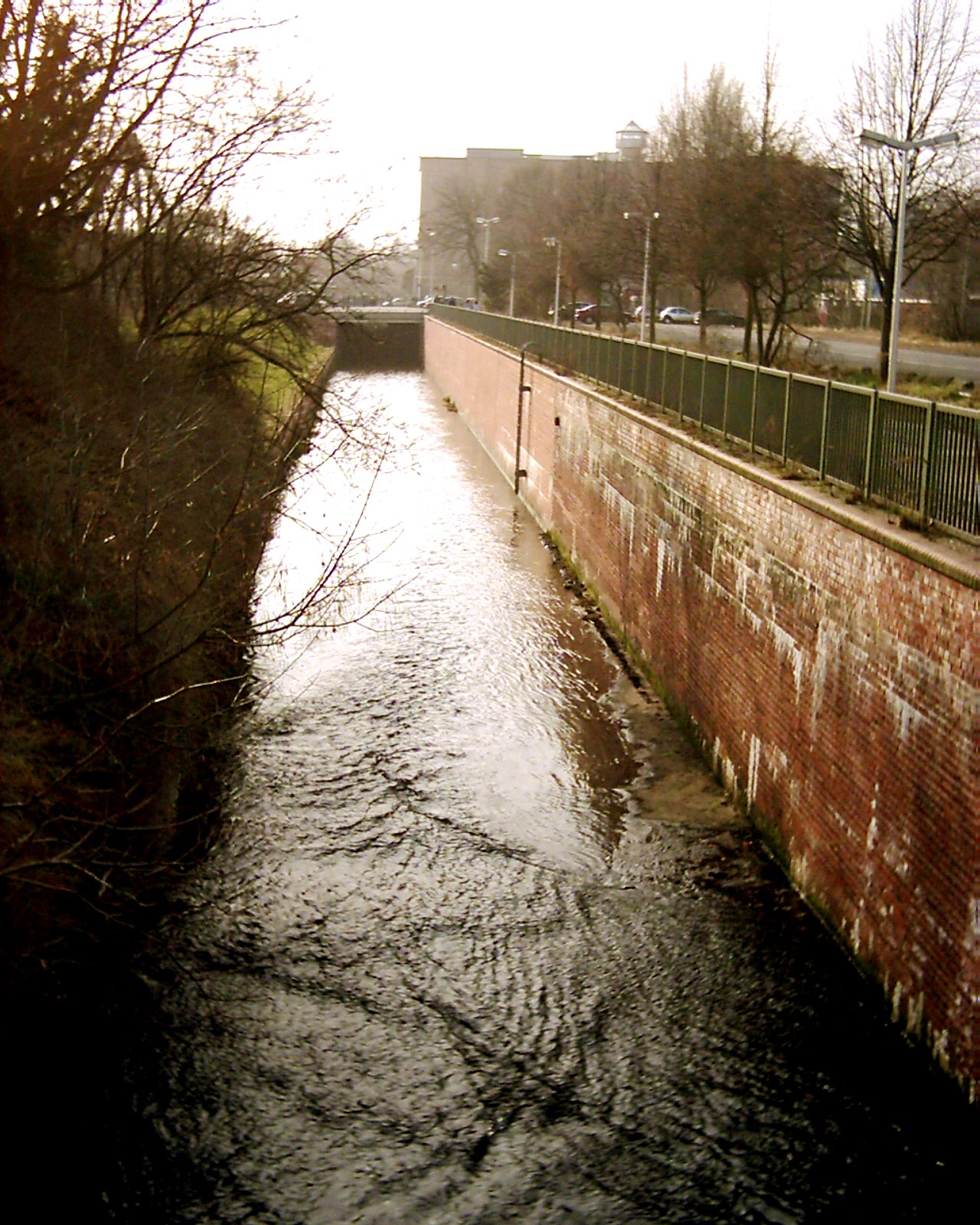
Schönhauser Graben (auch Nordpanke genannt) im Wedding unterhalb der Chausseestraße

Abwärts der Pankstraße ist die Panke innerstädtisch eingeengt. Vor und hinter der Ringbahnbrücke gibt der Pankelauf einen Eindruck aus den 1920er Jahren zwischen den Gewerbebauten, vor allem wie die Mietskasernen an den Fluss herangerückt waren, beispielsweise an der Kunkelstraße. Bei der Schaffung des Pankegrünzuges wurde etwa die Hälfte ihrer Länge der Öffnung für die Panke geopfert.
Eine wesentliche Änderung fand statt, als der Anschluss des Schönhauser Grabens an die Panke von der Schönwalder Straße flussabwärts zur Schulzendorfer Straße verlegt wurde. Der linke der vorherigen zwei parallelen Gewässer wurde zugunsten von „Festland“ in diesem parkartigen Streifen aufgegeben. Der neue Anschluss befindet sich direkt nach dem später errichteten  Treibgutrechen unterhalb der Brücke der Schulzendorfer Straße über die Panke. Die nach links fließende „Alte Südpankepanke“ wurde ab hier in den 1950er Jahren in ein Rohr unter die gleichzeitig entstandene, bis zur Chausseestraße / Ecke Liesenstraße reichende Grünanlage verlegt. Einige Gullydeckel in der Grünanlage zeugen vom unterirdischen Pankelauf. An der Chausseestraße verlässt die Panke den Ortsteil Gesundbrunnen. Etwa 30 Meter nordwestlich des Anschlusses der Liesenstraße unterquert sie die Chausseestraße durch einen Düker.

#### Wedding
Seit der Neuordnung der Berliner Bezirke und Ortsteile beschränkt sich der Anteil des Wedding  an der Panke auf deren künstlichen Mündungsarm Schönhauser Graben (auch Nordpanke genannt). Dessen erste etwa 250 Meter bis zur Unterquerung der Chausseestraße gehören noch zu Gesundbrunnen, und nur die restlichen 475 Meter vorbei am Eisstadion bis zum Ende am Nordhafen im Berlin-Spandauer Schifffahrtskanal befinden sich im Wedding. Das Wasser in diesem Pankemündungsarm fließt nur indirekt in die Spree, aber durch den Kanal direkt in die Havel. Ein bedeutender Teil des Wassers aus dem Oberlauf der Panke nimmt bereits den Weg durch den Nordgraben nach Westen in die Tegeler Bucht, und damit ebenfalls in die Havel.

#### Mitte
Die Panke floss ursprünglich ungeteilt durch die historische Mitte Berlins (Friedrich-Wilhelm-Stadt) bzw. durch den heutigen Ortsteil Mitte bis zur Mündung in die Spree. Der am Anfang des 18. Jahrhunderts angeschlossene, von kleinen Schiffen befahrbare Schönhauser Graben fungiert bis heute als zweiter Mündungsarm der Panke. Sein nach dem Übergang seines Anfangsteils in den Berlin-Spandauer Schifffahrtskanal verbliebener Rest befindet sich aber nicht im Ortsteil Mitte.
Der ursprüngliche Mündungsarm wird heute zur Unterscheidung vom Schönhauser Graben als Südpanke, jener als Nordpanke bezeichnet. Die ersten etwa 250 Meter der Südpanke befinden sich in Gesundbrunnen, die weiteren etwa 2300 Meter im heutigen Ortsteil Mitte.

## Mündung

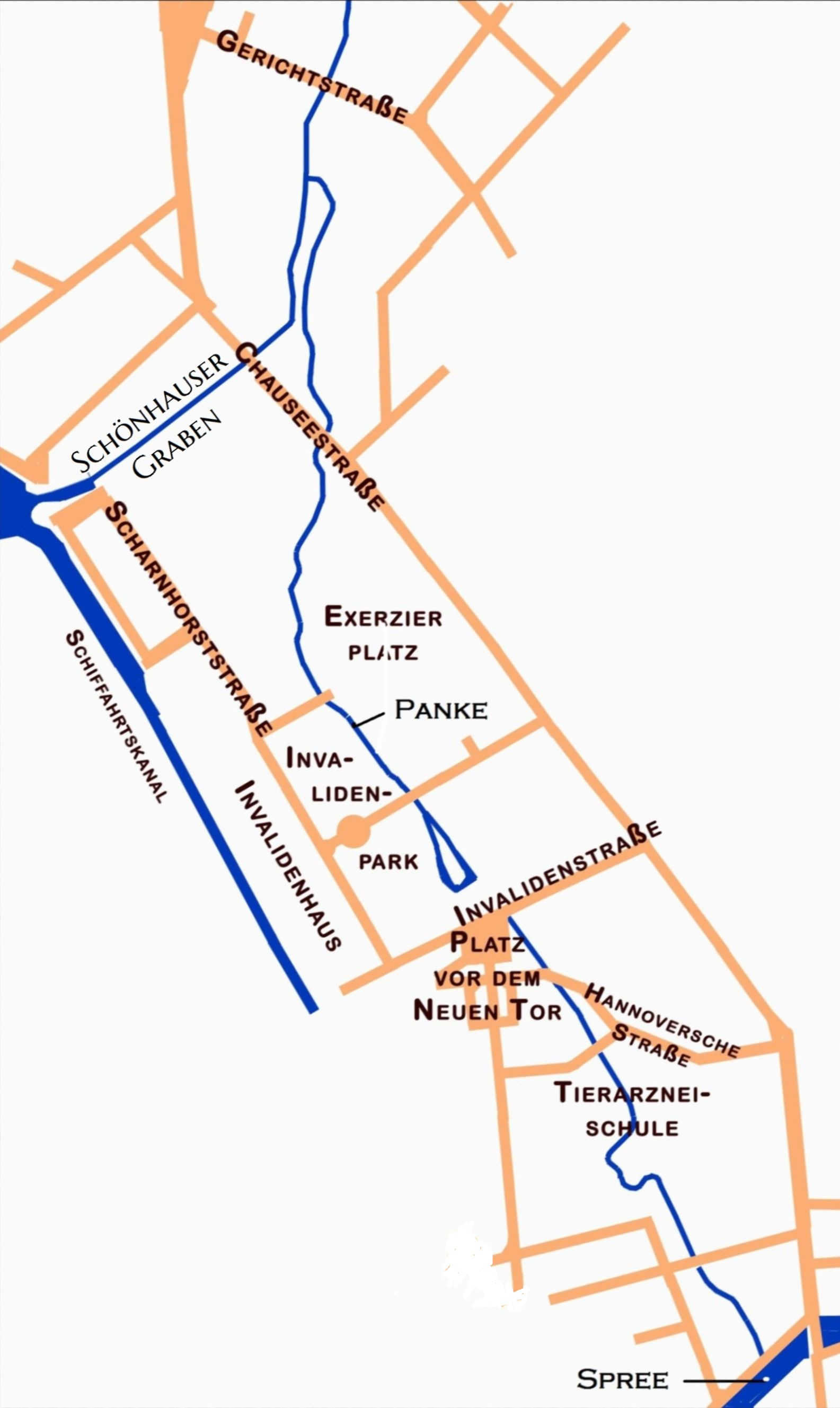
Mündungsgebiet der Panke, 1862
heute:
Schönhauser Graben → Nordpanke
Panke → Südpanke

Die Panke hat die beiden Mündungsarme Süd- und Nordpanke:
- Die Südpanke ist ihr natürlicher Mündungsarm.
- Die Nordpanke ist ein künstlicher Mündungsarm, der ursprünglich als für kleine Schiffe befahrbarer Graben (Schönhauser Graben) an sie angeschlossen wurde.

Die Teilung in die beiden Arme befindet sich unterhalb der Brücke über die Panke in der Schulzendorfer Straße in Gesundbrunnen.

### Der Schönhauser Graben
Der Schönhauser Graben war eine schiffbare Verbindung von der Spree zum Schönhauser Schloss, die König Friedrich I. 1704 in Auftrag gegeben hatte. Als oberer Teil bis zum Schloss war die dort vorbeifließende Panke vorgesehen. Fertiggestellt wurden aber nur der Anfangsteil in Form eines extra ausgehobenen und mit Schleusen versehenen Kanals („Graben“), und die Panke wurde nur über ein kurzes Stück oberhalb des Graben-Anschlusses ausgebaut, denn der König hatte sein Vorhaben schon während der Bauarbeiten aufgegeben. Der fertiggewordene Graben samt seiner Schleusen oberhalb des heutigen Norhafens hatte dennoch einen Nutzen, indem er die Gewerbeansiedlung im damaligen Wedding (heute Gesundbrunnen) förderte.
Die Mündungsstrecke der Panke wurde für die geplante Schifffahrt ausgeschlossen, weil dort befindliche Brücken das Treideln erschwert hätten. Der Spreeanschluss wurde flussabwärts der Pankemündung beim heutigen Humboldthafen vorgenommen, und der Graben wurde zuerst in etwa parallel zur Panke bis zum heutigen Nordhafen und danach in Richtung Nordost bis zum Anschluss an diese angelegt.
Zwischen Humboldthafen und Nordhafen ist der Schönhauser Graben im – einschließlich der beiden Häfen – später gebauten Berlin-Spandauer Schifffahrtskanal aufgegangen. Sein Rest ist erhalten geblieben und wird weiterhin als Mündungsarm benutzt. Im Laufe der Zeit hatte er neben Schönhauser Graben auch die Namen Neue Panke oder Nordpanke. In der Zeit, in der die Berliner Mauer bestand, hieß er auch nur Panke, weil deren alter Mündungsarm wasserlos gemacht worden war.
Der Schönhauser Graben schloss ursprünglich ein kurzes Stück oberhalb der heutigen Stelle an die Panke an, nämlich unterhalb der Brücke über die Panke in der Schönwalder Straße. Bis dorthin verlief er direkt neben der Panke, was in den 1950er Jahren, als die Errichtung des Pankegrünzuges begann, aufgehoben wurde. Der damals etwas verkürzte Rest ist bis zu seiner Mündung in den Nordhafen etwa 750 Meter lang und wird heute überwiegend als Nordpanke bezeichnet.

#### Einzelheiten zur Geschichte des Schönhauser Grabens
Der Schönhauser Graben lag am Beginn für 500 Meter parallel zur Charitéstraße (Zufahrt zur Charité und entspricht dem Alexanderufer), um am Sandkrug weiter nach Nordwesten bis zum heutigen Nordhafen zu führen. Von da ab führte der Graben weiter nach Nordosten bis zur Panke.
Später wurde auf Kabinettsorder von Friedrich II. das Baumaterial für das Invalidenhaus über den Schönhauser Graben antransportiert. 
Unweit des Königlichen Invalidenhauses wurde der Schönhauser Graben von der Sandkrugbrücke (im Straßenlauf der Invalidenstraße) überquert, die nach dem an ihr gelegenen Gasthof Sandkrug benannt war. Später erfolgten die Versorgung des Invalidenhauses (am heutigen Invalidenpark) und die Anlieferung von Brennmaterial und Verbrauchsgütern zum Krankenhaus Charité über den Graben, der deshalb Charitégraben genannt wurde. Allerdings liefen die Abwässer des Krankenhauses – nach damaligem Stand der Technik – in den Graben.
Der Berlin-Spandauer Schifffahrtskanal, in den das erste Stück (zwischen heutigem Humboldt- und heutigem Nordhafen) des Schönhauser Grabens integriert wurde, war 1859 fertig geworden. Als der König die Schifffahrt von der Spree bis nach Schönhausen nicht mehr benötigte, wurde der Schönhauser Graben (oder Charitégraben) auch als Panke (Neue oder Nord-) bezeichnet.
Der Kanallauf begann am Unterbaum, spreeabwärts der Kronprinzenbrücke, nach Nordost. Der Lauf knickte nach 180 Meter seinem Zweck nach – Versorgung der Charité – nach Nordwest unmittelbar an der Westseite der Charité entlang. Die Unterbaumstraße liegt am östlichen Ufer des unteren Abschnitts; der nicht mehr vorhandene weitere Grabenlauf nach Nordwest findet sich etwa am Virchowweg auf dem Charitégelände. Mit dem Umbau des Kanals (um 1860) zur Verlängerung als Hohenzollernkanal (heute Berlin-Spandauer Schifffahrtskanal) wurde die neue Ableitung des Kanals an den nördlichsten Bogen der Spree gelegt. Das Gelände des Königlichen Holzplatzes (seither zwischen Wilhelms- und Alexanderufer) bot Fläche für den Humboldthafen und den durchgehenden Kanal. Die Hugo-Preuß-Brücke (damals: Alsenbrücke) markiert an der Spree diesen Kanalbeginn; der Bogen an der Nordostecke des Humboldthafens enthält den Zugangspunkt des in den 1880er Jahren zugeschütteten (Erst-)Kanalabschnitts. 

Schönhauser Gr aben
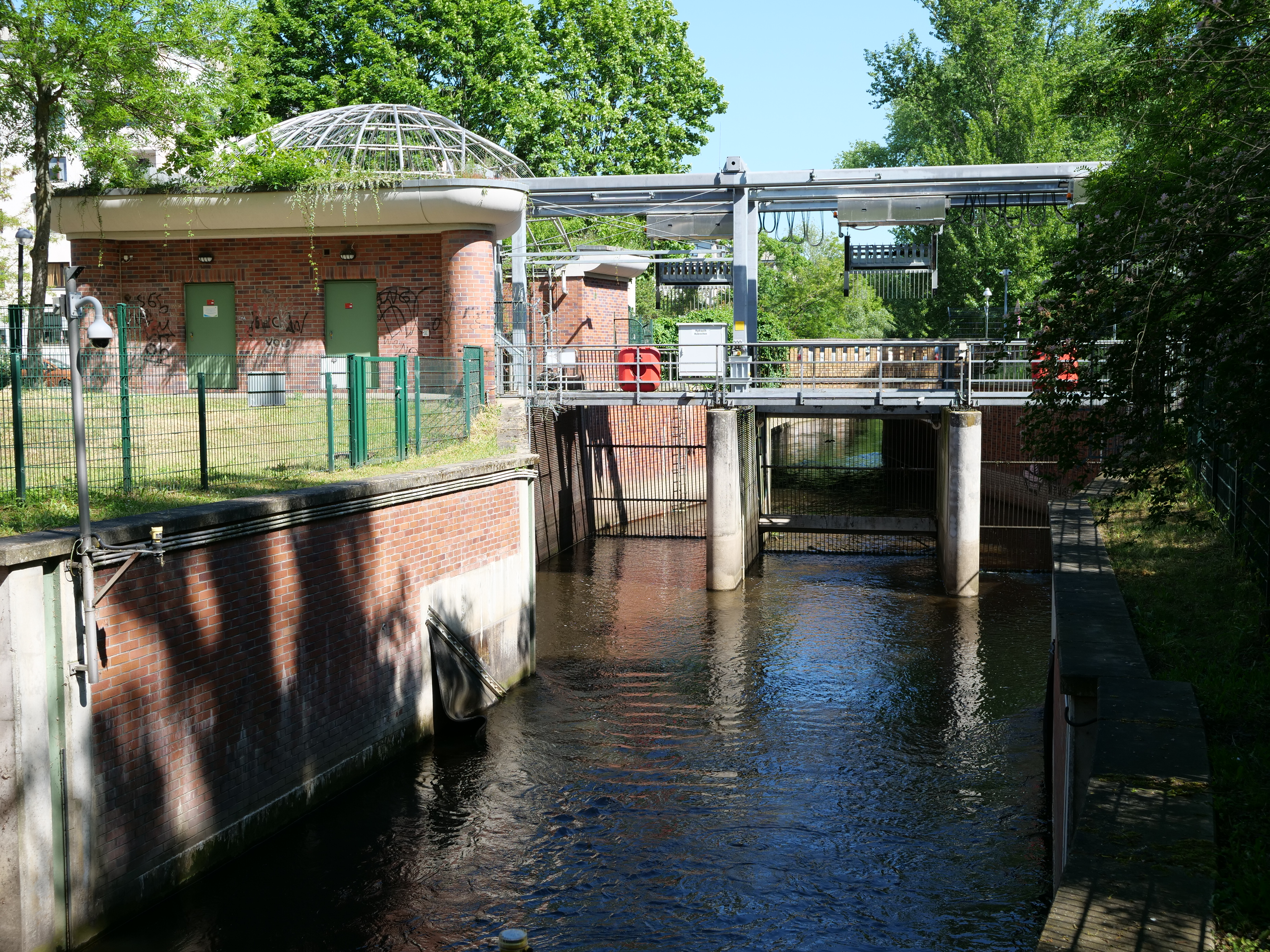
Unterhalb der Brücke über die Schulzendorfer Straße: hinter dem Rechen links zur Südpanke, geradeaus der Schönhauser Graben (die Nordpanke)
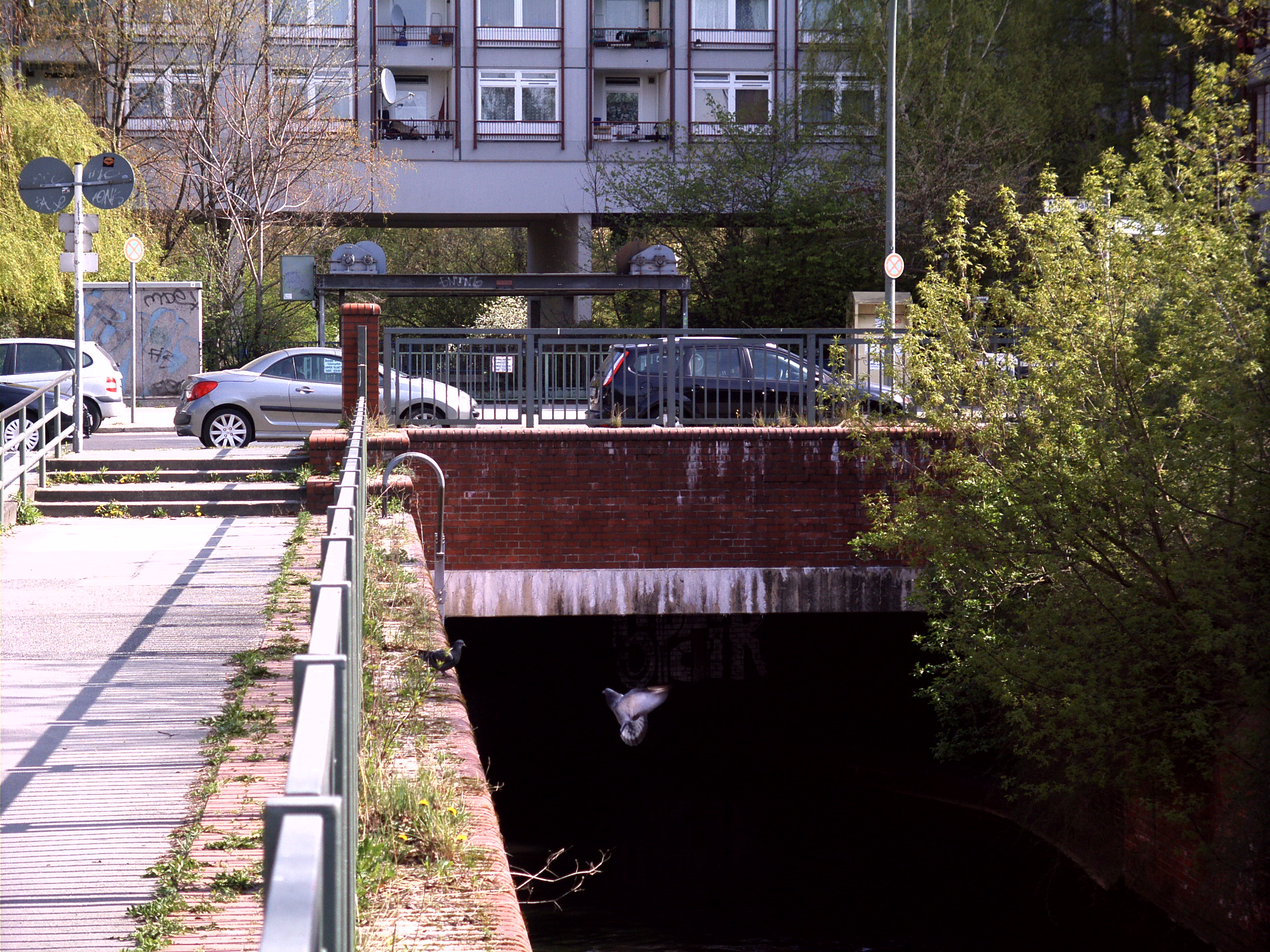
Chauseestraßenbrücke über den Schönhauser Graben (Nordpanke), Blick Graben-aufwärts
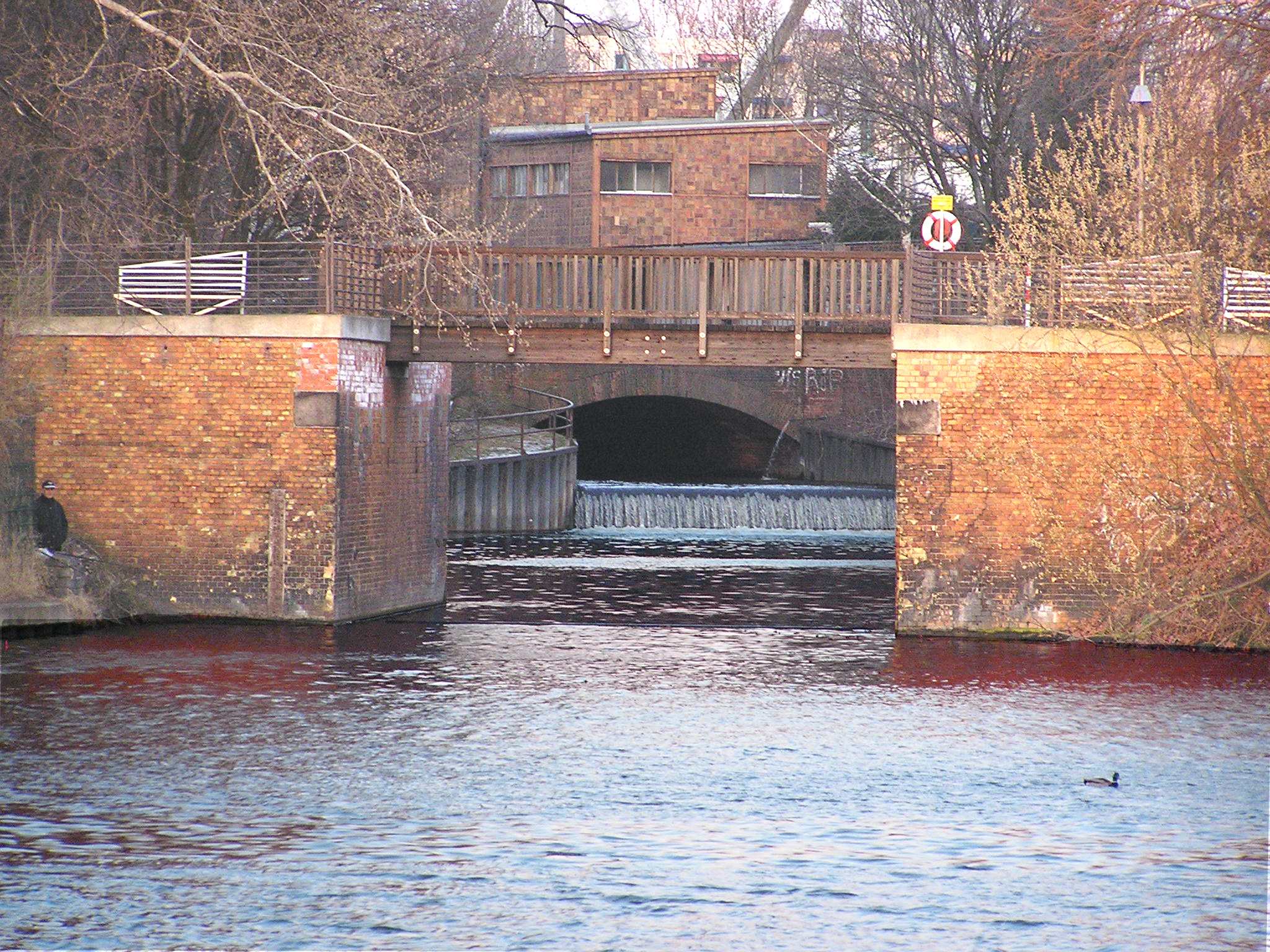
Mündung des Schönhauser Grabens (der Nordpanke) in ein Nebenbecken des Nordhafens

Schönhauser Graben auf alten Karten
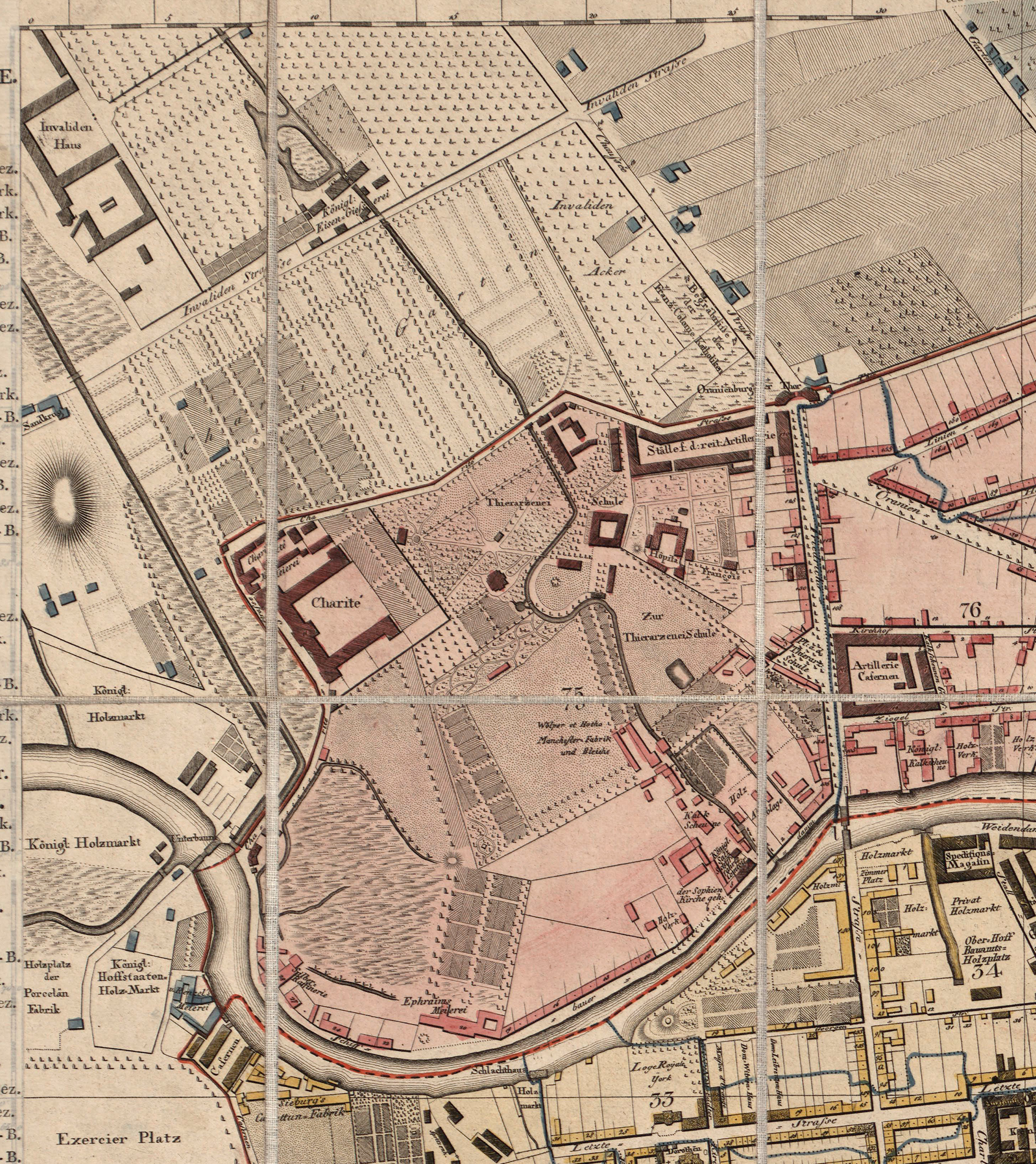
Auf dem Selter-Plan, 1811
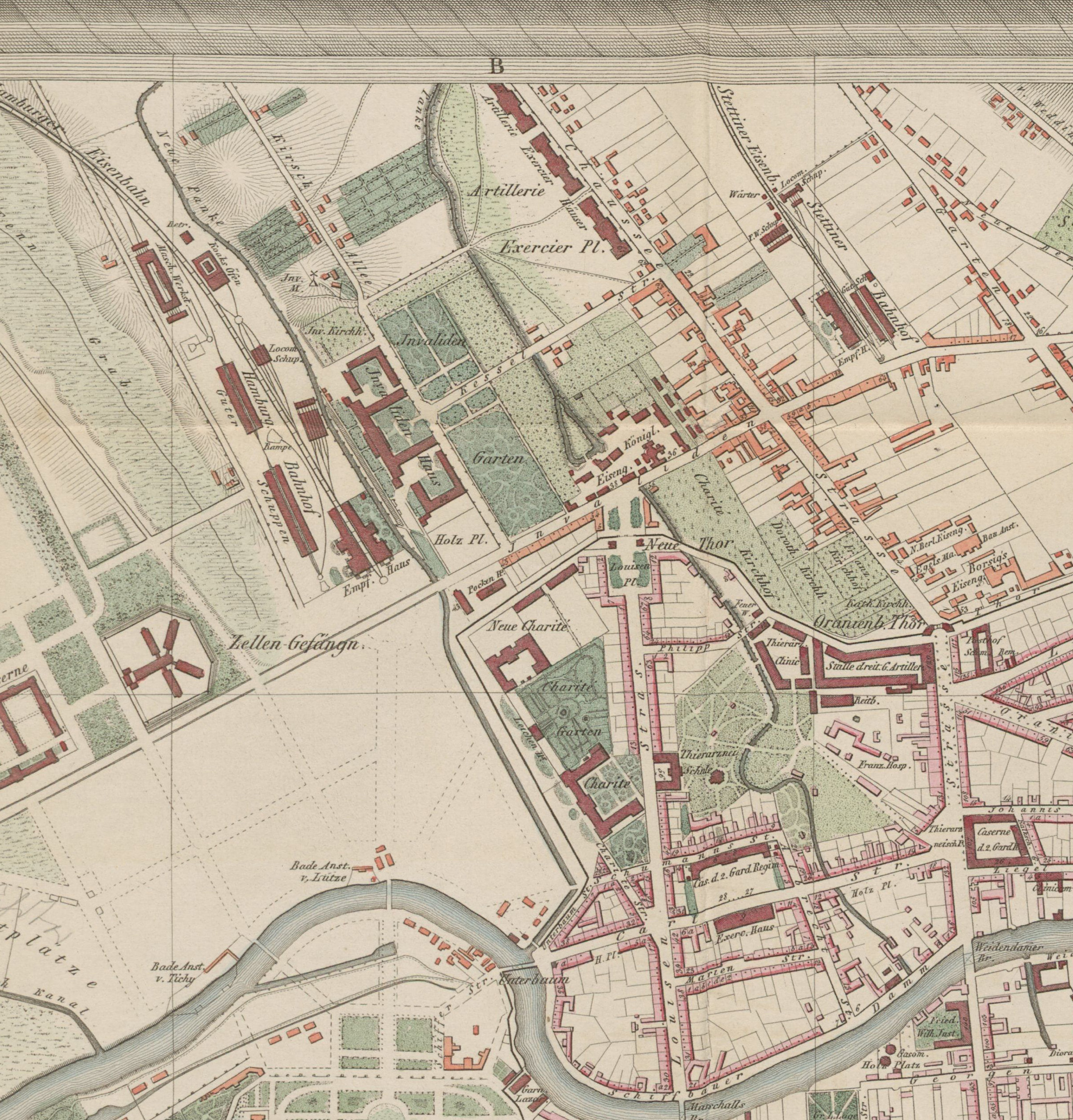
Panke und „Neue Panke“, 1849
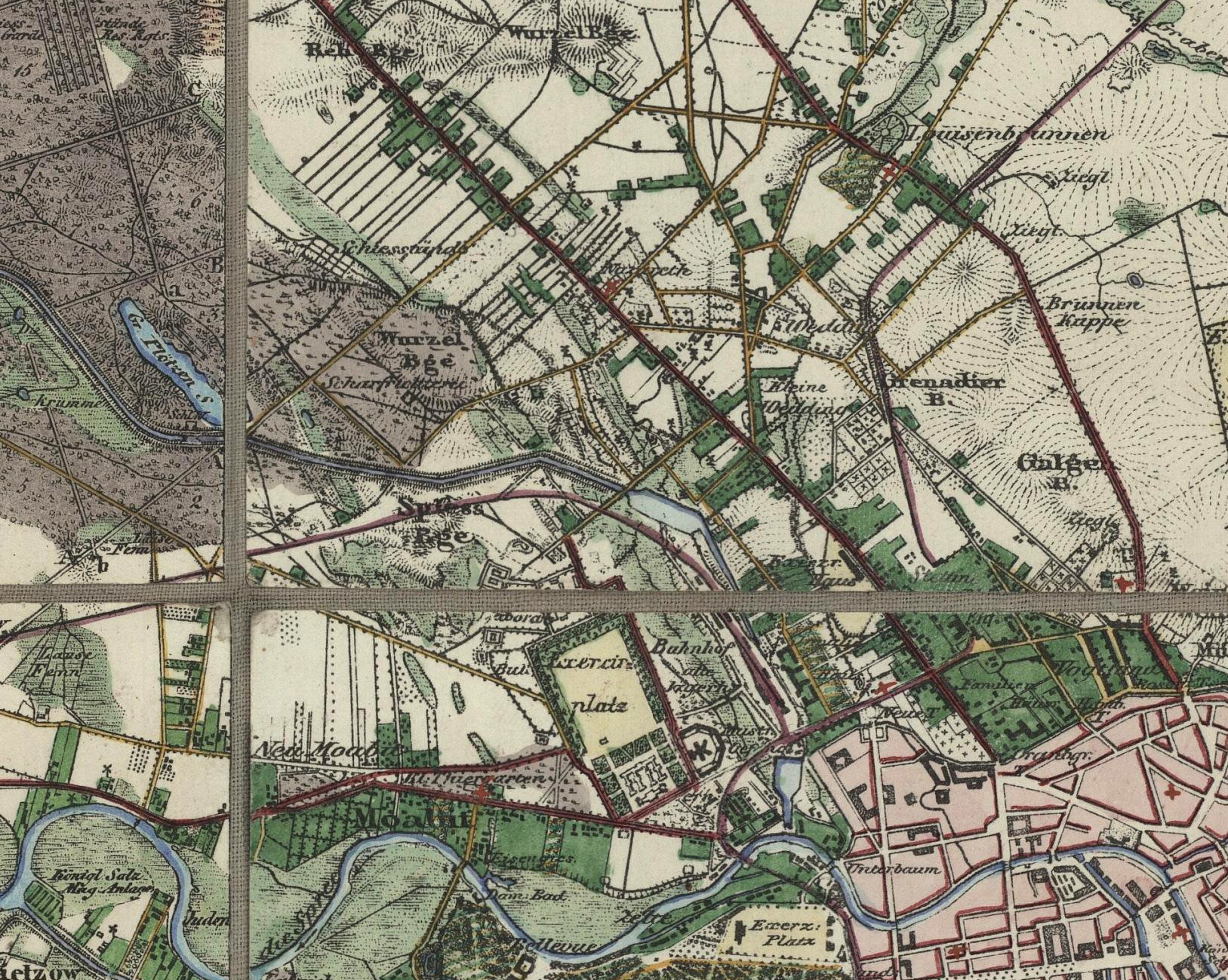
Verlängerung zur Gr. Plötze, 1851
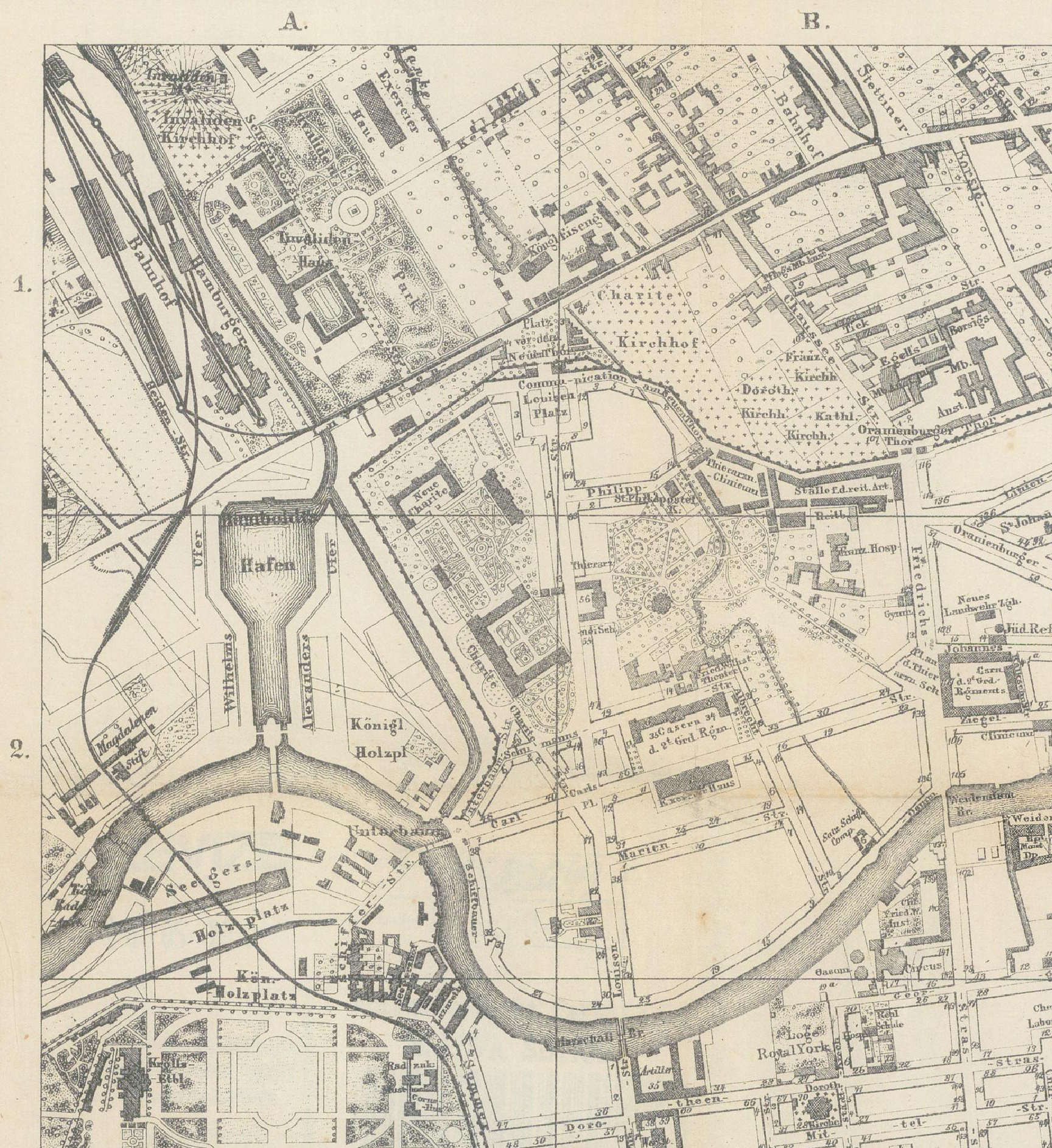
Humboldthafen und geänderter Kanal, 1860
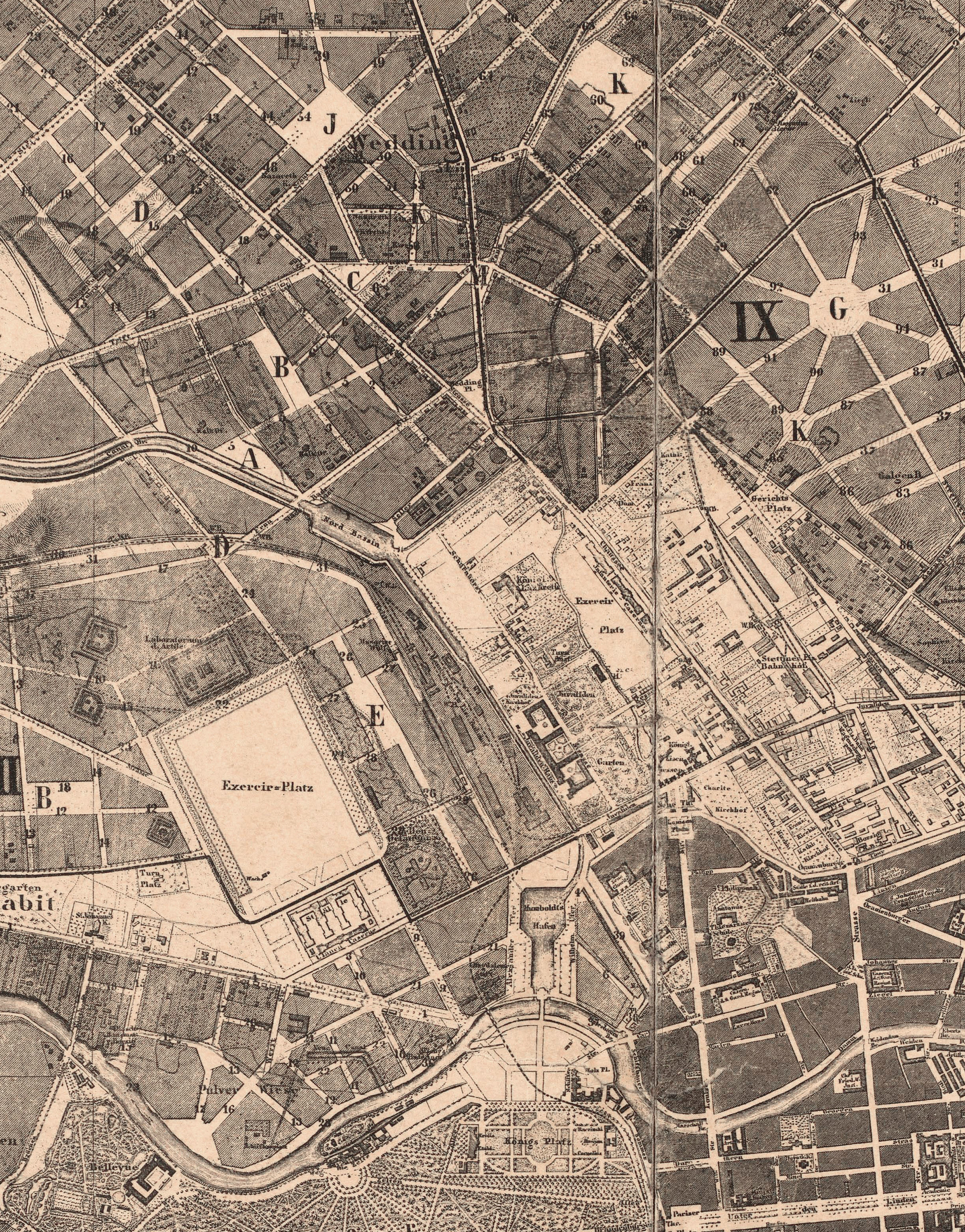
Anschluss am „Nordbassin“, 1862

### Südpanke
Beim Bau der Berliner Mauer wurde der Übertritt der Südpanke in den Berliner Ostsektor gesperrt, indem der Düker unter der Chausseestraße, auf der die Mauer errichtet wurde, verfüllt wurde. Wegen des fehlenden Wassers und auch wegen der eingeschränkten Zugänglichkeit infolge ihrer Nähe zur Mauer geriet sie danach in Vergessenheit. Das blieb auch nach dem Mauerfall 1989 eine Zeit lang so.
Als Teil der Berliner Bemühungen, Natur in die Stadt zu bringen, wurden in den 2000er Jahren und in einer zweiten etwa zehn Jahre späteren Etappe das ehemalige, teilweise unterirdisch befindliche Bett der Südpanke saniert und seine inzwischen fehlenden Teile wiederhergestellt. Ein paar verrohrte Abschnitte wurden geöffnet. Der beim Mauerbau zugeschüttete Düker unter der Chausseestraße nahe der Verzweigungsstelle in Nord- und Südpanke wurde wieder instand gesetzt. An der Verzweigungsstelle wurde ein Schlauchwehr errichtet, mit dessen Hilfe Wasser in die Südpanke eingeleitet werden kann. 

Südpanke
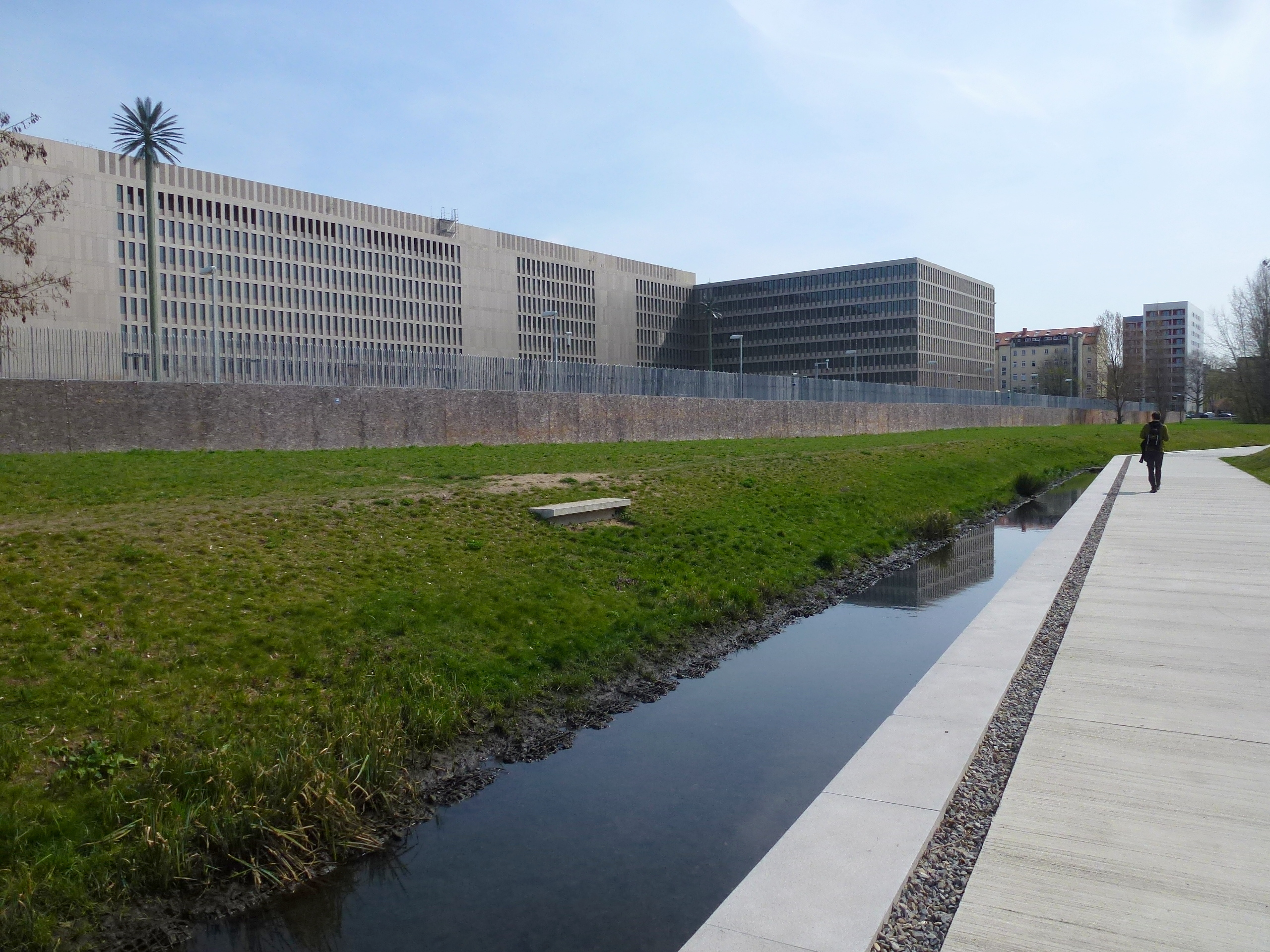
Südpanke hinter der BND-Zentrale
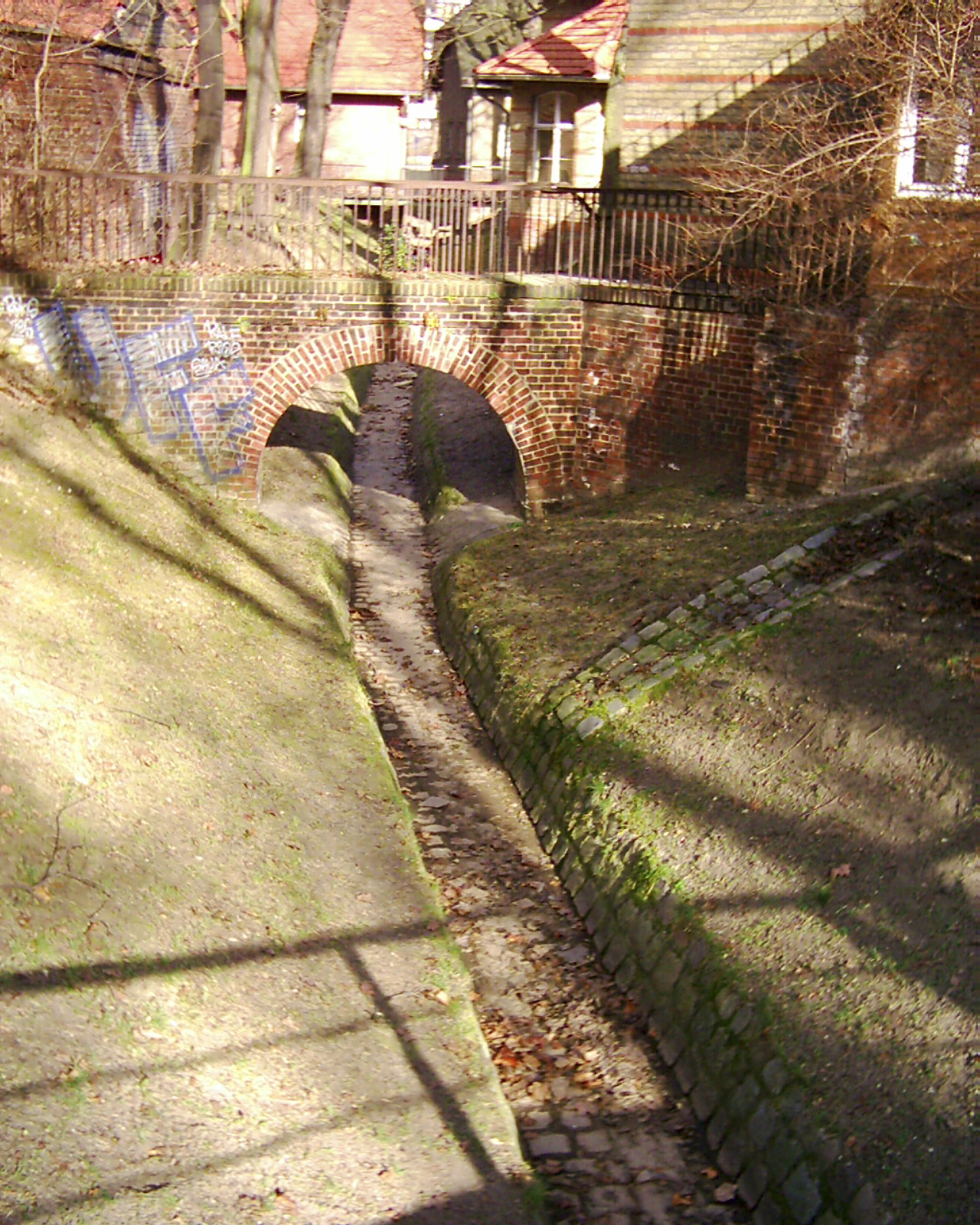
Südpanke im Campus Nord der Humboldt-Uni, Nähe zur Tierärztlichen Schule
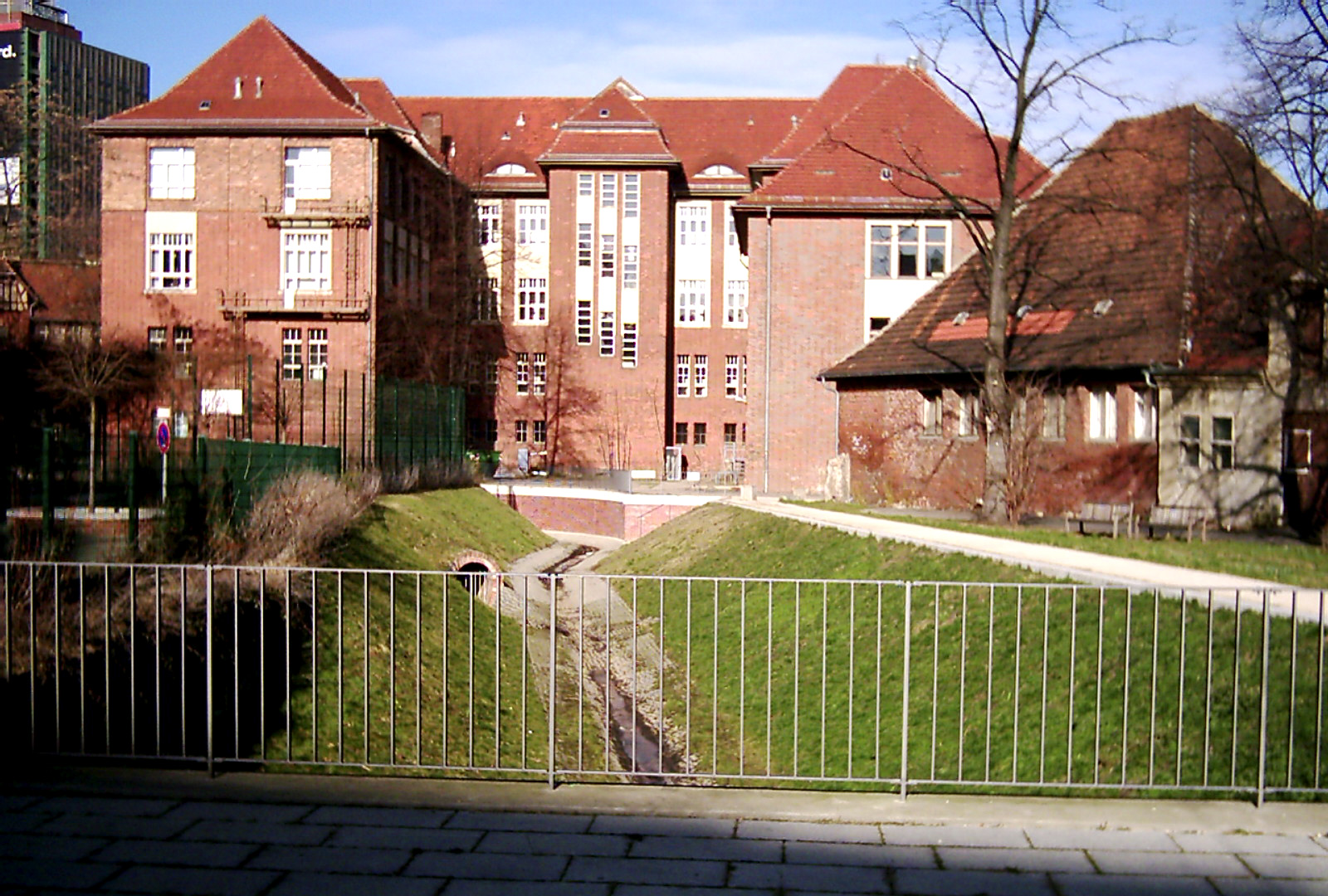
Ende der offenen Südpanke, Blick zurück nach Norden (die letzten 350 Meter bis zur Spree sind unterirdisch)
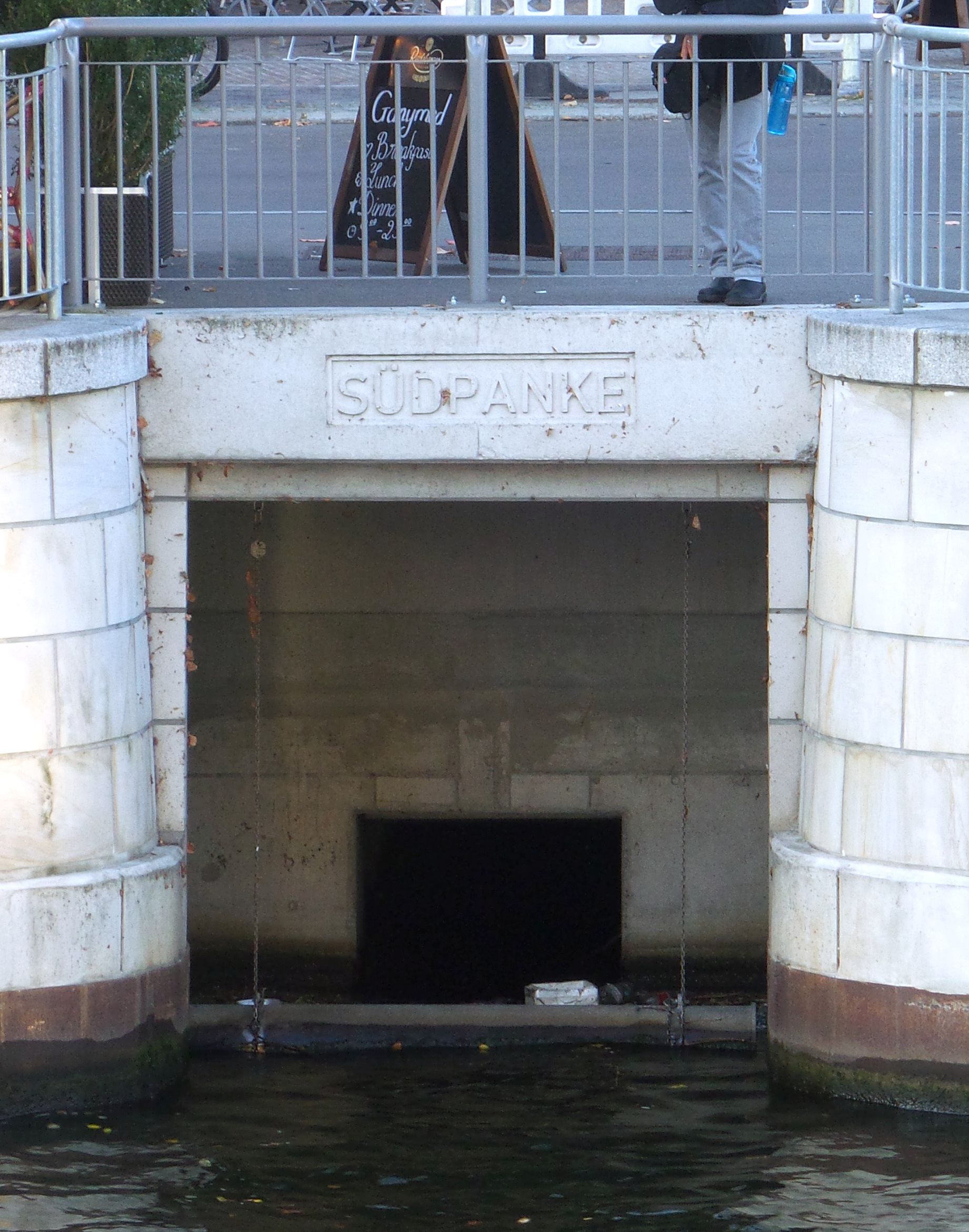
Mündung der Südpanke am Schiffbauerdamm in die Spree, 2024
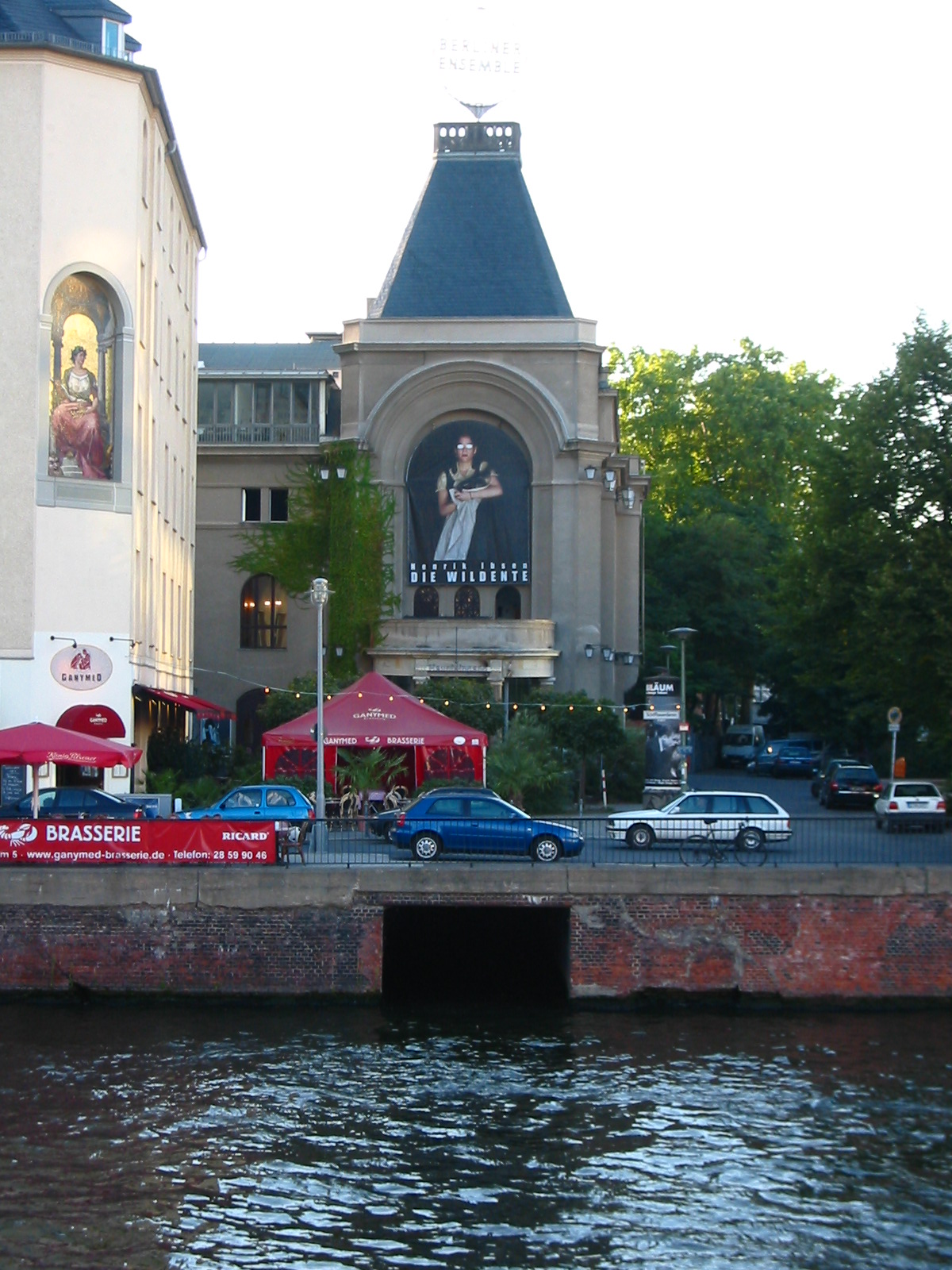
Mündungsloch der Panke, 2005

#### Einzelheiten zur Geschichte der Südpanke
Bis zum Ende des 19. Jahrhunderts war die Panke in ihrem Unterlauf für kleinere Kähne schiffbar. Nahe der Mündung in die Spree wurde sie im 18. Jahrhundert zu einem kleinen See aufgestaut, der im Park des Bankiers Veitel Heine Ephraim lag.
Die letzten 300 Meter der Panke vor der Mündung beginnen an der Reinhardtstraße, wo der historische Lauf der alten Panke (also der Südpanke) die Straße unterquert. Infolge des Mauerbaus fließt seit den 1960er Jahren kein Pankewasser mehr. Dennoch war das Flussbett saisonweise mit Regenwasser und Sammelwasser gefüllt. Nördlich der Straße war der Pankelauf noch bis zur Wende zum 21. Jahrtausend offen und südlich von ihr bis in die 2010er Jahre für einige Meter zu erkennen. Mit dem Umbau des Hochbunkers, der 1942 als Reichsbahnbunker entstand, zu einem Privatmuseum des Kunstsammlers Christian Boros, ist die Südpanke vom Charité-Gelände an überdeckt. Südlich der Charité unterquert sie die Reinhardtstraße und verläuft weiterhin unterirdisch zwischen den Häusern Reinhardtstraße Nummer 17 und 18 entlang, ehe sie das Gelände des vormaligen Revuetheaters erreicht.
Als die alte Markthalle 1867 fertiggestellt wurde, blieb die Panke bis zur Mündung noch frei. 1879 wurde die Fläche mit der Umnutzung für den Circus Renz durch Ernst Jacob Renz benötigt und überdeckt. Seither befinden sich die letzten 200 Meter der eigentlichen Panke unterirdisch. Seit 2008 liegen die Rohre für die Panke westlich entlang des Geländes, auf dem sich bis zu seinem Abriss 1985 der alte Friedrichstadtpalast befand. Hier befindet sich seit 2014 ein Hotel- und Wohngebäude (Am Zirkus 1), dessen angrenzende Grünanlage an den Pankeverlauf – etwa durch Pflasterung mit Wellenmuster an der Oberfläche – erinnern soll. Am Berliner Ensemble durchstößt das Rohr die Ufermauer der Spree.

„Am Schiffbauadamm Numma zwee, da fließt de Panke in de Spree.“

Die Südpanke endet in einem rechteckigen Durchbruch der Ufermauer am Schiffbauerdamm (▼). Die ursprüngliche und besungene Mündung der Panke in die Spree befindet sich gegenüber dem Bahnhof Friedrichstraße 90 Meter unterhalb der Weidendammer Brücke, 40 Meter unter ihrem Quellniveau. Spätestens hier endet die Panke als rechter Nebenfluss der Spree. Das meiste Wasser der Panke fließt weiterhin über den kanalisierten Arm des vormaligen Schönhauser Grabens in die Spree. Damit liegt effektiv die Mündung spätestens seit den 1960er Jahren am Nordhafen und über einen Vorfluter im Wedding in den Berlin-Spandauer Schifffahrtskanal (▼). Unbeachtet bleibt hierbei jenes Wasser der Panke, das in Blankenfelde in den Nordgraben abgeleitet wird und darüber zur Havel gelangt. Der Nordgraben leitete im Besonderen vormals Rieselfeldwasser ab, er wurde auch gebaut, um Hochwasser vor der Innenstadt um diese herum abzuführen.
Durch königliche Interessen, den Städtebau und die Berliner Mauergeschichte wurde der Lauf der Panke beeinflusst. In der (wieder-)geeinigten Stadt Berlin fühlen sich die Stadtplaner verpflichtet und bemüht, die Änderungen aus früheren Zeiten rückgängig zu machen und die Panke wieder in die Stadtmitte zu holen. Die Planungen zur (Wieder-)Einrichtung der (Süd-)Panke begannen in den 1990er Jahren und sind inzwischen (2025) fast vollständig umgesetzt.

#### Südpanke als Fluchtweg
Der Düker unter der Mauer war verfüllt worden, um Fluchten nach Westberlin zu verhindern. Am anderen Ende der Südpanke gelang aber eine. Im Herbst 1962 benutzte ein Student die untersten etwa 250 Meter der Südpanke, um unbemerkt in die Spree zu gelangen, und in dieser mit einem Tauchgerät ausgerüstet schwimmend nach Westberlin zu fliehen. Für den Einstieg fand er eine unauffällige und vor allem nicht bewachte Stelle bei der Reinhardtstraße, von der aus die Südpanke bis zur Spree unterirdisch verläuft. Obwohl diese an der Berliner Mauer abgesperrt war, floss hier doch soviel (vermutlich) Regenwasser, dass der Student mit schwimmenden Holzstücken feststellen konnte, dass dieser Bereich nicht verschüttet war und, dass man durchkriechen könnte.

### Nordpanke
Von den Funktionen, die der Schönhauser Graben einst hatte, ist an die Nordpanke nur die Aufgabe übergegangen, Panke-Hochwasser in den Nordhafen abzuleiten. Seit 2023 dient sie auch dazu, die Wanderung von Fischen zwischen dem Berlin-Spandauer Schifffahrtskanal und der Panke zu ermöglichen. Seitdem gibt es eine im Nebenbecken des Nordhafens beginnende Fischtreppe.

Nordpanke
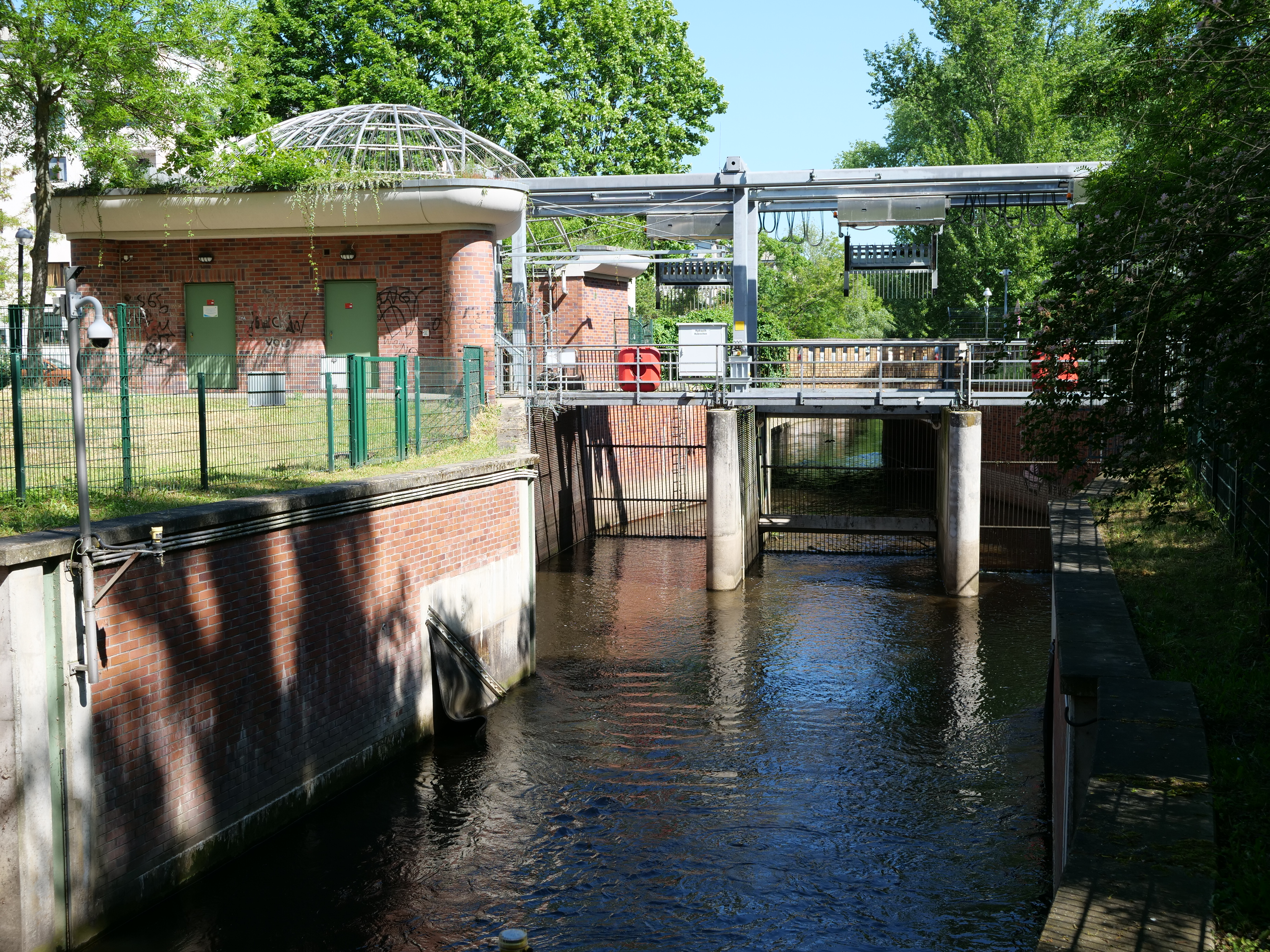
Teilung der Panke hinter dem Rechen unterhalb der Brücke über die Schulzendorfer Straße in Nord- und Südpanke (nach links, nicht sichtbar)
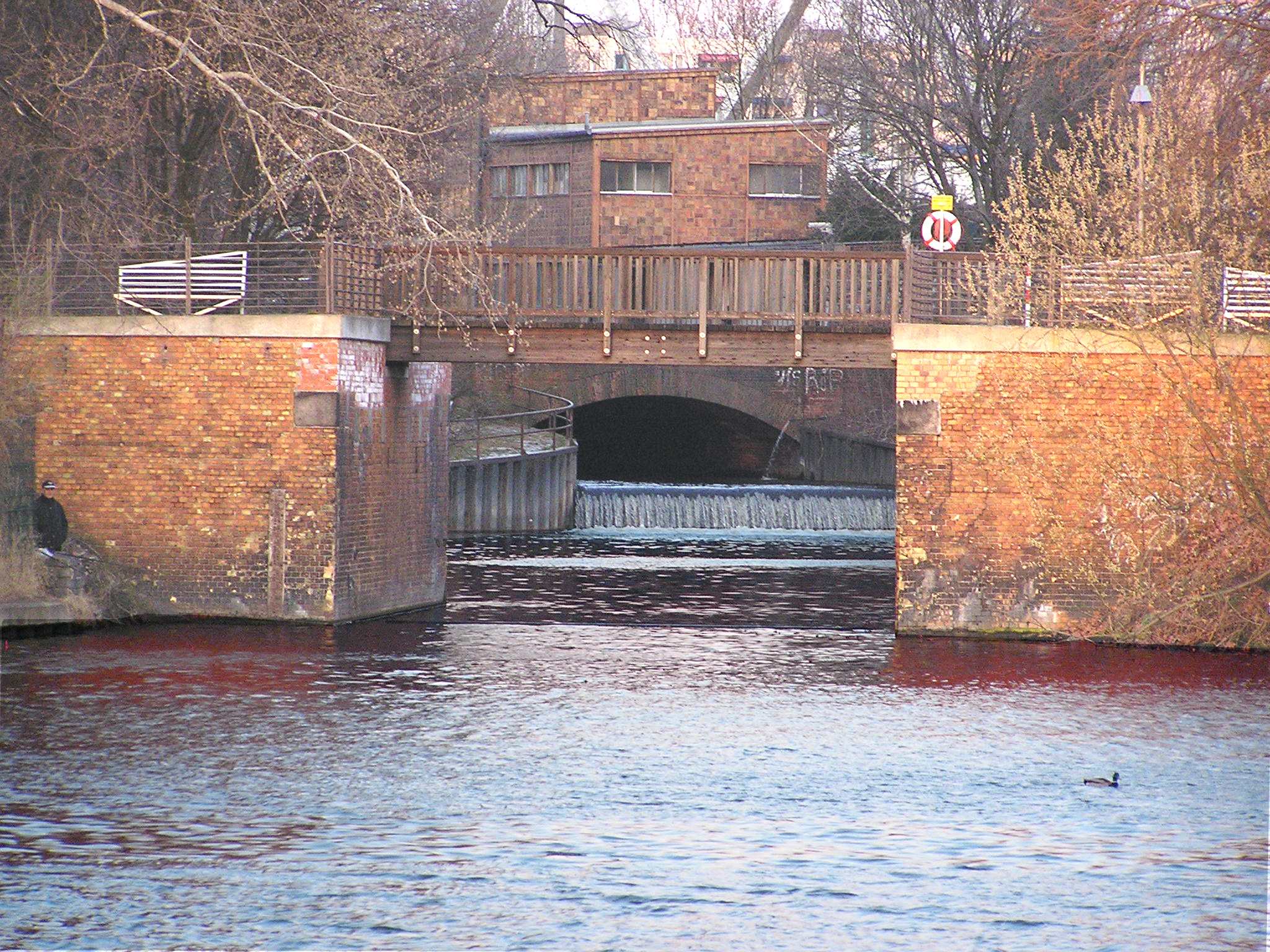
Mündung der Nordpanke in ein Nebenbecken des Nordhafens, noch ohne Fischtreppe

## Brücken über die Panke

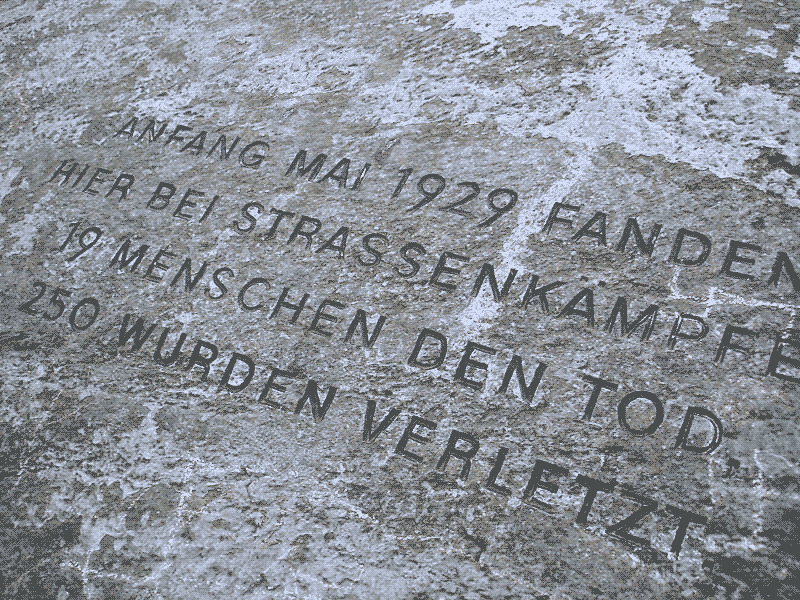
Gedenkstein für die Kämpfe 1929 im Wedding direkt auf der Walter-Röber-Brücke

In deren Gesamtlauf überqueren rund 90 Brücken die Panke, rund drei pro Kilometer. Außerdem gibt es dort einige Stege. Die meisten Querungsbauwerke sind so in die Straßenverläufe eingepasst, dass sie kaum wahrnehmbar und deshalb nicht berichtenswert sind.
Angegeben wird die erste, die letzte und eine denkmalgeschützte Brücke:
- Die erste über die noch junge Panke ist die Straßenbrücke für die Straße Am Pankeborn neben der Trasse der Stettiner Bahn am Flusskilometer 0,84.
- Am Rande des Bürgerparks Pankow befindet sich die einzige denkmalgeschützte Brücke, die Pankebrücke mit Puttengruppe und weiteren Nutzbauten (Schönholzer Straße), die um 1923 bis 1925 nach Plänen von Alexander Poetschke gebaut wurden.[48]
- Als letzte Brücke über die Südpanke gilt die Straßenbrücke der Reinhardstraße am Flusskilometer 29,49. An der südlichen Brückenkante ist das Pankebett noch für zehn Meter offen.

Brücken beeinflussen die Wahrnehmung der Panke im Stadtbild. Die Brücke an der Badstraße gibt dem Wasserlauf Geltung. Nördlich um die Mühle ist das Naturufer, südlich eher das Kanalbett zu sehen. Die Unterquerung der Osloer Straße mit einer Länge von 50 Meter verdeckt die Panke, die zwei Fahrbahnen und der breite Mittelstreifen mit der Straßenbahn machen das Gewässer fast unsichtbar.

## Geologie

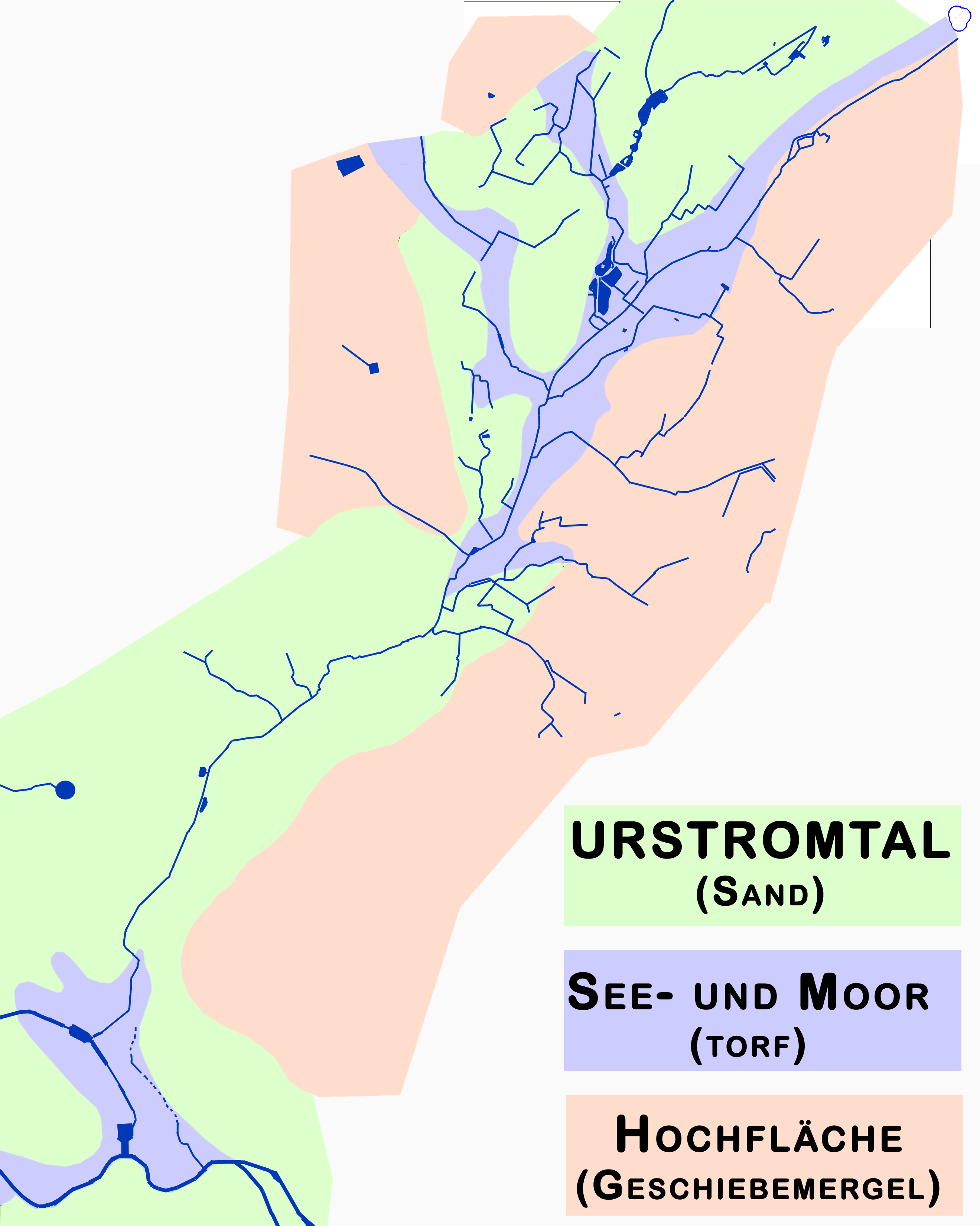
Geologische Situation des Pankesystems im Stadtgebiet Berlins

Die Panke bezieht ihr Wasser aus dem Barnim. Geologisch liegt die Panke mit ihrem Einzugsgebiet nördlich des Berlin-Warschauer Urstromtales, das im Süden durch die Hochfläche des Teltow und im Westen von der Nauener Platte begrenzt wird. Die Pankerinne ist in der Weichseleiszeit entstanden. In den Eiszeit-Tälern in Richtung zur Spree zeigt sich eine allgemeine Schichtung, dabei sind die obersten Sande feinkörnig bis mehlsandig mit Taltonlinsen. Darunter liegen drei bis sechs Meter Kies mit Steinen bis zu einer dichten Steinschicht. Diese Schichtenfolge von feinem Sand, mittelkörnigem Sand, Kies, grobem Kies mit Geschiebe wiederholt sich in Lagen mit einer Tiefe von 11 bis 14 m, 16 bis 21 m und um 30 m, darunter liegt meist ab 40 bis 55 m Tiefe Geschiebemergel. Diese Schichtungen, Auswaschungen von Grundmoränen, reichen im gesamten Gebiet der Pankerinne bis an Geschiebemergelbänke heran, die ursprünglich das Talgebiet überdeckt haben. Der Untergrund wurde in der Saale- und weiterhin in der Weichseleiszeit gebildet. Die Elstereiszeit hinterließ im Berliner Urstromtal keine nachweisbaren Sandbildungen. Im Tertiär und Quartär hatten sich im Berliner Untergrund Schichten von Lockersedimenten mit einer Mächtigkeit von 100 bis 150 Meter abgelagert. In dieser Tiefe liegt der Hauptgrundwasserleiter. Eine mächtige Tonschicht aus der Grundmoräne der Weichseleiszeit sperrt das Grundwasser in der Pankerinne nach unten ab. Tonlinsen in aufliegenden Sanden sind der Untergrund der Pankerinne, in der der Fluss eingelagert ist. Beispielhaft das Ergebnis einer Bohrung im Panketal.
| Tiefe      | Zusammensetzung                       | Geologische Zeitskala |
| ---------- | ------------------------------------- | --------------------- |
| bis 2,0 m  | grober Sand                           | Diluvium              |
| bis 3,0 m  | toniger, feiner Sand                  | Diluvium              |
| bis 5,0 m  | Sand mit kiesigen Beimengen           | Diluvium              |
| bis 6,0 m  | tonstreifiger Sand                    | Diluvium              |
| bis 8,0 m  | kiesiger Sand                         | Diluvium              |
| bis 62,0 m | dunkler Geschiebemergel               | Diluvium              |
| bis 68,0 m | Braunkohlenton                        | Miozän                |
| bis 69,0 m | feiner Glimmersand                    | Miozän                |
| bis 71,0 m | sandige Braunkohle                    | Miozän                |
| bis 74,0 m | Lignit                                | Miozän                |
| bis 79,0 m | mittelkörniger Braunkohlensand        | Miozän                |
| bis 95,0 m | feiner bis mittelkörniger Glimmersand | Miozän                |

## Umwelt

### Nacheiszeitliche Entstehung der Panke

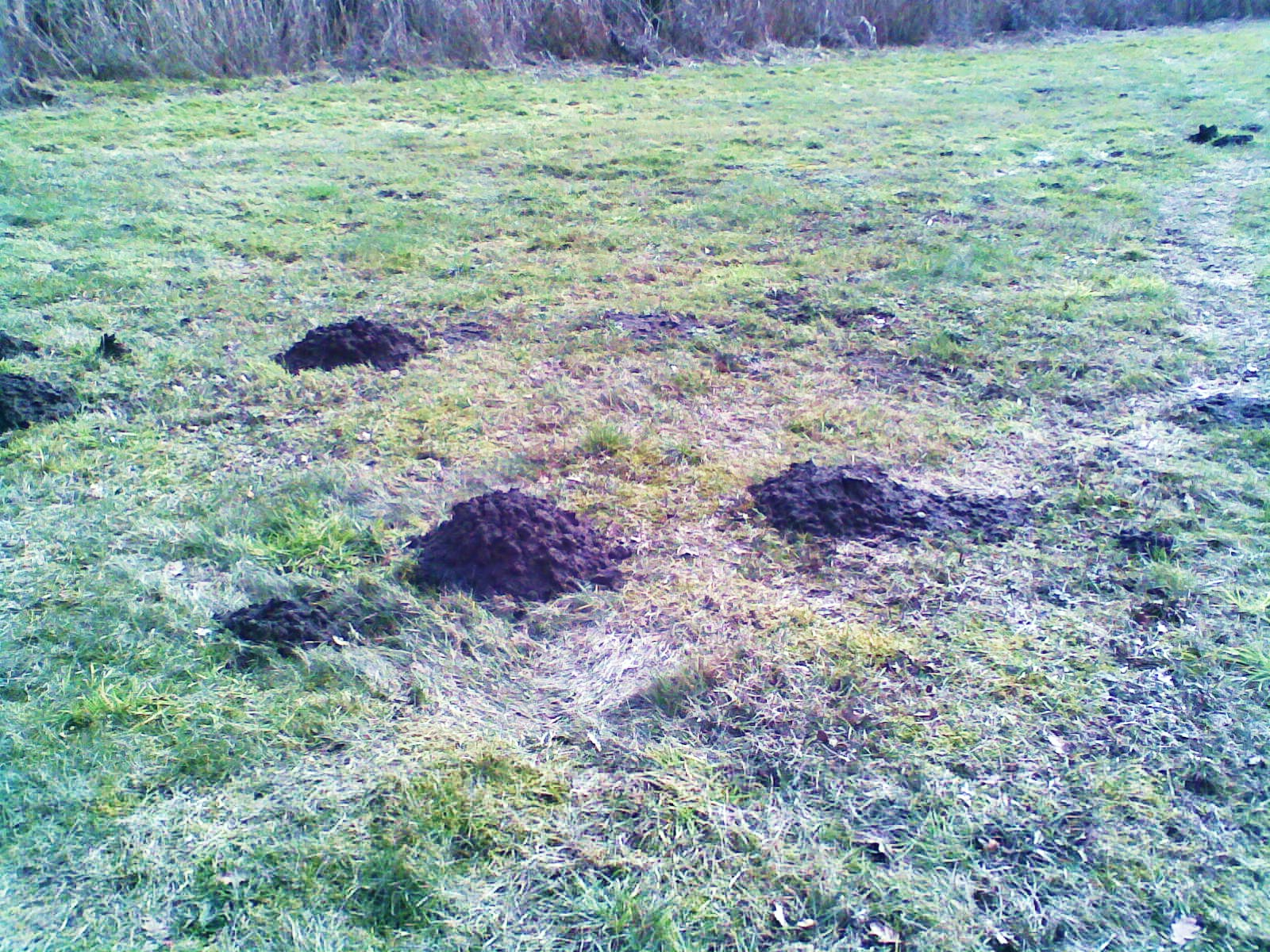
Mooriger Boden in Bernau-Pankeborn (Maulwurfshügel neben dem Pankelauf)

Nach Abklingen der Eiszeit brachte eine Urpanke Wasser zum Urstromtal hin. Mit der Erwärmung siedelten sich erste Pflanzen, die Pioniergesellschaften, an. Das vom Gletscher flachgeschürfte Gelände begünstigte, dass sich aus diesen Erstbesiedlern Torflager bildeten. Vom Rückzug des Gletschers verbliebenes Toteis trug zur Ausbildung von Mooren bei. An vielen Stellen haben die Moorschichten eine Mächtigkeit bis zu 13 m erreicht. In diesen Mooren entstanden von der mäandrierenden Panke durchflossene Kleinseen. Die Gegend südlich von Schönwalde mit dem Lietzengraben mag noch eine Vorstellung von den anfänglichen Verhältnissen geben.
Auf der Hochfläche des Barnim bildeten sich später Schichtquellen, aus denen das ansteigende Grundwasser Fließe speiste, vergleichbar so, wie um Bernau die Panke quillt. Das heutige Grabensystem im Panketal tritt auf diese Weise an die Oberfläche. Die Geländestruktur bedingte durch geringes Gefälle wechselnde Mäander und Flussseen, die typischen Elemente eines natürlichen Flusslaufes. Die Panke und ihre Zuflüsse waren solche mäandrierenden Bäche mit moorigen Uferzonen.

### Fauna und Flora

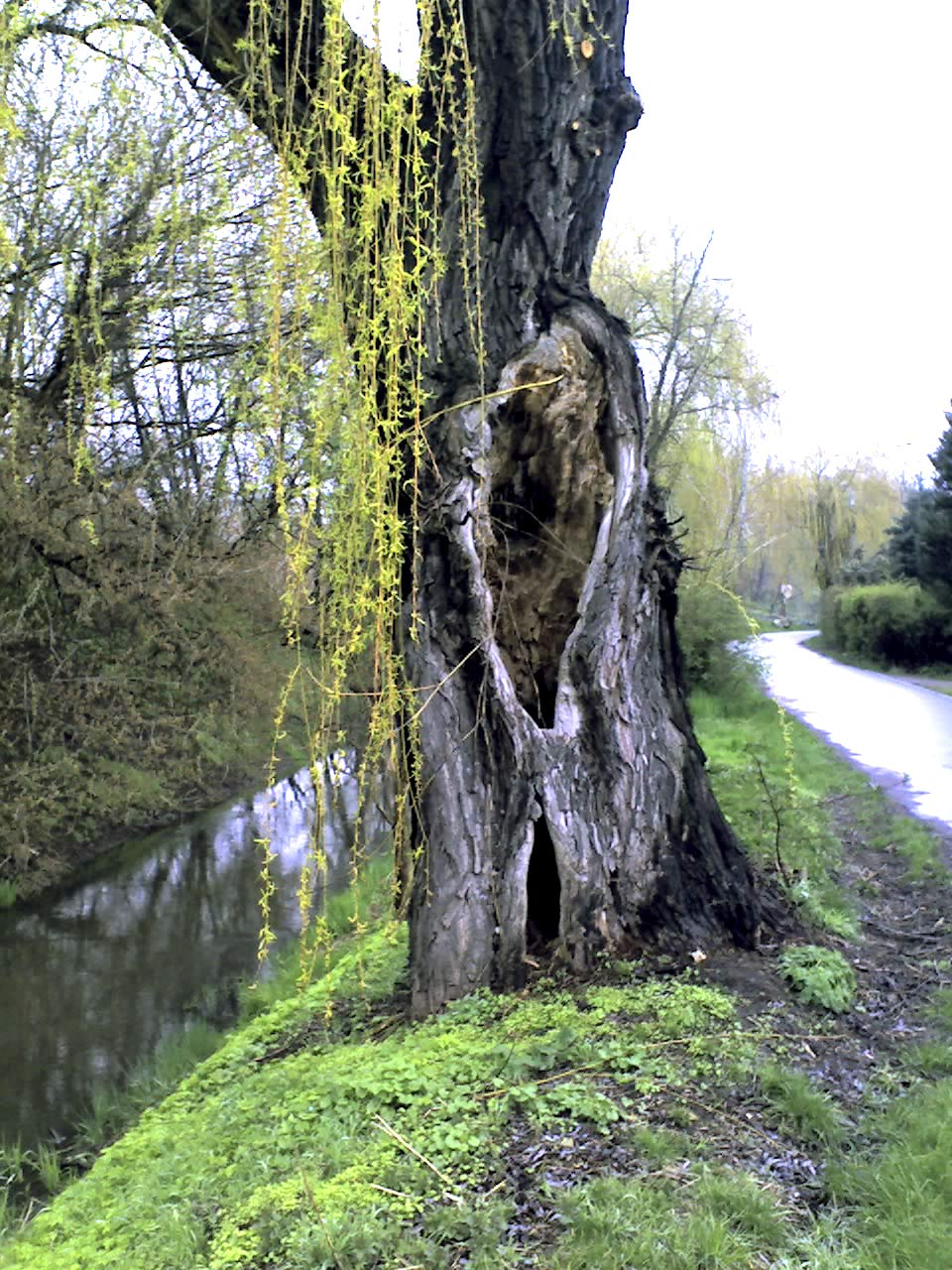
Alter Baum nahe dem Nordgrabenabzweig

Nach Abklingen der Eiszeit wurden die Kastentäler von Panke und Lietzengraben nach Norden verlängert, Birke und Kiefer waren die ersten Pflanzen. Trotz der heutigen Lage in städtischen Gebieten besitzt die Panke im Oberlauf auf Brandenburger Terrain durchaus Naturnähe. Es finden sich vorwiegend Pappeln und Erlen sowie Trauerweiden, Birken, Stieleichen, Weißdorn und Holunder. 1492 richtete sich Johann Cicero, der erste Hohenzoller, in der Mark Brandenburg einen Vogelherd an der Panke ein, etwa wo 1910 das vormalige Krankenhaus Pankows an der Galenusstraße stand.
Die Karower Teiche, die seit 1994 Naturschutzstatus haben, sind Teil des Naturparks Barnim. Das Einzugsgebiet der Panke ist von langgestreckten Schmelzwasserrinnen der Fließe, mit Seenketten, Feuchtwiesen und Mooren durchzogen. Die umliegenden Wiesen sind durch ihre vormalige Rieselfeldnutzung Naturflächen geblieben und nach Einstellung der Rieselwirtschaft wieder nutzbar. Hier finden sich Standorte für Eschenahorn, Traubenkirsche, Pappeln und Weiden. Die aufgeforsteten Waldungen sind Brut- und Nistplatz zahlreicher Vogelarten. Es brüten 69 Vogelarten, von denen zwölf Arten in der Rote Liste als gefährdet verzeichnet sind. Die weitläufige Fläche entlang der Panke ist gleichfalls Rastplatz für Zugvögel. In den Wiesen an der Panke finden sich Nistplätze. So lassen sich Graureiher sehen und die Mandarinente, die aus Ostasien kommt, auch Mäusebussarde und Fasane sind zu beobachten. Am Ufer geeigneter Flussabschnitte leben Bisamratten. Pirol, Singdrossel, Wasserralle, Eichelhäher und die Nachtigall, Kleiber und Buntspecht gehören zum Ornith. Durch die Nähe des Bucher Forstes besteht in Pankenähe ein Einstandsgebiet für Rot- und Schwarzwild. Innerstädtisch sind die Parkstreifen entlang des Pankeweges förderlich für die Entfaltung der Vogelwelt und der nötigen Insektenwelt bis in die Berliner Mitte. Der Fang von Fischen und deren Zucht in der Panke war noch bis 1900 einträglich. 1870 lebten in der Panke Stichling, Barsch, Blei, Hecht, Ukelei und Neunauge. Doch sie mussten der Nutzung durch den Menschen vorübergehend weichen. Jetzt fangen Angler an den ländlichen Strecken der Panke wieder Schleie, in den Becken der Panke Karpfen, Hecht und Barsch.
An der Berliner Grenze zu Brandenburg im Feuchtgebiet der Pölnitzwiesen, den ehemaligen Rieselfelder und dem Steener Bruch leben Otter, Biber und Eisvögel. Im innerstädtischen Bereich siedeln Wasseramseln.

## Hydrologie

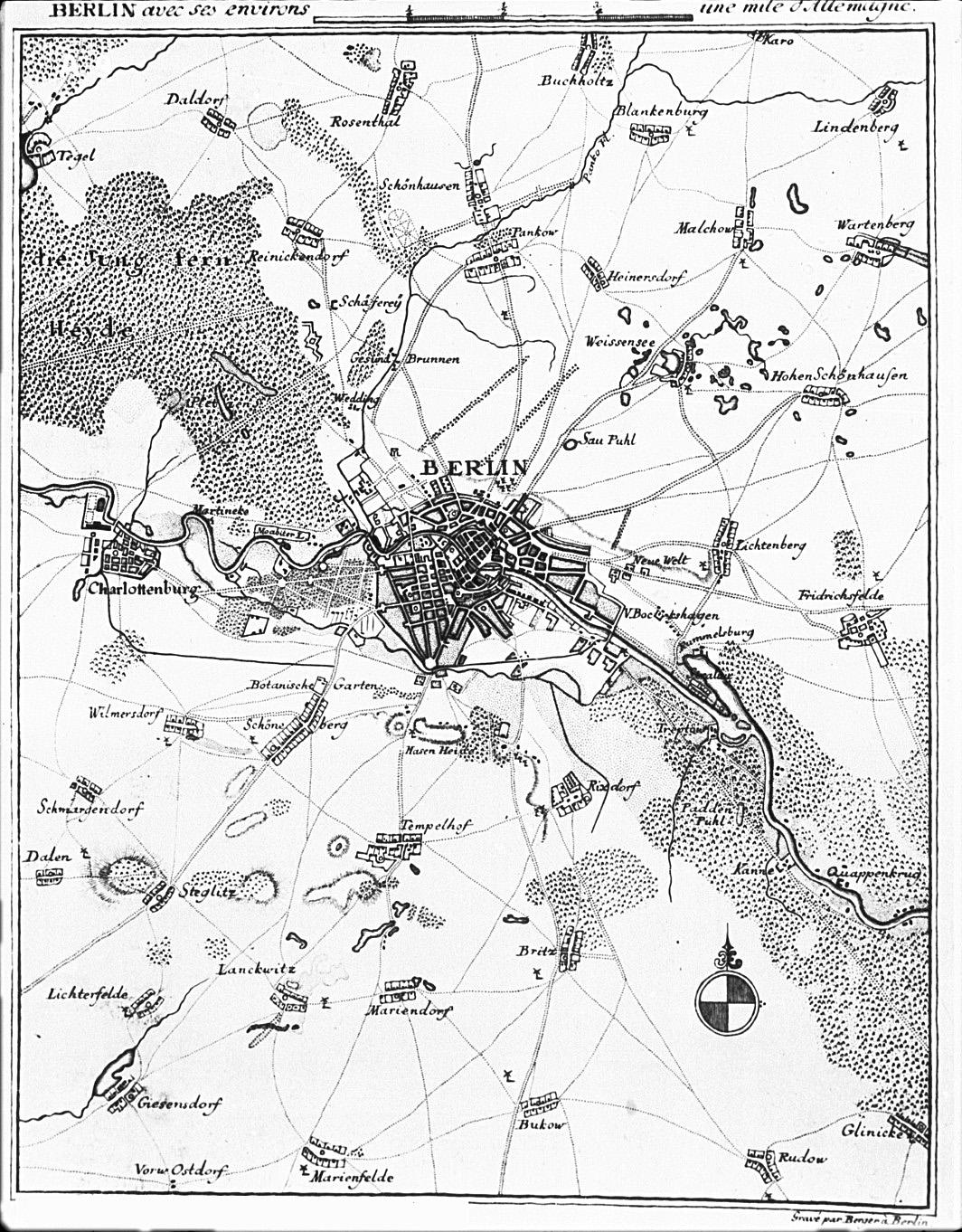
Lage der Panke 1772 (oberer Bildteil, hier als Panko Fl. benannt)

### Gewässerstruktur
Die Panke besitzt keinen typischen Quellbach. Auf den ersten 1200 Metern bis zum Teufelspfuhl fließt sie in einem künstlichen Graben. Die Umgebung des Pankeborns ist eine vermoorte Senke, ein letztes Zeugnis des der Gründung von Bernau im 14. und 15. Jahrhundert erwähnten „strudelnden“ wasserreichen Flusses. Heutzutage ist die Panke hier in niederschlagsarmen Monaten trocken. Unterhalb des Teufelspfuhls beginnt eine Strecke, die um Bernau und südlich von Bernau durch naturnahe Gebiete führt. Das geringe Gefälle in diesem Bereich und die Ufervegetation führen zu einem Fließ, an dessen Sohle sich organische Sedimente sammeln. Unterhalb der ersten Bahndammunterquerung in Höhe des Naturschutzgebietes Faule Wiese bis etwa zur Zuflussstelle des Schönower Dorfgrabens bleibt dieser Zustand erhalten. Im Weiteren fließt die Panke auf Grund eines stärkeren Gefälles etwas schneller. Die Landschaft ist offener, der Lauf hat den Charakter eines Baches mit sandigen Sedimenten. Es wird ein Gebiet mit einfacher Bebauung durchflossen. Der Uferbereich besitzt Abbrüche und die Sohle ist durch Riffelbildung markiert, die Gewässertiefe und -breite variiert. Dieser Charakter reicht durch die Pölnitzwiesen bis nach Berlin hinein. Im Schlosspark Buch führt der Lauf durch waldiges Gebiet. Im Bereich der Gemarkung Karow fließt die Panke sodann als geradliniges Fließ durch Wiesen. Entlang von Kleingärten zum Schloss- und Bürgerpark Pankow rückt die Bebauung näher an das Flussufer. Die Flusssohle wird eher von kiesigen Sedimenten gebildet. 600 Meter unterhalb Pankows im Ortsteil Gesundbrunnen beginnt ein innerstädtischer Verlauf mit teils ausgemauerter Sohle. Durch den Pankegrünzug bekommt das Gewässer teilweise einen renaturierten Uferbereich. Insgesamt hat die Panke ab Bezirksgrenze Pankow Kanalcharakter mit Rechteckquerschnitt.

### Gewässergüte
Die Gewässergüte wurde 1997 als stark geschädigt bewertet, davon ein Drittel des Laufs als übermäßig stark geschädigt. Am Oberlauf ist die Güte in Röntgental an der Fließsohle und am Pankeufer „wenig geschädigt“, in Gesundbrunnen – flussab und im Stadtgebiet – wird sie als „wesentlich geschädigt“ eingestuft. Der Lauf ist begradigt und innerstädtisch stark eingetieft, zwei Drittel davon sind geschottert und der Rest betoniert, 18 Prozent sind verrohrt. Es gibt am Pankelauf mehr als 70 Brücken, dazu Stege und Durchlässe sowie elf Wehre. Eine weitere Renaturierung der Panke erfordert eine Anhebung der Sohle und eine Remäandrierung, angesichts der Bebauungssituation ist dies jedoch kaum möglich. „Die hierfür anfallenden Kosten würden in keinem Verhältnis zum Gewinn für die Natur stehen.“ (Strukturkartierung 1997)
Die hydrochemische Gewässerqualität hat sich seit den 1990er Jahren über die gesamte Fließlänge drastisch verbessert. Dies ist vor allem auf das Ersetzen der Rieselfelder durch die Kläranlage Schönerlinde zurückzuführen, hinzu kommen weitere wasserwirtschaftliche Maßnahmen, wie die Reduzierung von Düngemitteln. Teile der oberstromigen Panke haben mittlerweile die höchste chemische Gewässerqualität erreicht. Die Gewässerqualität ist dabei abhängig von der hydrologischen Konnektivität, so sinkt die Nitratkonzentration in Dürrezeiten im Vergleich zu feuchten Jahren.

### Fließgeschwindigkeit
Hat die Panke im Schlosspark Buch noch den Charakter eines Baches, so gewinnt sie bis zum Schlosspark Niederschönhausen an Wassermenge. Aus den Rieselgräben wird Wasser zugeführt, was über den Nordgraben abfließen kann. Im Berliner Stadtgebiet ist die Fließgeschwindigkeit und die Wasserführung durch diese Regulierung konstant. Die Fließgeschwindigkeit liegt sowohl im Bürgerpark als auch kurz vor der Pankstraße bei 23–25 m/min. Dies ist wesentlich durch die wasserwirtschaftliche Aufteilung der Wassermengen auf Panke und Nordgraben bedingt. Die Kanalisierung der Panke mit geklinkerten Ufermauern oder Faschinen bedingt eine weitgehende Gleichmäßigkeit. Nach den Berliner Planungsunterlagen liegt die Wassermenge bei 20–25 m³ pro Minute.
Das Gefälle der Panke liegt rechnerisch bei 1,60 Meter pro Kilometer. Einige Gefällestrecken insbesondere auf Brandenburger Territorium wechseln mit langen Bereichen, in denen praktisch kein Gefälle besteht.

### Abflussmenge

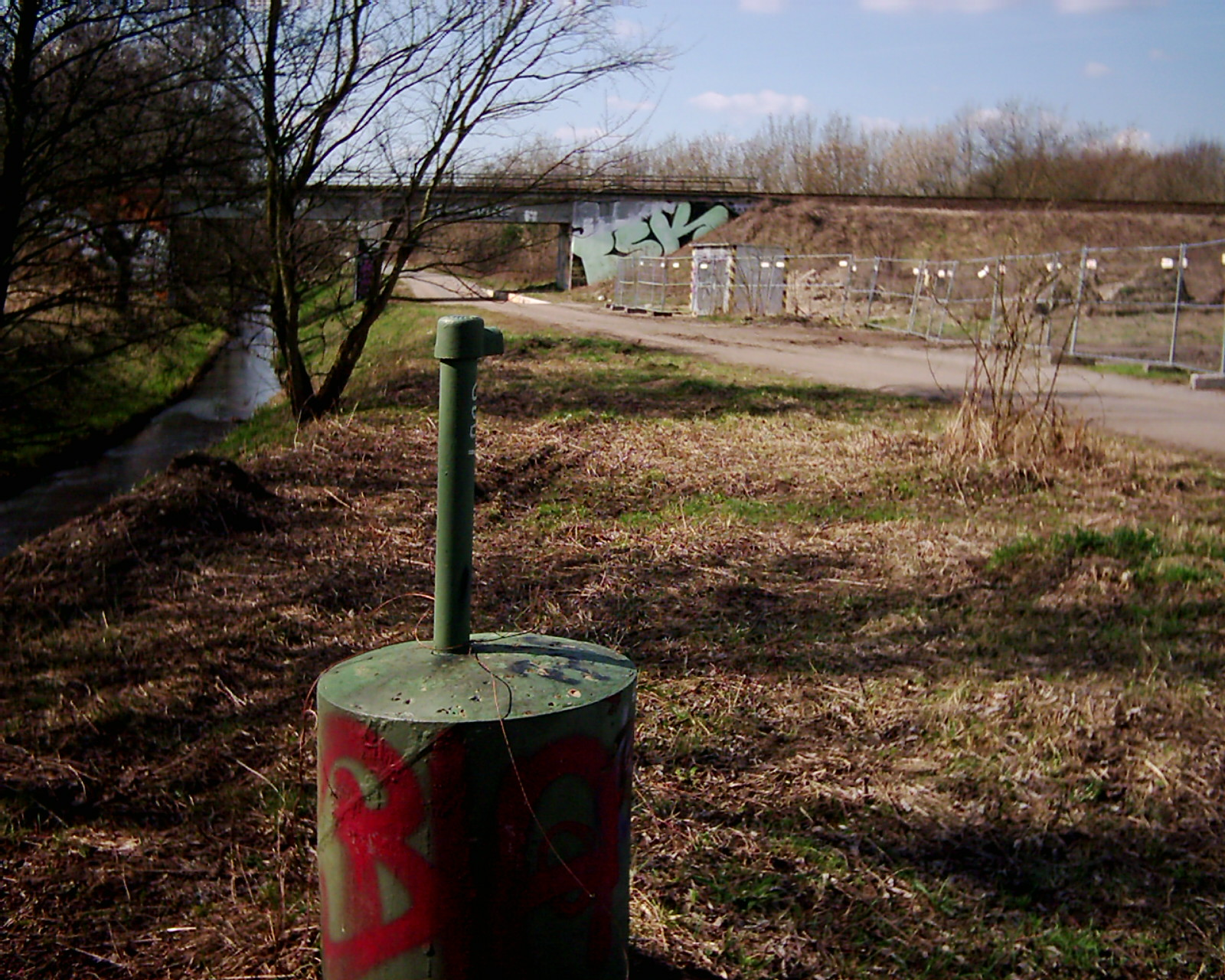
Pegelrohr nahe der Brücke unter der RB27

Die Wasserführung der Flüsse im Berliner Raum ist von den Niederschlägen im Einzugsgebiet abhängig. Für die Panke kam das Drainwasser der Rieselfelder hinzu, das zur Spree oder über den Nordgraben in den Tegeler See gelangt. Seit der Stilllegung der Rieselfelder verblieben nur marginale Mengen. Für die Jahre 1986–1995 wurden am Pegel Schönwalder Straße als mittlere Abflussmenge 0,58 m³/s ermittelt, mit der Streuungsbreite zwischen mittlerem Niedrigwasser von 0,094 m³/s und dem mittleren Hochwasser von 3,66 m³/s. Rechnerisch ergeben sich daraus 18 Millionen m³ Wasser, die im Jahr den Pankelauf verlassen.
| Messstelle | Einzugsgebiet der Panke bis zur Messstelle | MQ in m³/s | MQ in m³/h |
| ---------- | ------------------------------------------ | ---------- | ---------- |
| 9,6        | 01,70 km²                                  | 0,010      | 036        |
| 9          | 17,12 km²                                  | 0,102      | 367        |
| 8          | 22,63 km²                                  | 0,127      | 457        |
| 7          | 25,12 km²                                  | 0,134      | 482        |
| 6          | 28,99 km²                                  | 0,149      | 536        |
| 5          | 29,33 km²                                  | 0,148      | 533        |
| 4          | 31,08 km²                                  | 0,167      | 601        |
| 3          | 36,16 km²                                  | 0,168      | 605        |
| 2          | 37,24 km²                                  | 0,173      | 623        |
| 1          | 39,45 km²                                  | 0,210      | 756        |
| 0          | 42,00 km²                                  | 0,219      | 788        |

Diese Messungen belegen die Wassermenge am Unterlauf der Panke zu Beginn des 21. Jahrhunderts. Im weiteren Lauf beeinflusst die wasserwirtschaftliche Regulierung, also der menschliche Eingriff, die Wassermenge der Panke.
Eine Berechnung an der Panke von 1838 ergab für den (normalen) Durchfluss in Höhe der Papiermühle, die sich im Gebiet des Bürgerparks Pankow befand, die Vergleichsmenge von 0,25 m³/s. „Herr Hauptmann v. Neander hat vor einigen Jahren […] den Vorschlag gemacht die Panke zur Anlegung von fließenden Brunnen zu machen. […] Über die Wassermenge der Panke haben wir […] einige Versuche gemacht. Hieraus folgt die Wassermenge [an der Mühle] in 24 St. gleich 450.000 C.F. […] folglich war die gesamte Wassermenge, welche die Panke in 24 St. lieferte = 745.000 C.F.“ Eine Wassermenge 754 000 Kubikfuß auf 24 Stunden entspricht 21.350 m³ pro Tag und auf die oben eingetragenen m³ je Sekunde folgen dann 250 Liter pro Sekunde.

### Grundwasser

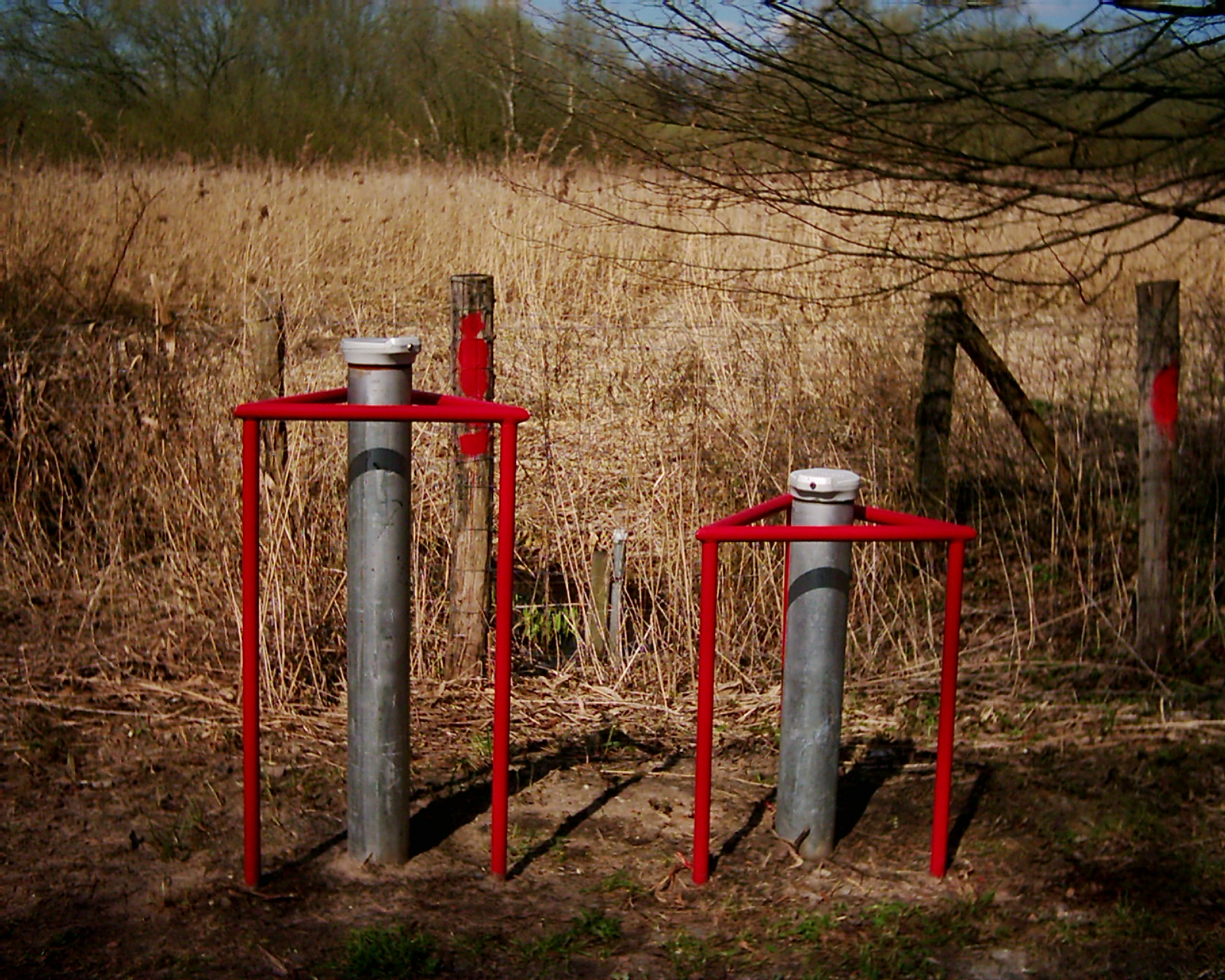
Das NSG Karower Teiche und den Zufluss zur Panke überwacht die Naturschutzbehörde mit Pegeln

Das westlich der Panke liegende Tegeler Fließ ist im relativ flachen Gelände ursprünglich aus der Pankerinne abgezweigt und so springt die Grenze des Einzugsgebietes weit nach Osten bis nahe an die Panke selbst. Das Gebiet westlich dieser Grenze entwässert zum Tegeler Fließ, das trotz seiner Stadt-Randlage noch eine Flussaue mit Stauen hat. Diese Geländeform eines Fließes hatte einst die Panke.
Im Berliner Untergrund bildet eine etwa 150 m mächtige Schicht aus dem Tertiär und Quartär die Hauptquelle der Trink- und Brauchwassergewinnung für Berlin. Die hydraulische Barriere zum fünften Grundwasserleiter, der Salzwasser führt, sind tonige Sedimente, sogenanntes Rupelton, in einer Schicht von 80 m Stärke. Die vier darüber liegenden Grundwasserschichten Berlins sind hydraulisch getrennt. Ein Grundwasserleiter auf der Barnimplatte liegt im Panketal, er ist von einer Tonschicht aus Grundmoränen zum Berliner Hauptgrundwasserleiter hin gesperrt. Die Panke-Schicht streicht nach Nordwesten bis auf wenige Meter aus. Die Messung der Grundwasserstände in Berlin begann 1870 mit 29 Messstellen und stieg bis 1937 auf nahezu 2000 an. In den 2000er Jahren werden noch ungefähr 1000 automatische Stationen betrieben. Diese senden ihre täglichen Messungen an die Berliner und die Brandenburger Wasserbehörde. Dort werden die Daten statistisch ausgewertet. Der erste und der zweite Grundwasserleiter im Panketal werden mit 40 Messpunkten für Grundwasser und sechs für Oberflächenwasser beobachtet. Das Grundwasser in der Pankerinne fließt mit 10–500 m pro Jahr von Nordwest nach Südost zum Warschau-Berliner Urstromtal. Der Pankeaquifer stellt bis zu 85 % des Basisabflusses im Oberlauf, was sich aufgrund der aktuellen Abwasserdominanz im Unterlauf verringert. Der Unterlauf ist vom Grundwasser entkoppelt, es herrschen entweder neutrale, oder effluente hydrologische Bedingungen, d. h. Wasser infiltriert von der Panke in den Grundwasserleiter.

„[Im Panketal (Pankerinne)] liegen über dem Geschiebemergel der Barnim-Hochfläche Sande der Weichsel-Kaltzeit und des Holozäns, die hier einen eigenständigen Grundwasserleiter mit ungespannter Grundwasseroberfläche bilden. Die im Panketal verbreiteten Geschiebemergel können mit grundwasserführenden Sanden überdeckt sein.“

### Hochwasser

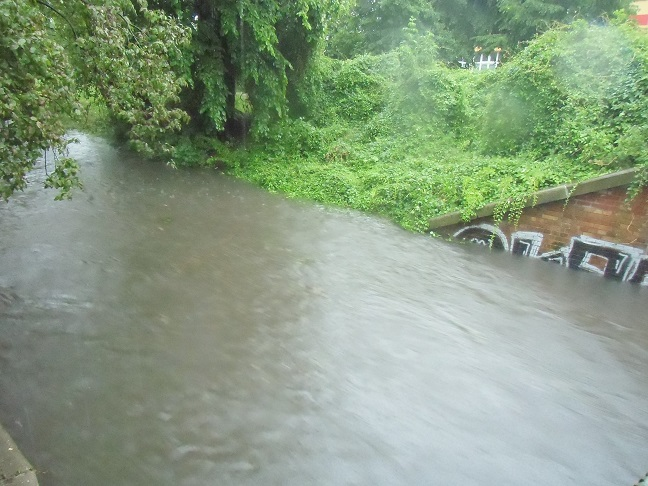
Blick von der Walter-Röber-Brücke, Hochwasser am 29. Juni 2017

Als Niederschlagsmengen werden für den Pankeraum 500–670 mm pro Jahr angegeben. Die mittlere jährliche Menge liegt bei 645 mm pro Jahr, nach Abzug der Verdunstung verbleiben 190 mm. Stärker wirken sich die versiegelten Flächen auf die Abflussmenge aus. Ältere Berichte zeugen von einem stärkeren Abfluss durch die Panke.

„[…] daß gewäßer groß werden Und die Pancke Vor Berlin sich wieder wie Vorjahr ergießen solte. [Anlass zum Bau des ‚Weidendamm‘, noch im Namen der Brücke mit der Friedrichstraße].“

In früheren Zeiten war die Panke ein wilder Fluss und der Abfluss war größer, später war sie in den meisten Jahreszeiten ein Fluss mit gemächlichem Lauf. Zerstörende Hochwasser traten in folgenden Jahren auf:
- 1830 wurde die Papiermühle auf dem Gelände des heutigen Bürgerparks zerstört.
- 1888 stürzte ein Hinterhaus in der Schulzendorfer Straße ein, der Wasserdurchfluss erreichte währenddessen das 50-Fache der Normalmenge.
- 1899 durchbrach die Panke die Mauer des Grundstücks Chausseestraße 80/81.[68]
- 1902, 1904, 1905, 1919 kam es zu Überflutungen nach starken Niederschlägen.
- 1926/1927 folgte dem Winter- ein Frühjahrshochwasser.
- Das Hochwasser vom 11. Juni 1980 und am 4. Juli 1980 erforderte den Einsatz von Sandsackbarrieren, um Überschwemmungen zu verhindern. 1980 entstand ein Schaden von 500.000 Mark.[69]
- Hochwasser in der Nacht zum 22. August 2012:[70] Die Panke trat vom Schlosspark Niederschönhausen bis zur Schulzendorfer Straße in unterschiedlichem Maße über die Ufer. Große Regenwassermengen führten im dicht besiedelten und entsprechend versiegelten Einzugsgebiet der Panke schnell zu hohen Abflussspitzen und zu einer Hochwasserwelle.[71]

Der Nordgraben wurde in den 1930er Jahren ab Blankenfelde angelegt. Der Zufluss aus den Rieselfeldern in die Panke wurde an der Stadt vorbei geleitet und diente so als zusätzlicher Ableiter bei Hochwasser. Heutzutage sind bereits im Oberlauf Regulierungen eingebaut und am Übergang von Pankow nach Berlin-Mitte sind zwei Regenwasserrückhaltungen eingerichtet. An der Wasseranlage in Blankenburg kann nötigenfalls alles Wasser über den Nordgraben abgeleitet werden. Mit der Wehranlage in der Schulzendorfer Straße wird der Abfluss zum Nordhafen geregelt. Von dieser Anlage wird auch der zukünftige Abfluss in die Südpanke geregelt werden.
Im Laufe der Jahre wurden im Berliner Abschnitt der Panke mehrere Auffangbecken zum Hochwasserschutz angelegt, so zwischen der Gottschalkstraße und der Stockholmer Straße, an der Travemünder Straße sowie an den S-Bahn-Brücken der Ringbahn (zwischen Pank- und Gerichtstraße) und der Nordbahn (zwischen S-Bahnhof Wollankstraße und Bürgerpark).

### Historische Angaben
Die Panke ist weder schiffbar noch wird sie zur Flößerei benutzt. Sie wird durch einige Feldgräben verstärkt, den Lietzengraben auf der rechten Seite unterhalb Buch, den Luch- oder Fließgraben von Schwanebeck und Lindenberg her, auf der linken Seite oberhalb Blankenburg, und auf demselben Ufer durch den Malchowschen Müller- und Hauptgraben bei der Löffelbrücke.
| Wasserspiegel der Panke:                                                                  | über der Ostsee | Meter |
| am Ursprung des Fließes                                                                   | 230' 6"0        | 86,85 |
| bei Bernau                                                                                | 215' 6"0        | 81,20 |
| zwischen Buch und Blankenburg (ein kleiner See)                                           | 166' 1"0        | 62,56 |
| an der Blankenburger Brücke                                                               | 156' 10"        | 59,13 |
| an der Löffelbrücke                                                                       | 146' 4"0        | 55,14 |
| an der Brücke zwischen Pankow und Nieder=Schönhausen                                      | 131' 0,3"       | 49,35 |
| an der Brücke beim Louisenbrunnen                                                         | 115' 8,4"       | 43,63 |
| an der Brücke in der Oranienburger Vorstadt auf der Steinbahn von Berlin nach Oranienburg | 110' 6,8"       | 41,68 |
| an der der Mündung in die Spree (II, 99)                                                  | 102' 0,7"       | 38,44 |

## Kulturgeschichte
Die Panke entstand aus einer eiszeitlichen Rinne des Barnims. Die Besiedelung entlang der Panke ist durch zahlreiche slawische Grabungsfunde bis zum Neolithikum belegt. Die Niederlage von Jacza gegen Albrecht den Bären förderte den Zustrom deutscher Bauern in die Region. Im Schutze askanischer Burgen unter den Markgrafen Johann I. und Otto II. erfolgte die Besiedlung auf den sumpffreien Erhöhungen des Barnims entlang der Panke. Die Siedlung Bernau entstand im 11. Jahrhundert auf einer höher gelegenen Diluvialplatte. Das Sumpfgebiet mit den Quellbächen der Panke zog sich südlich bis nordöstlich um die Stadt und war noch im 14. Jahrhundert unbetretbar. Albrecht der Bär (aus Ballenstedt) ließ bei seiner Kolonisierungspolitik weitere Dörfer im Panketal anlegen. An der Panke ist der Flecken Wedding belegt. In einer erhaltenen Urkunde bestätigt der Markgraf am 22. Mai 1251 den Besitzwechsel der Mühle an der Panke vom Ritter Fridericus de Chare an die Nonnen des Benediktinerinnenklosters in Spandau. Frühes nachgewiesenes Gewerbe waren Mühlen und die Brauereien von Bernau. Fischfang und Gemüseanbau wird betrieben, die Domäne Wedding lieferte Holz und Getreide. In einem Situations-Plan betreffend die Kanalisierung der unteren („alten“) Panke ist der Verlauf und die Struktur der Panke mit Datierung 1859 dargestellt.
Mit der erfolgreichen Politik der Kurfürsten nahm im 18. und 19. Jahrhundert die Bevölkerungszahl in und um Berlin zu. Die Bebauung im Wedding, allgemein auf der (Berliner) Pankeseite der Spree, und das Gewerbe breiteten sich aus. Schließlich erreichten Mietskasernen das innerstädtische Pankeufer. Ende des 19. Jahrhunderts war die Panke eingemauert. Im Ergebnis der Zunahme der Berliner Bevölkerung und der Einleitung von Rieselfeldwasser in die Panke erhöhte sich die Gewässerbelastung. Diese unregulierte Nutzung führte zur Stinke-Panke. Sinkende Lebensqualität und soziale Spannungen blieben seit der Reichsgründung und besonders im Ergebnis des Ersten Weltkriegs nicht aus. Der Gedanke, dem Fluss wieder Raum zu geben, entstand Anfang des 20. Jahrhunderts. In der zweiten Hälfte des 20. Jahrhunderts wurde er mit dem Pankegrünzug umgesetzt. Die Teilung Berlins blieb für die Panke nicht folgenlos, der eigentliche Pankelauf in der Stadtmitte wurde abgetrennt und bedeutungslos. Das Pankewasser floss auf kurzem Wege durch den Wedding in den Berlin-Spandauer Schifffahrtskanal. Erst mit der politischen Wende wurde die Anlage eines Wanderwegs von der Spree bis nach Bernau möglich.

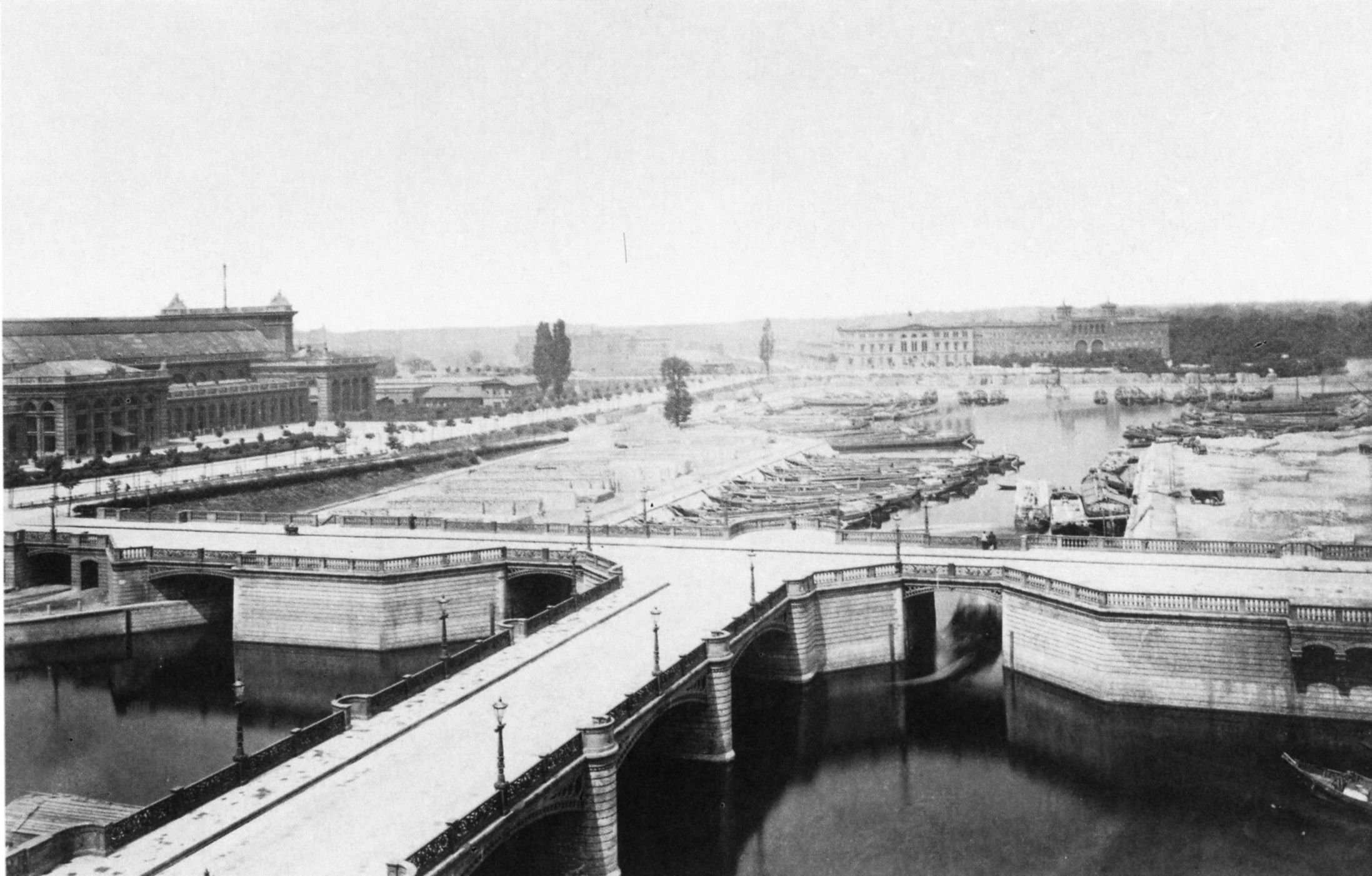
An der Alsenbrücke (1875) begann der Schönhauser Graben von der Spree

Berliner verliehen ihrem Fluss zusammen mit der Spree einen Symbolwert. Hier gründet sich die antipolitische Pankgrafschaft. Bekannte Berliner Künstler, wie Heinrich Zille und Claire Waldoff nutzen die Symbolkraft oder bedichten und besingen die Panke. Die Panke dient synonym für Industrieerzeugnisse und sie wird für Firmen und Institutionsnamen eingesetzt.
Im 21. Jahrhundert wird die Bedeutung von Flüssen als Naturraum gesetzlich verbindlich durch die Wasserrichtlinie der Europäischen Union eingefordert. Am Lauf der Panke wird dies von den Landesbehörden Berlins und Brandenburgs unter Beteiligung der Öffentlichkeit umgesetzt. Mit dem Projekt „Panke 2015“ begannen 2008 die Planungen, 2012 folgte das Planfeststellungsverfahren und im Planungszeitraum bis 2027 soll die Wasserqualität durch Wasserbaumaßnahmen und Strukturverbesserungen mit 17 Millionen Euro der Flusslauf, die Wasserqualität und das Umfeld den neuen Anforderungen gerecht werden. Bis 2015 wurden in der Panke drei Querbauwerke: die Abstürze im Schlosspark Buch, im Schlosspark Niederschönhausen und in Höhe Köberlesteig zu Fischaufstiegsanlagen mit Sohlgleiten umgebaut. Im Bereich Schönholzer Brücke bis Ossietzkystraße wurde die Uferbefestigung beidseitig erneuert. „Der Erfolg beider Maßnahmen wurde im Mai 2014 durch Elektrobefischung und Probeentnahmen von Makrozoobenthos (MZB) kontrolliert. Fische und andere aquatische Organismen können sich an diesen Stellen wieder ungehindert tummeln.“ Die Umgestaltung der Panke zu einem naturnahen Fließgewässer steht jedoch gegen den Widerstand gegenläufiger Interessen. Die Bürgerbeteiligung zog sich über Jahre hin und Denkmalschutz-Vorgaben mussten eingehalten werden. Schließlich gab es am 30. September 2019 den Planfeststellungsbeschluss und ab 2021 soll mit dem Umbau und Renaturierung begonnen werden. Der Plan bestand seit 2003, mit dem Planfeststellungsbeschluss sollen die Baumaßnahmen für gesamt 28 Millionen Euro ausgeschrieben werden.

## Buchtext aus dem Jahre 1830
„Panke oder Pankow, ein Flüßchen, entspringt bei Bernau im rothen Felde, fließt durch die Dörfer oder vorbei bei den Dörfern Zepernick, Buch, Franz. Buchholz, Nieder=Schönhausen und Pankow, theilt sich bei Nieder=Schönhausen in 2 Arme, von denen der nördliche der Schönhauser Graben heißt; der südliche, die eigenthliche oder alte Panke, fließt durch die Oranienburger Vorstadt, die Eisengießerei, tritt bei dem Charitégarten in die Stadt und fällt auf dem Schiffbauerdamm, zwischen No. 2 und 3 in die Spree. In der Stadt hat sie 3 Brücken und in der Vorstadt 13. Der Schönh. Graben fließt beim Unterbaum in die Spree. Obgleich die Panke den größten Theil des Jahres ein ganz seichtes, stilles, nur in Ebenen fließendes Wasser ist, so schwillt sie bei hohem Wasserstande im Allgemeinen, und wenn im Winter viel Schnee gefallen ist, doch ungemein an, verursacht bedeutende Ueberschwemmungen und wird selbst reißend. So zerstörte sie z. B. vor 2 Jahren die massive Brücke zwischen Pankow und Schönhausen und machte vor mehreren Jahren die Papiermühle beim Luisenbade unbrauchbar. Jetzt treibt sie bei Pankow wieder eine Papiermühle.“